# Novorenesance

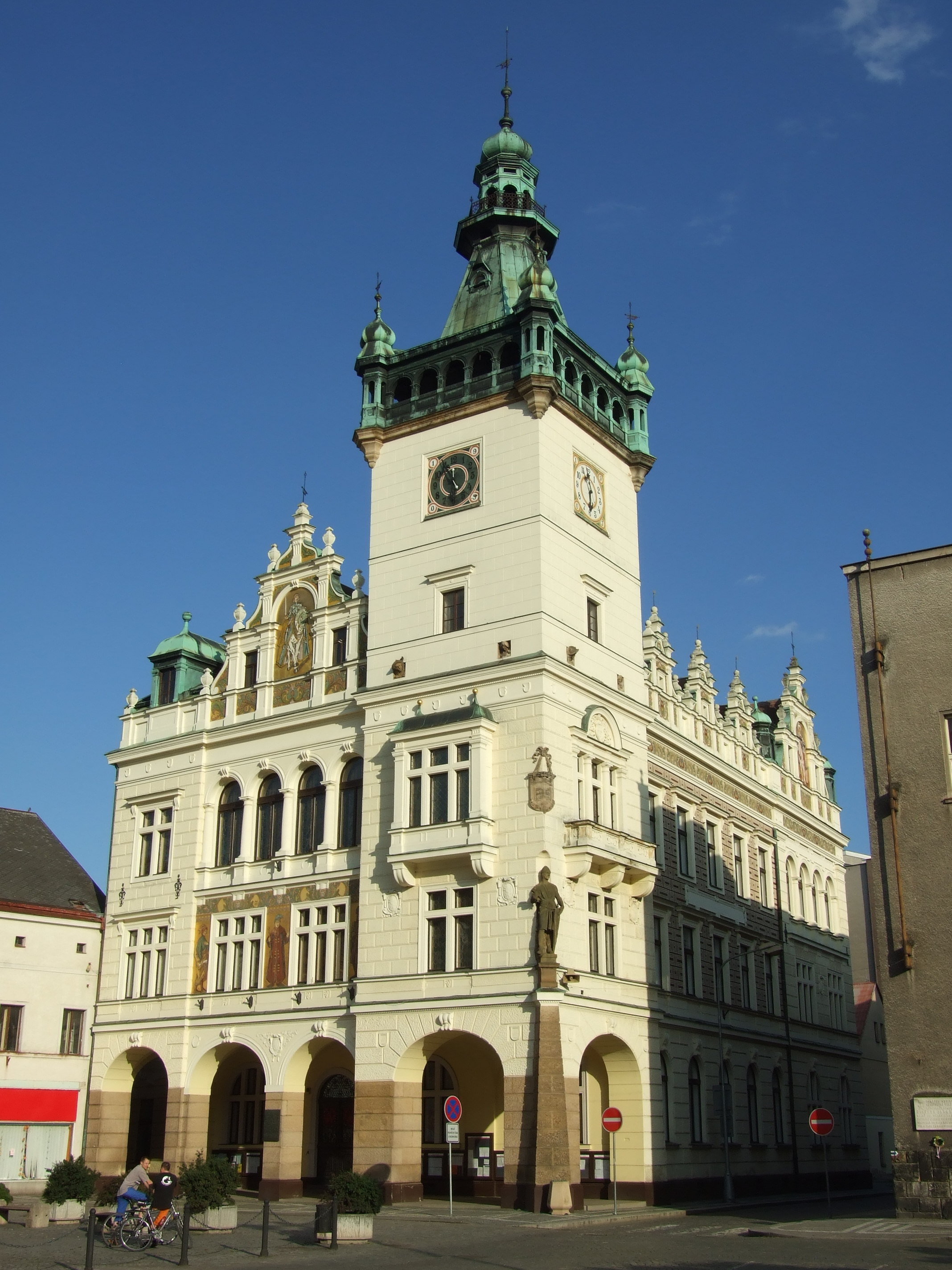
Novorenesanční radnice na Masarykově náměstí v Náchodě z roku 1904

Novorenesance (neorenesance) je historizující umělecký sloh 2. poloviny 19. století, který vychází z renesance. Ke konci 19. století se začínají na novorenesančních stavbách objevovat secesní prvky. Rovněž je časté, že novorenesanční budova má secesní interiéry.

## Novorenesance ve světě
Renesanční formy se znovu objevují v Evropě i Severní Americe, oblíbená je italská, zvláště florentská architektura, ale také anglická, francouzská či saská renesance. Často také dochází k mísení forem, zejména s novoklasicismem a novogotikou. Novorenesance je ve Francii spojena s architekturou druhého císařství, největší stavbou je pak zámek Ferrières. V Anglii ji uplatňuje Charles Barry (autor novogotického Westminsterského paláce). Novorenesanční stavby se objevují i jinde, např. v Budapešti (bazilika svatého Štěpána) nebo Vídni (Uměleckohistorické muzeum).

## Politický význam novorenesance ve Střední Evropě
Neorenesance měla mnoho podob a politických významů. Italská ranná renesance byla v Rakousku-Uhersku považována za univerzální styl vhodný pro kulturní a reprezentativní budovy a byla oblíbená mezi liberály. Mezi příklady staveb v tomto univerzálním stylu patří např. Národní divadlo v Praze, Zemské muzeum v Praze (dnes Národní muzeum), Německé divadlo v Praze (dnes Státní opera), Německý dům v Budějovicích (dnes KD Slavie) či mnohé budovy na vídeňské Ringstrasse.
Naopak německá neorenesance, především ta severská či hanzovní, byla stylem českých Němců, kteří těmito budovami dávali najevo příslušnost k německé kultuře a odlišnost od té české či dokonce rakousko-uherské. V tomto stylu byl stavěno především v Pohraničí a německých jazykových ostrovech jakými byla Praha, Brno či Jihlava. Typickým příkladem v severoněmecké renesancíe s typickými ražnými cihlami na fasádě jsou lázně v Liberci (hlavním městě českých Němců) či radnice v Hodoníně.

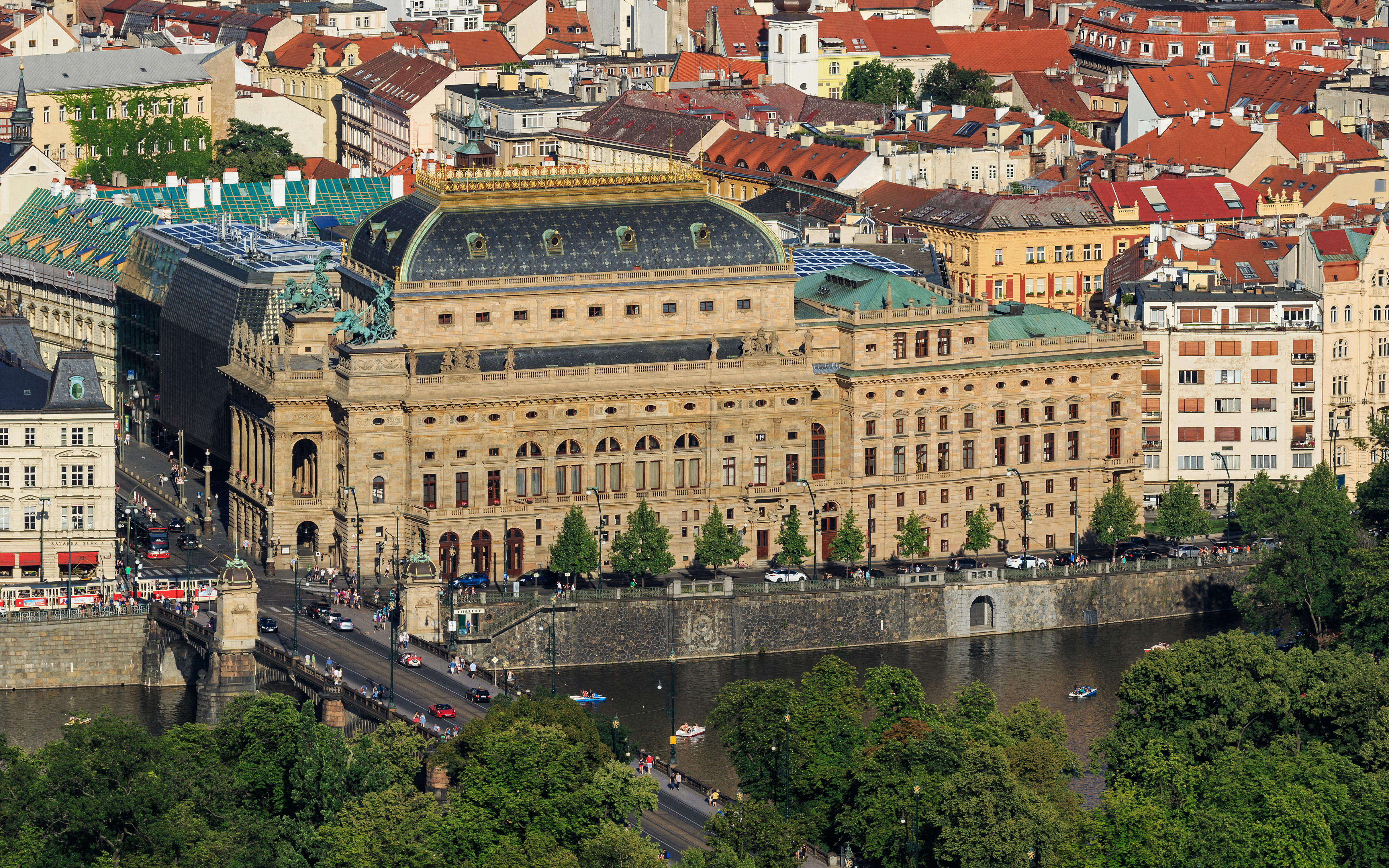
Národní divadlo v Praze

## Česká Novorenesance
Česká novorenesance je spojena s národním uvědoměním, často se tak tento sloh uplatňoval při stavbě velkých veřejných staveb (divadla, muzea, národní domy, sokolovny, banky, nádraží, školy apod.). Tvůrci novorenesančních budov v českých zemích náležejí ke generaci Národního divadla, kteří spolupracovali s významnými sochaři a malíři (nejen) na výzdobě Národního divadla jako symbolu umělecké, kulturní, společenské a hospodářské emancipace Českého národa.

### Architekti

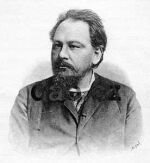
Antonín Barvitius
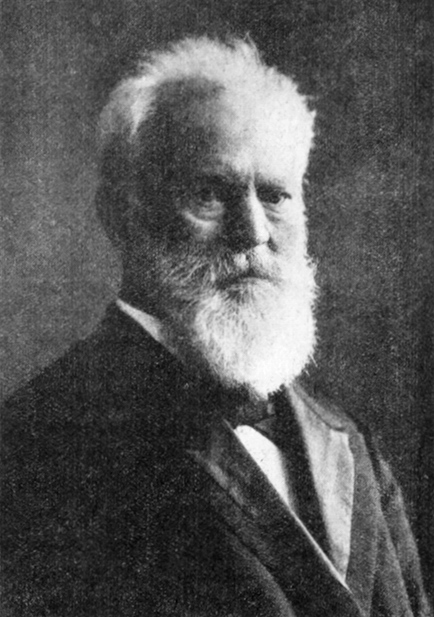
Josef Schulz
- Ignác Ullmann
- Antonín Wiehl
- Josef Zítek
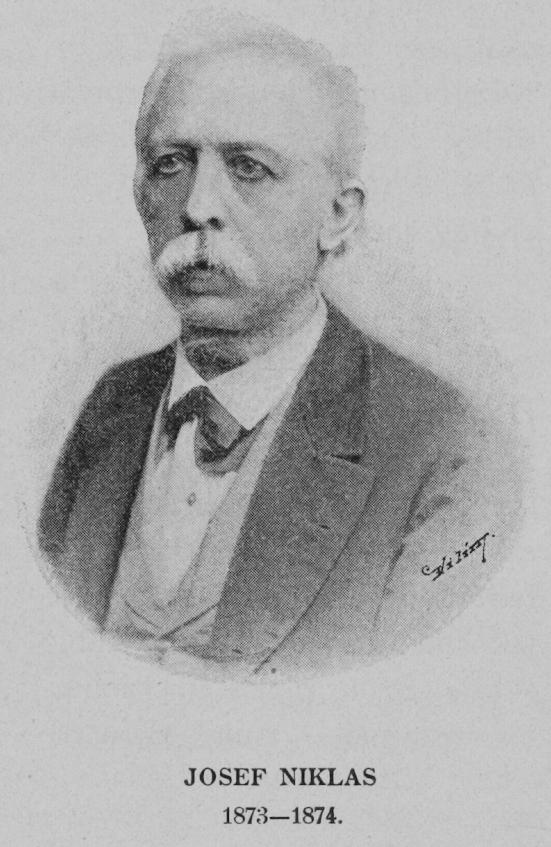
Josef Niklas
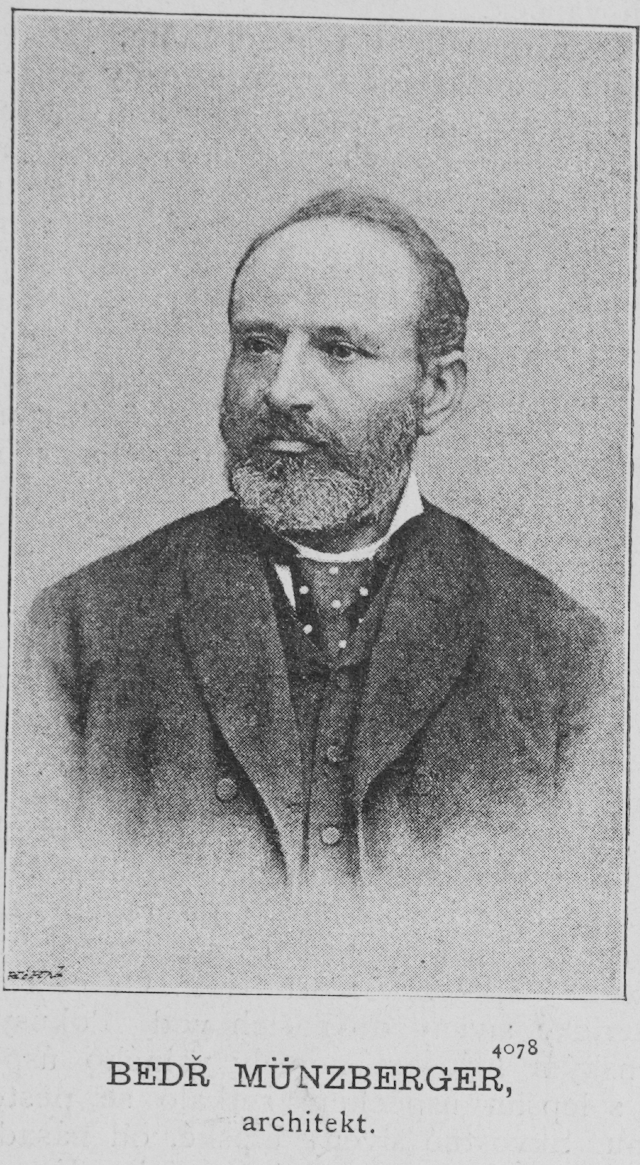
Bedřich Münzberger
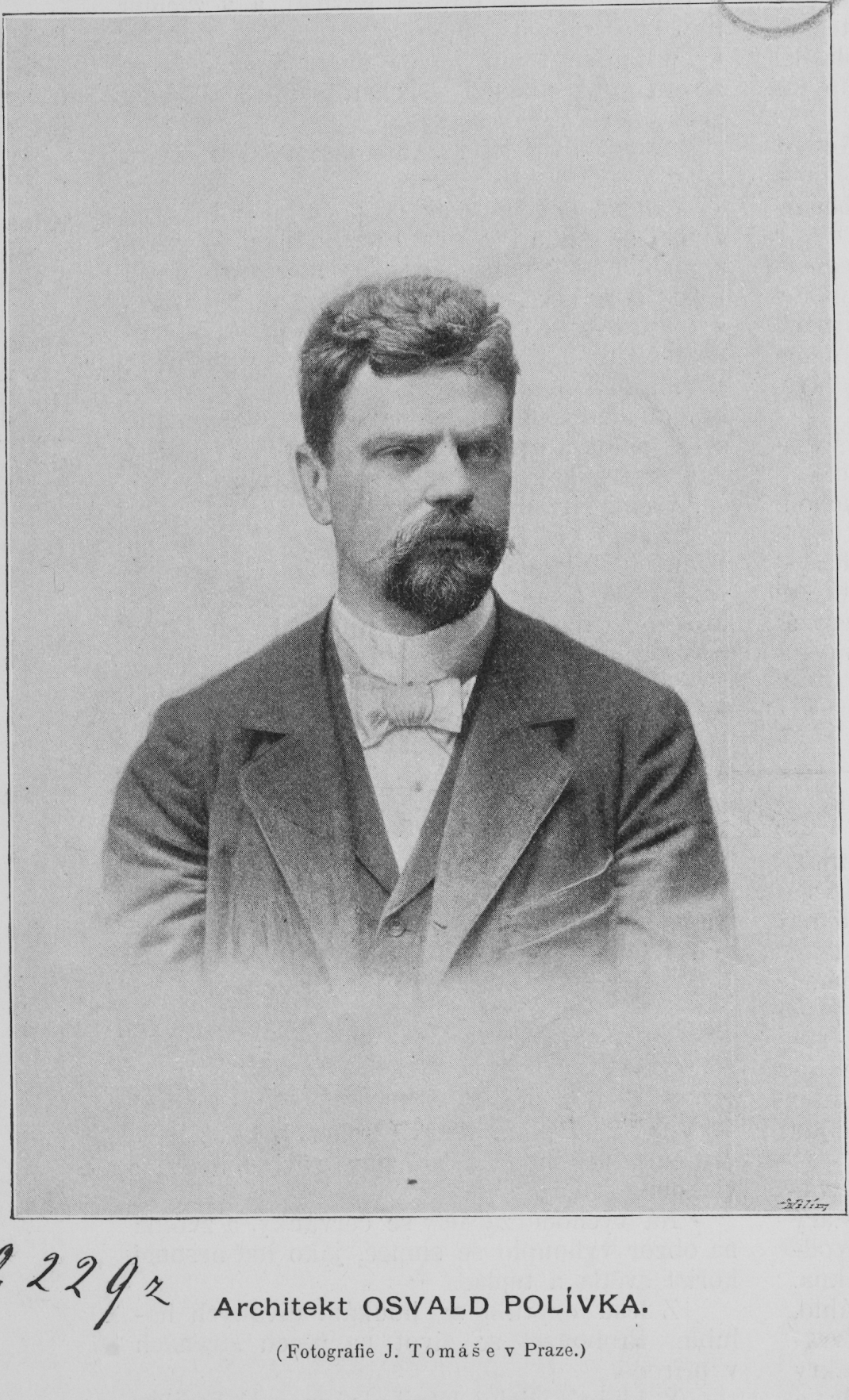
Osvald Polívka (1896 Jan Tomáš)

- Jan Vejrych
- Josef Arnold
- Osvald Polívka
- Antonín Balšánek
- Jan Koula
- Rudolf Kříženecký
- Jan Zeyer
- Antonín Turek

### Malíři a sochaři
- Mikoláš Aleš
- František Ženíšek
- Bohuslav Schnirch

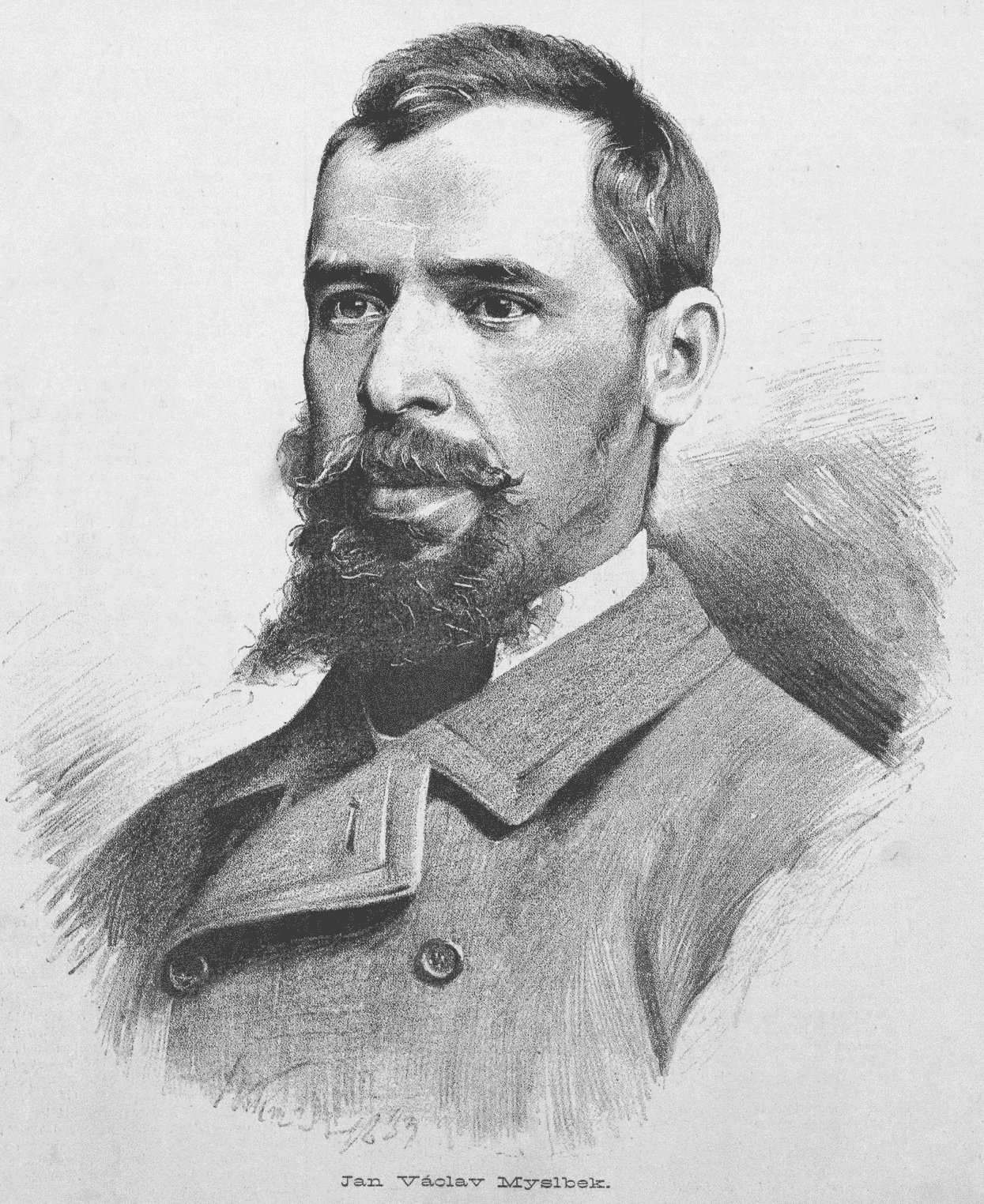
Josef Václav Myslbek
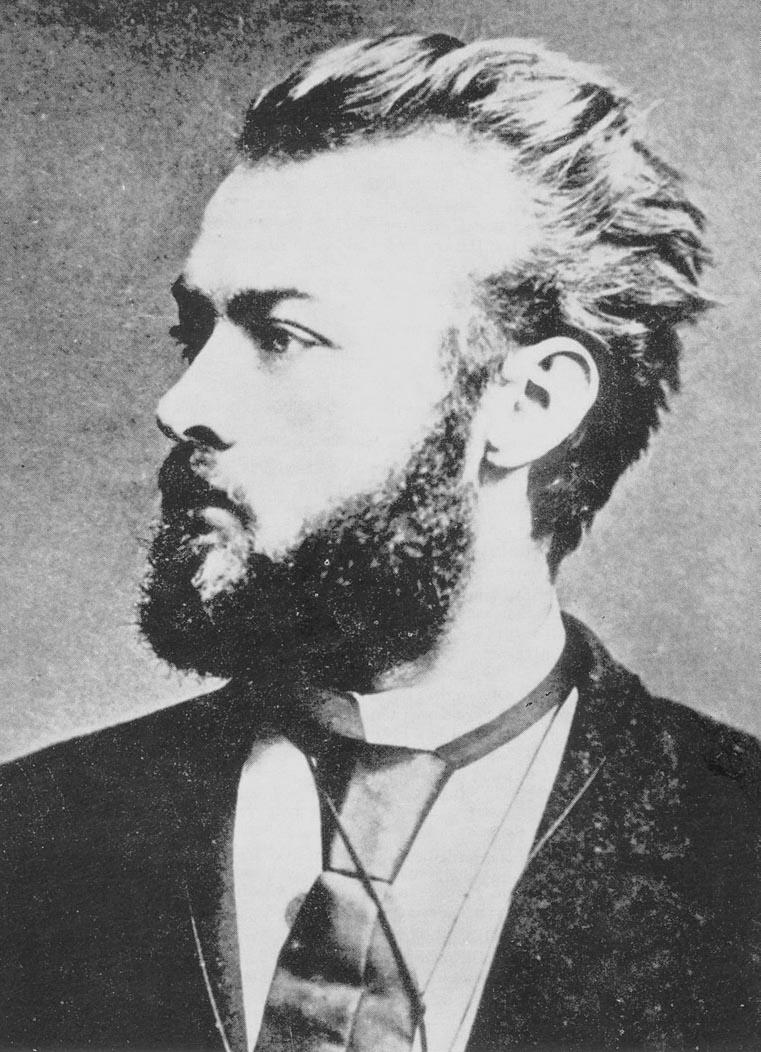
Maxmilián Pirner
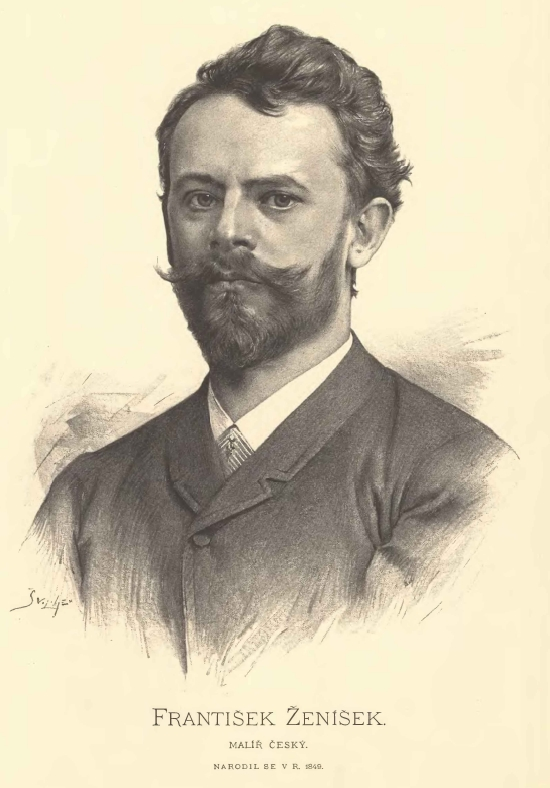
František Ženíšek
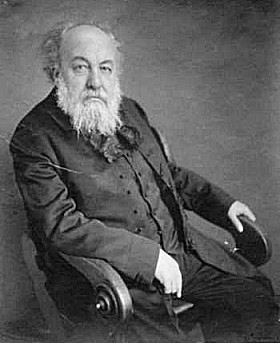
Mikoláš Aleš
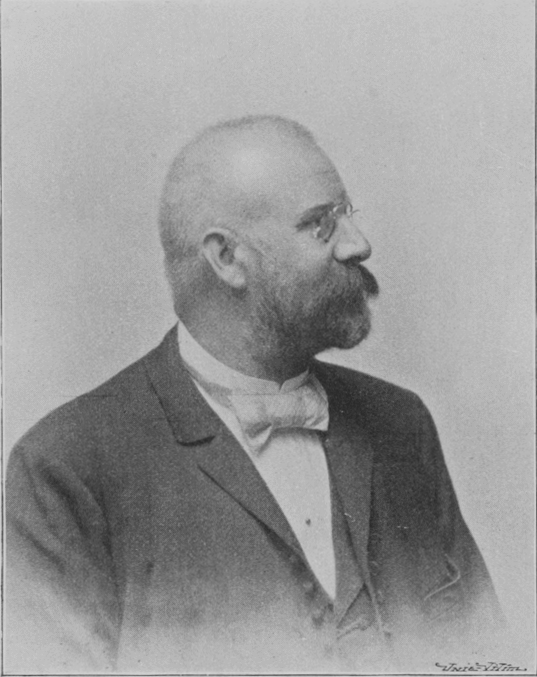
Bohuslav Schnirch
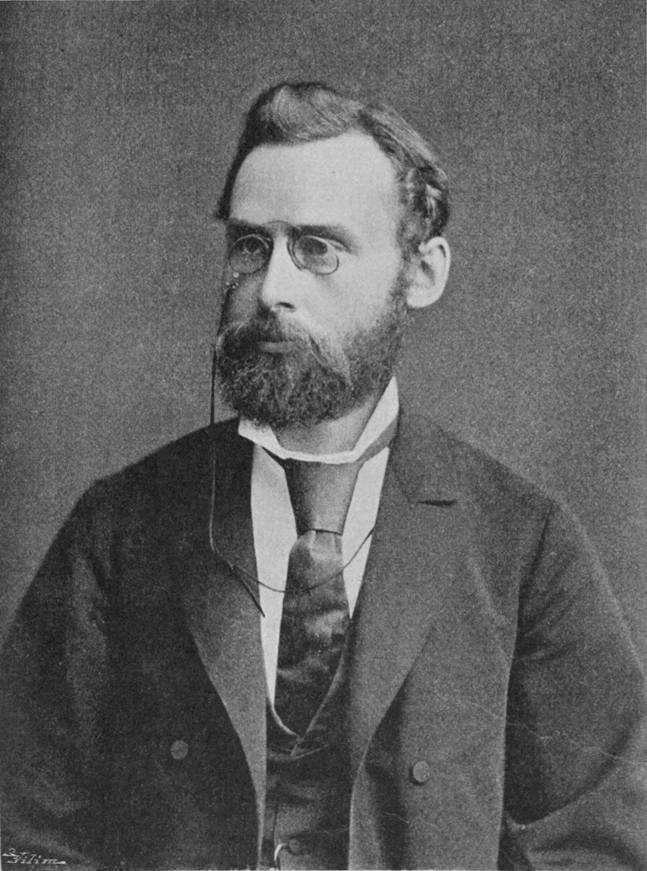
Jan Koula (1895 Langhans)
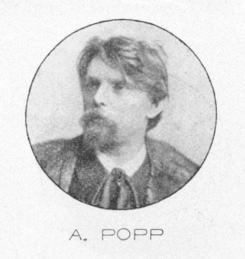
Antonín Popp (1903)
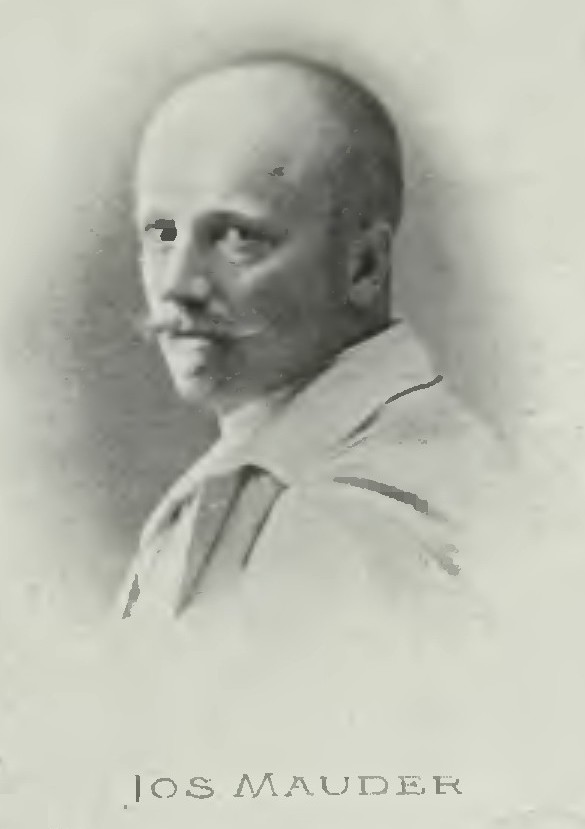
Josef Mauder

### Památky vnovorenesančním slohu

#### Praha
- Nuselská radnice
- Muzeum hlavního města Prahy
- Letenská vodárenská věž
- Vinohradská vodárenská věž
- Národní dům na Vinohradech
- Kostel sv. Václava na Smíchově
- Vršovický zámeček (Rangherka)
- komplex budov zbořeného Nádraží Praha-Těšnov

#### Čechy a Morava
- Měšťanská beseda v Plzni
- Západočeské muzeum v Plzni
- Liberecká radnice
- Mlýnská kolonáda v Karlových Varech
- Hotel Imperial v Karlových Varech
- Císařské lázně (Karlovy Vary)
- Hotel Nové Lázně a Společenský dům Casino v Mariánských Lázních
- Katedrála Božského Spasitele v Ostravě
- Justiční akademie v Kroměříži
- Radnice v Napajedlích
- Regionální muzeum v Chrudimi
- Soubor staveb v Roudnici nad Labem
- Hrobka rodiny Daubkovy

### Stavby navržené Antonínem Wiehlem

#### Veřejné stavby navržené Antonínem Wiehlem

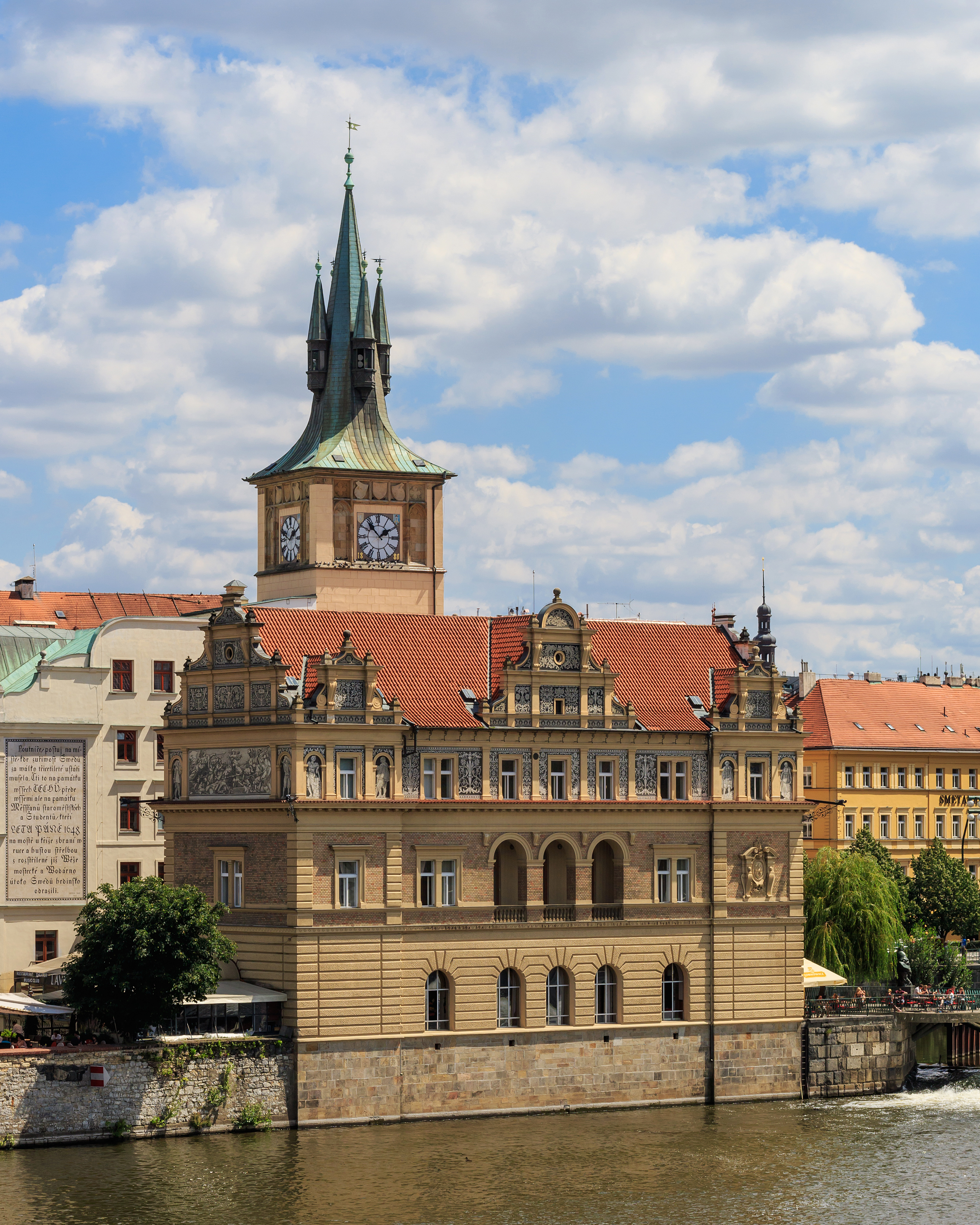
Muzeum B.Smetany – původně Novoměstská lávka

Významné místo mezi architekty tvořícími ve stylu novorenesance má Antonín Wiehl, jako tvůrce stylu obnovené české renesance. Podle Wiehlových návrhů byly realizovány významné stavby a rekonstrukce historických budov v Praze i dalších městech v Čechách:
- Staroměstská vodárna (Městská vodárna staroměstská v Praze) na Novotného lávce u Karlova mostu – od 12. 5. 1936 Muzeum Bedřicha Smetany (spolupráce na sgrafitech s Mikolášem Alšem, Františkem Ženíškem a Janem Koulou)[2] (1883)[3]
- Městská přečerpávací stanice v Praze čp. 1264/7 v Sokolské ulici(1883)[2]jako součást vodárenského areálu na Karlově.[4][5]
- arkády Vyšehradského hřbitova (1887)
- hrobka významných osobností Slavín[2][6] na Vyšehradě (spolupráce se sochařem Josefem Maudrem)[7][8] (1889–1893)
- koncepce výstaviště Jubilejní výstavy v roce 1891 (spolupráce Bedřichem Münzbergerem[2]
- Městská spořitelna pražská v Rytířské ulici čp. 236. Společný návrh s architektem Osvaldem Polívkou z roku 1891. Stavba provedena 1892–94. Na výzdobě se podíleli malíři Mikoláš Aleš a František Ženíšek a další, sochaři Bohuslav Schnirch a Stanislav Sucharda a řada dalších)[2][9]
- Fara u sv. Petra v Praze u kostela svatého Petra na Poříčí, Praha 1-Nové Město, Biskupská 1137/13, návrh sgrafit Celda Klouček (1893–94))[2][10][11]

#### Činžovní domy navržené Antonínem Wiehlem a Janem Zeyerem jako první budovy obnovené české renesance

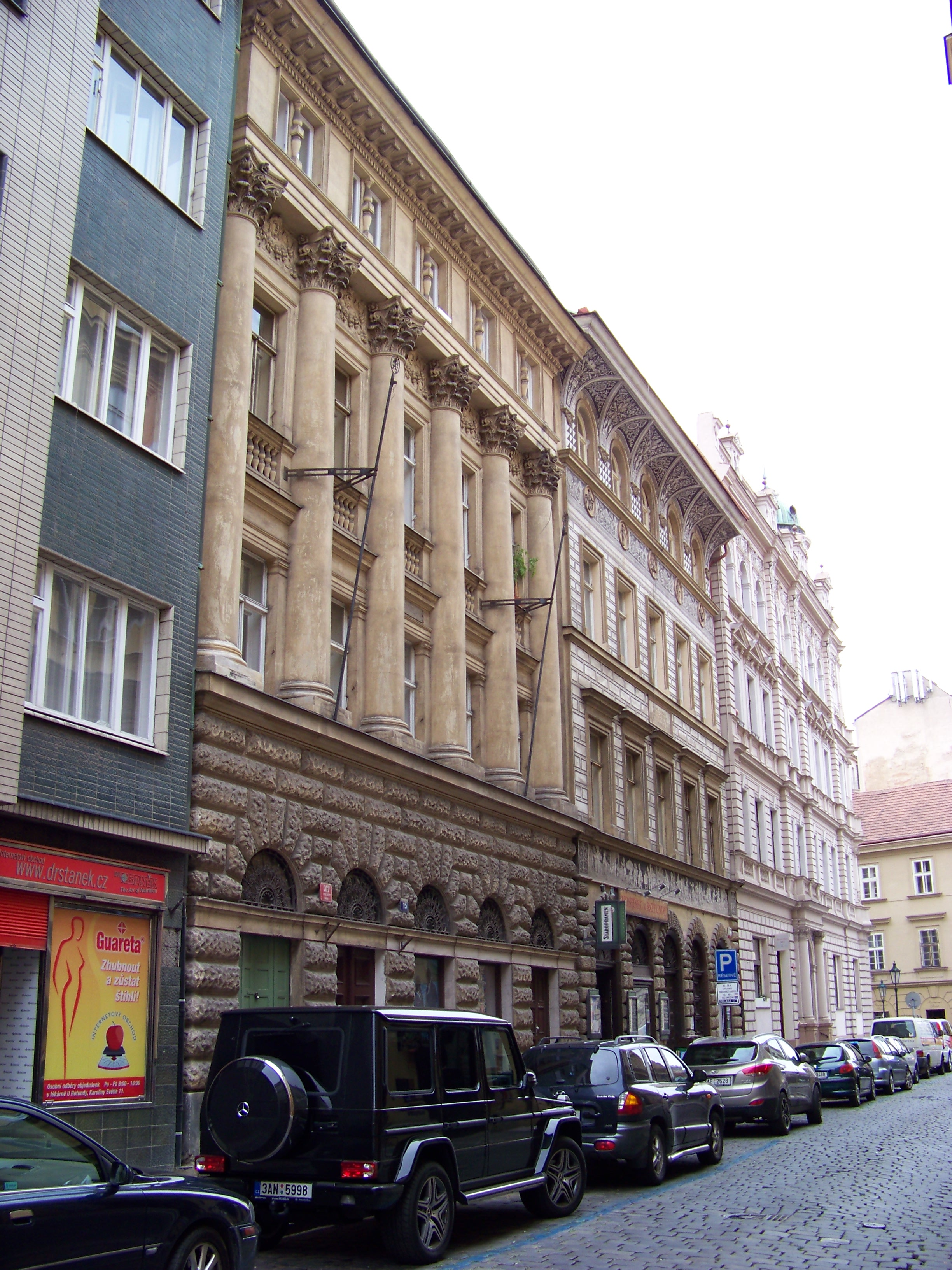
Nájemní domy 317/15 a 1035/17 v ulici Karoliny Světlé

Od 70. let 19. století se Wiehl stal vůdčí osobností zejména mezi architekty novorenesančních nájemních domů v Praze.V letech 1875–1896 bylo podle jeho návrhů v Praze postaveno 11 činžovních domů na Starém Městě, Novém Městě a na Vinohradech (z toho dva byly zbořeny). Na těchto stavbách Wiehl postupně propracovával své typické prvky obnovené české renesance: štíty, sgrafita, režné zdivo. Ve spolupráci s Alšem, Ženíškem a dalšími malíři Wiehl na fasádách domů představuje veřejnosti výzdobu s českou vlasteneckou tematikou v duchu českého národního obrození a hrdiny a děje z české mytologie.
- Dům Bohuslava Schnircha v Mikovcově ulici čp. 548/5 na Vinohradech, autory výzdoby jsou Schnirch a Fr. Ženíšek. (1875)[14][15]
- Dům čp. 1035/17 v ulici Karolíny Světlé Wiehl stavěl spolu se J. Zeyerem. Autory výzdoby jsou Ženíšek a Myslbek (1876)[16][17]
- Dům čp. 317/15 v ulici Karoliny Světlé U Vratislavů Wiehl stavěl spolu se J. Zeyerem (1877)[16][18]
- nárožní Dům U Mladých Goliášů čp. 527/I ve Skořepce Praha 1 Staré Město, Jilská 2, Skořepka 1. Wiehl postavil s Karlem Gemperlem. Návrhy sgrafit Mikoláš Aleš.(1888–1889)[19][20][21][22]
- nárožní dům čp. 542 ve Zborovské ulici 42 na Smíchově. Wiehl postavil s Karlem Gemperlem. Návrhy plastik J. V. Myslbek. (1885)[23][24][25]
- nárožní dům čp. 1682 Na Poříčí (or. č. 18), (Havlíčkova č. o. 15). Wiehl postavil s Karlem Gemperlem. (1886)[2]
- vlastní nárožní Wiehlův dům čp. 792 na Václavském náměstí autoři výzdoby Aleš a Josef Fanta (1894–96)[2][26]

### Sgrafito vnovorenesanci

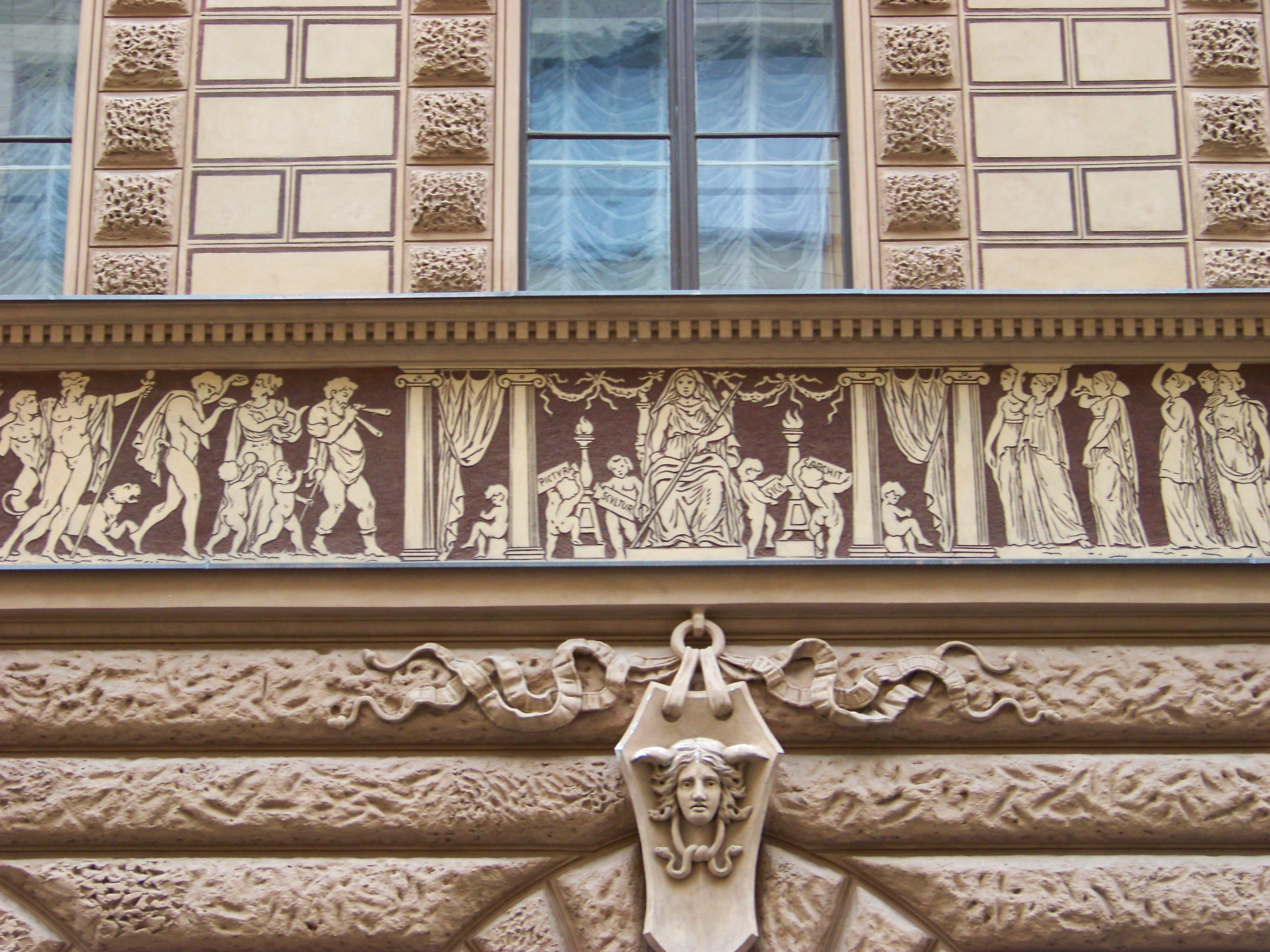
Sgrafita na domě Bohuslava Schnircha – Mikovcova 5

Významným prvkem výzdoby novorenesančních budov jsou sgrafita. Jako první sgrafita v Praze navrhl Vojtěch Ignác Ullmann v roce 1867 na budově Vyšší dívčí školy v Praze ve Vodičkově ulici.O rozšíření sgrafit v pražské novorenesanční architektuře se významně zasloužil architekt Josef Schulz, podle jehož návrhu se rekonstruovalSchwarzenberský palác v roce 1870. V rámci přípravy této rekonstrukce prakticky ověřoval metody tvorby sgrafitové výzdoby fasád v 15. a 16. století v českých klimatických podmínkách podle dochovaných receptur. Schulzovou zásluhou se zájem o sgrafita rozšířil a řada českých architektů je začala uplatňovat ve výzdobě novorenesančních činžovních domů a hledala inspiraci ve výzdobě renesančních domů. O uplatnění sgrafit například referoval Jan Koula v článku „Domy pp. architektů V. Skučka a J. Zeyera“ a své zkušenosti se sgrafity publikoval i malíř Láďa Novák, který často na fasádách domů tvořil výzdobu podle Alšových kartonů. O uplatnění sgrafit na fasádách nájemních domů a veřejných budov se významně zasloužil architekt Antonín Wiehl. Mezníkem Wiehlovy tvorby je dům čp. 1035/I. v Poštovské ulici, který Wiehl navrhl ve spolupráci s Janem Zeyerem a s dalšími umělci. Sgrafita navrhl František Ženíšek. Sgrafitová fasáda domu je ukončená lunetovou římsou, což bylo v té době ojedinělé řešení. Wiehl lunetovou římsu zapracoval do projektu až v průběhu stavby a inspiroval se Schwarzenberským palácem v Praze po Schulzově rekonstrukcí (podobně se tímto palácem inspiroval u atiky a lunet se grafity Fary u sv. Petra v Praze.

### Dobové reakce na Wiehlův architektonický styl a využití sgrafit na fasádách domů

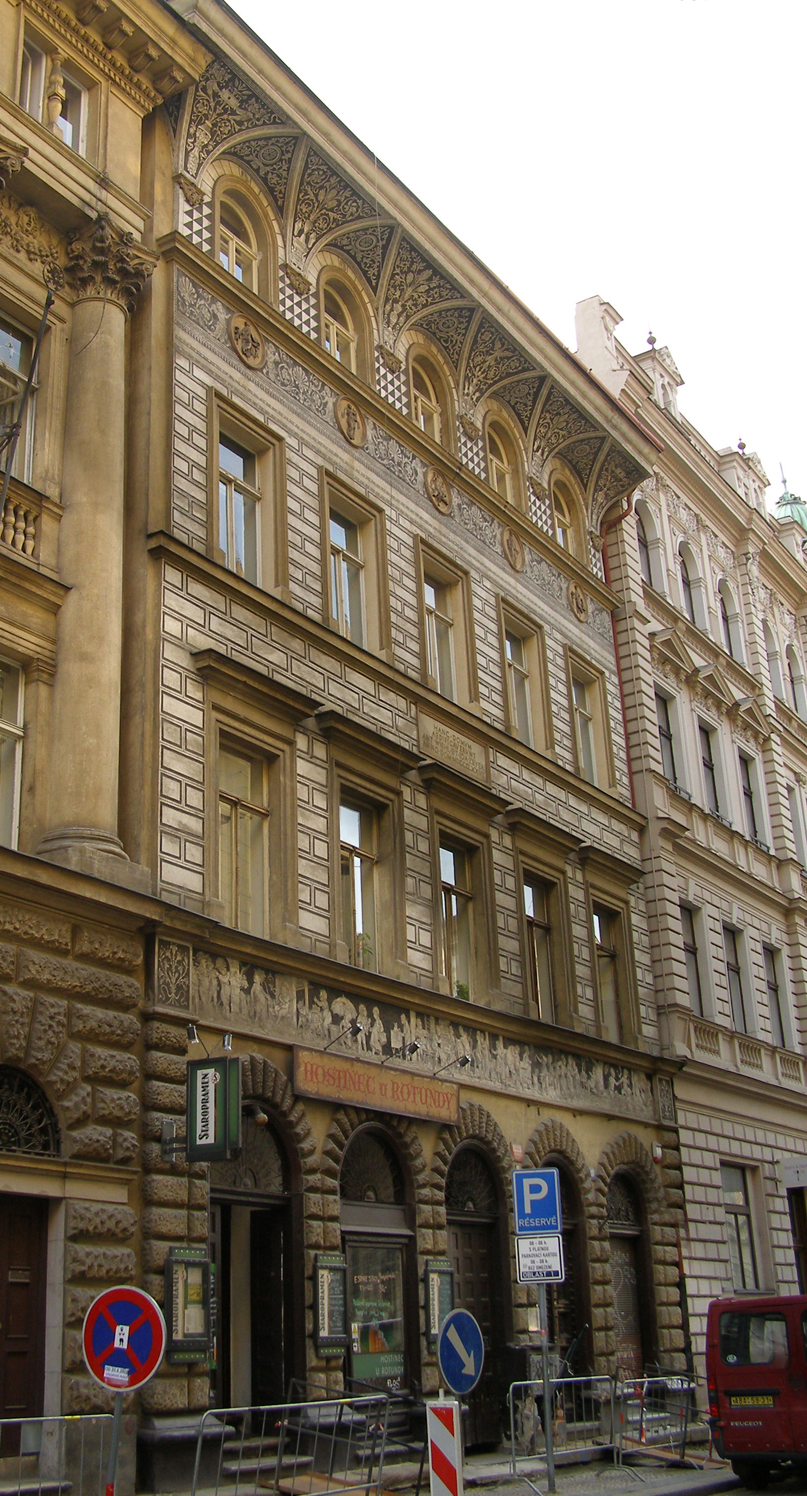
Dům Karoliny Světlé 17 (Michal Kmínek)

Wiehlovo do té doby neobvyklé pojetí výzdoby domů vzbudilo pozornost a příznivý ohlas. O tom svědčí svědčí názor historičky a etnografky Renáty Tyršové publikovaný po dokončení domu čp. 1035/17 v ulici Karolíny Světlé:
„Stavby Antonínem Wiehlem vytvořené mají vždy zcela zvláštní a osobitý půvab svůj. Půvab ten nezáleží jen ve vynikajících vlastnostech architektonických, ale též ve výzdobě figurální, kterouž s vybraným vkusem a taktem pro ně si volívá. Je to vždy kus místní biografie, jenž v takové dekoraci sgraffitové, malířské neb sochařské se zračí. Také vlys sgraffitový, kterýž před několika roky prof. Ženíšek pro dům v Poštovské ulici komponoval, líčí nám výjevy z pražského života, zachycené s oním humorem neodolatelným, jehož přední podmínkou jest vnitřní pravda, druhou pak jistá míra idealisace, bez níž všední scény podobného druhu banálními by ostaly. Toto idealisování spočívá zde především v převedení na postavy dětské, čímž zároveň požadavkům dekorativním i zevním poměrům nízkého vlysovitého pruhu je vyhověno. Uprostřed vlysu svého uvádí nás umělec na stavbu domu. Zde vidíme architekta s dvěma přáteli, zedníka za zády polírovými dýmku si cpoucího, řadu soudruhů v horlivé práci i roztomilou dělnici o lopatu opřenou. Po obou stranách lešení řadí se scény z pražské přítomnosti, jež snad za půl věku bude již minulostí pozapomenutou a za století kouskem kulturní historie. Hned na okraji zvěčnil Ženíšek marciální držení našich junáckých ostrostřelců. U brány, charakterisované výběrčím, kverlá mlékařka horlivě podezřelý obsah svých bandasek. Ovocnářka v babce pod slunečníkem usazená je skvostným exemplářem pražské hokyně, neméně pak obě klepny v malebných nedbalkách své živé sny po ránu si vyprávějící. Invalidu – flašinetáři je pendantem jiná charakteristická figura – uzenkář, závěrek tvoří sad na ostrově s mrzutým pensistou na lavičce a s dvojicí děvčátek z hudební školy se vracejících, jimž mladý pán rozkošně se dvoří, a konečně lodice „Blesku“, situaci domu poblíž řeky nám připomínající…“ Wiehlův kolega architekt Jan Koula jeho úsilí definoval v roce 1883 ve Zprávách Spolku architektů jako „výklad o vývoji a stylu A. Wiehla“ „...Wiehl bojuje o nové vyjádření architektonické na základě vzorů, pro Prahu a Čechy XVI. a XVII. století typických a ukázal k nim poprvé, když postavil svůj „sgrafitový domek“ v Poštovské ulici. Od té doby pilně sbíral památky naší renesance, studoval je a kde mu bylo možno, hleděl jich užíti na svých stavbách. Wiehlovým přičiněním mluví se o „české renesanci“; cítíme oprávněnost tohoto názvu, ale nikdo dosud nestanovil přesně, v čem ráz těch staveb záleží...“

## Galerie české neorenesance

### Architekti
- Antonín Wiehl
- Josef Zitek
- Josef Niklas (1895 Vilim)
- Bedřich Münzberger
- Osvald Polívka (1896 Jan Tomáš)

### Malíři a sochaři
- Josef Václav Myslbek
- Maxmilián Pirner
- František Ženíšek
- Mikoláš Aleš
- Bohuslav Schnirch
- Jan Koula (1895 Langhans)
- Antonín Popp (1903)
- Josef Mauder

### Veřejné stavby

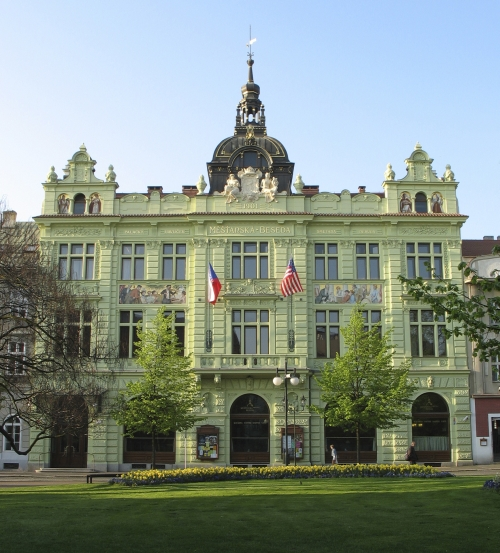
Měšťanská beseda v Plzni
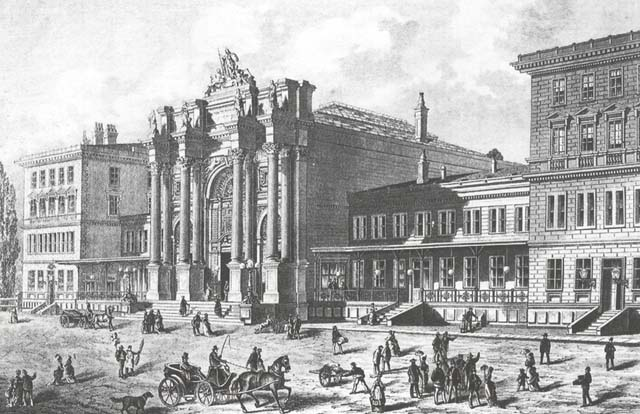
Nádraží Praha-Těšnov krátce po dostavbě
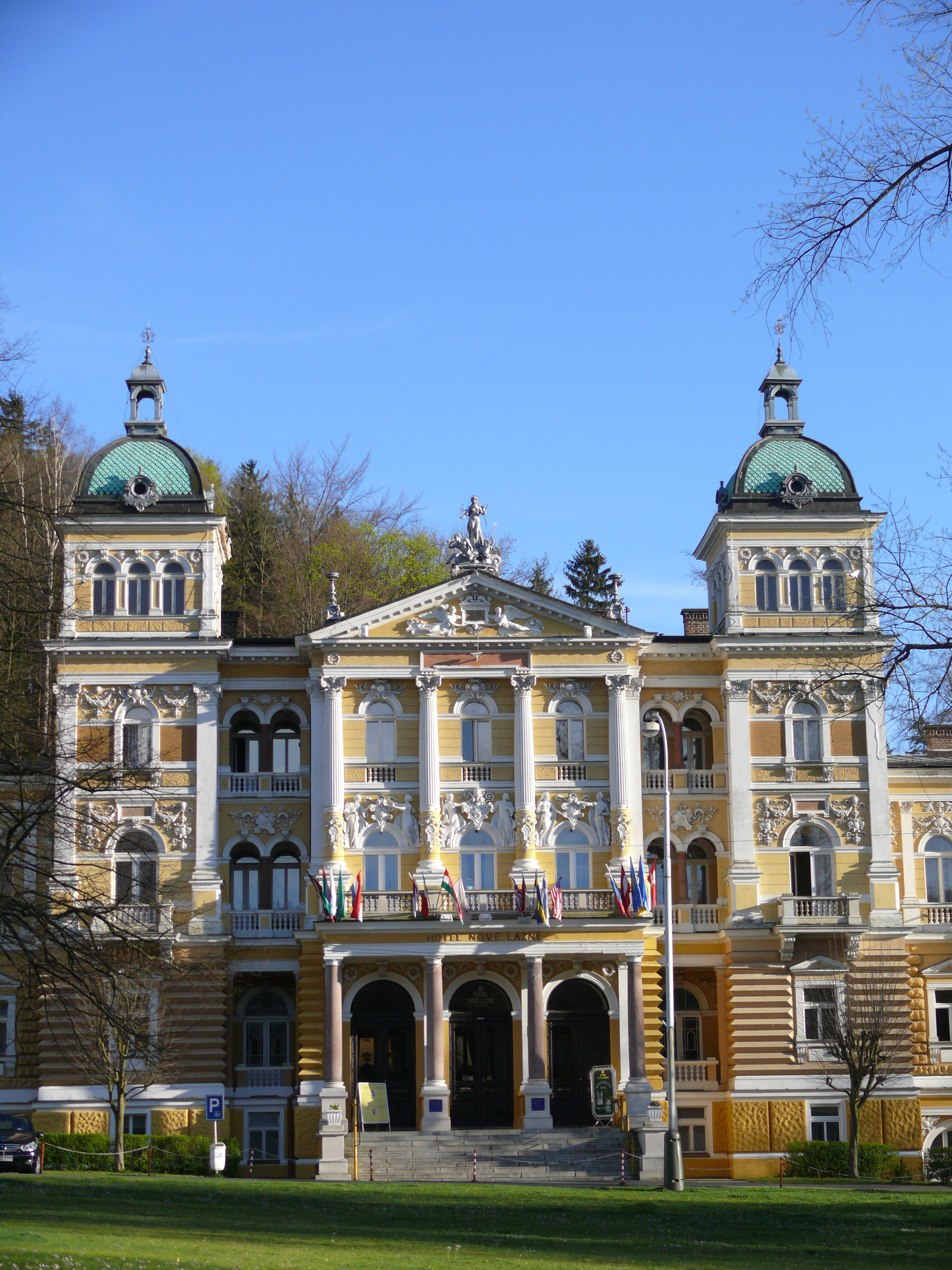
Hotel Nové Lázně v Mariánských Lázních
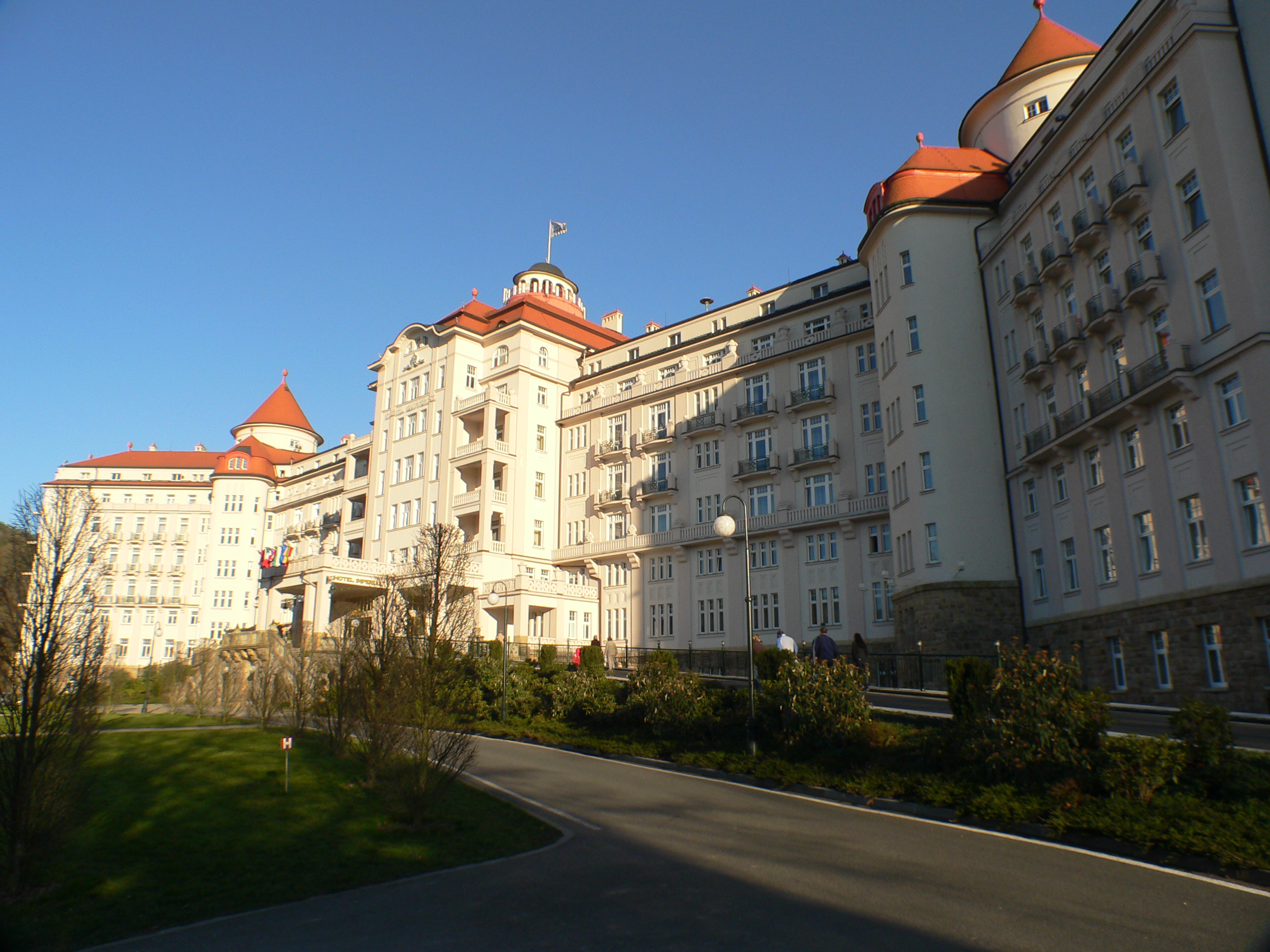
Hotel Imperial v Karlových Varech
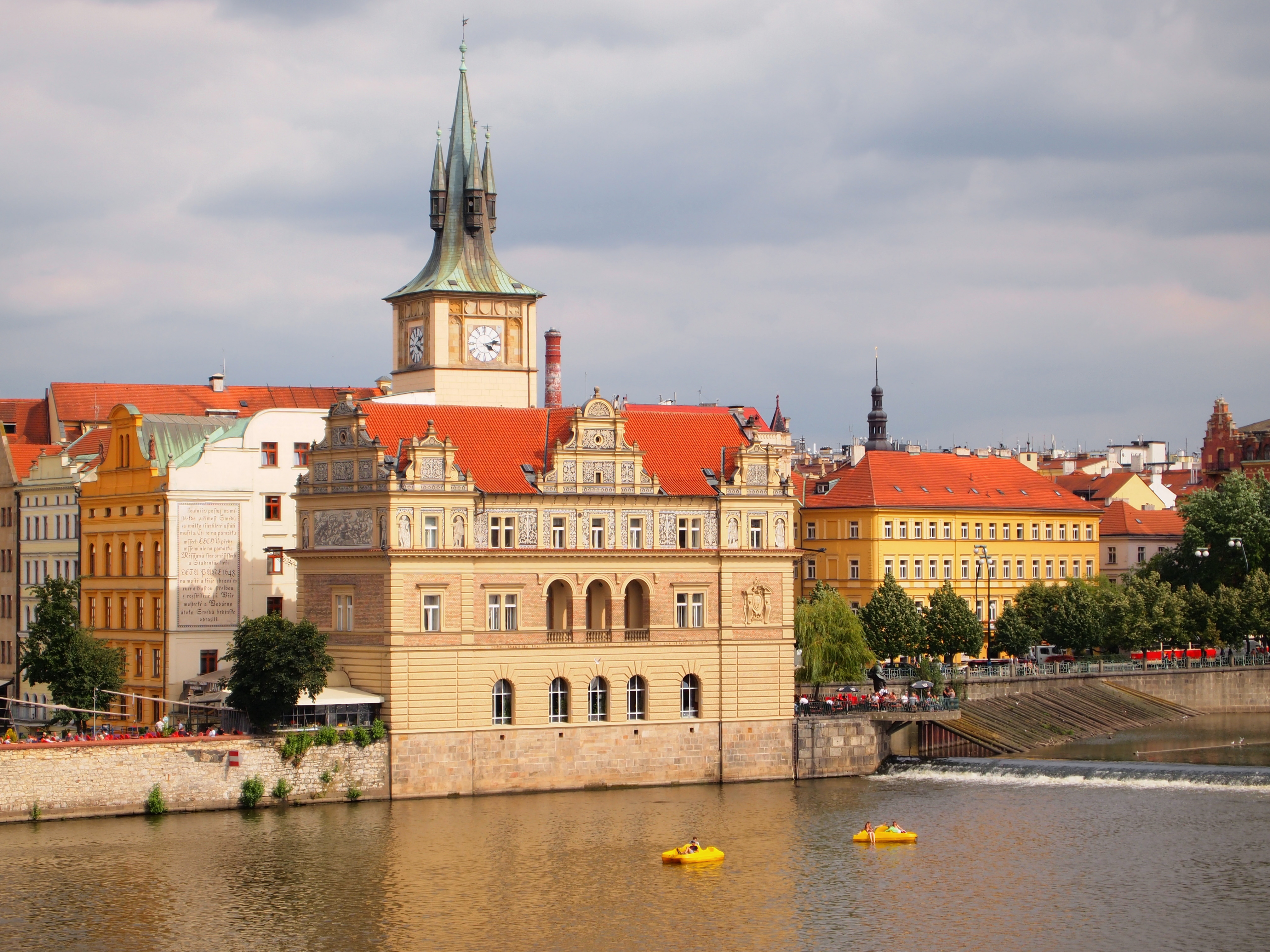
Muzeum Bedřicha Smetany v Praze
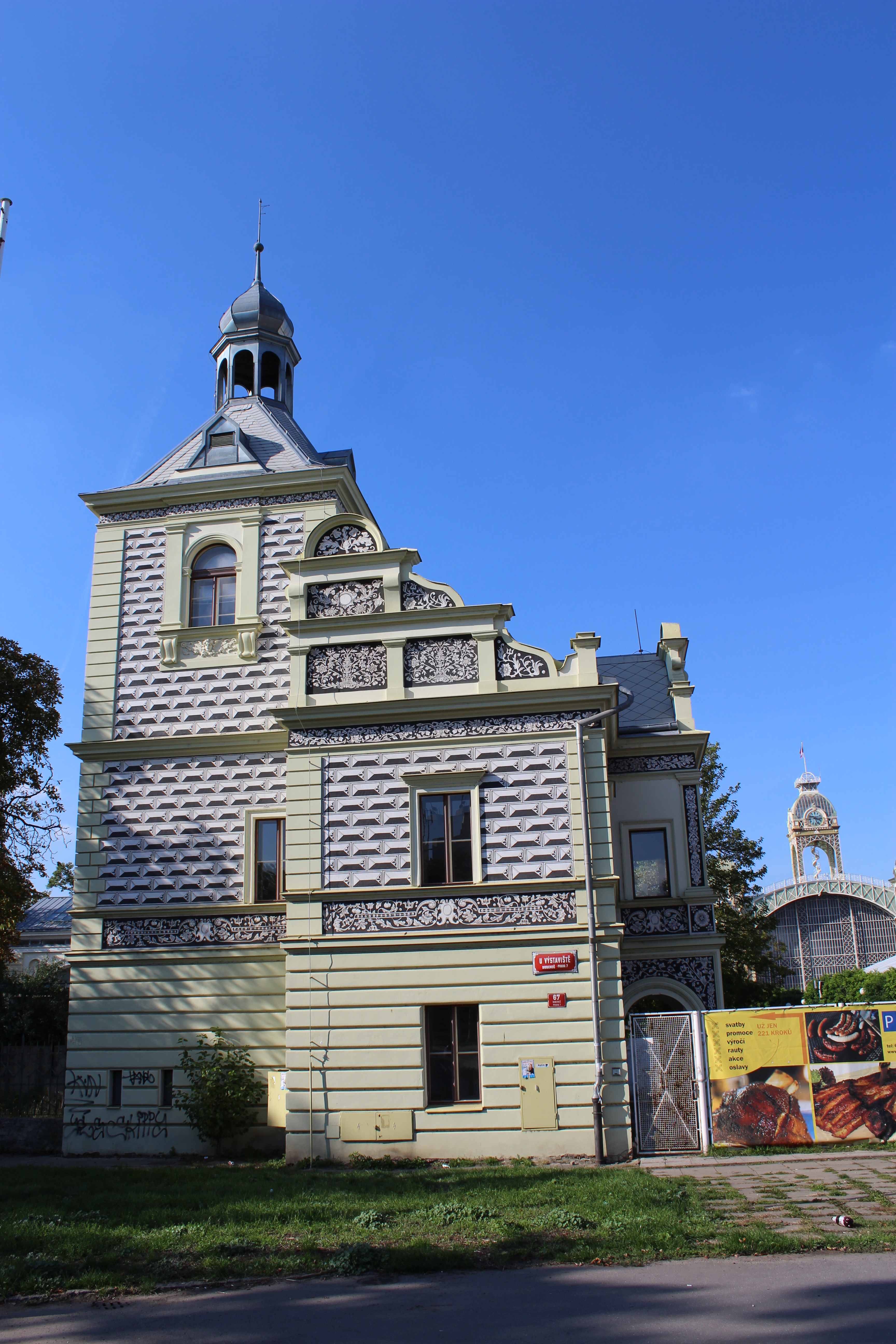
Budova pošty na Výstavišti 1891
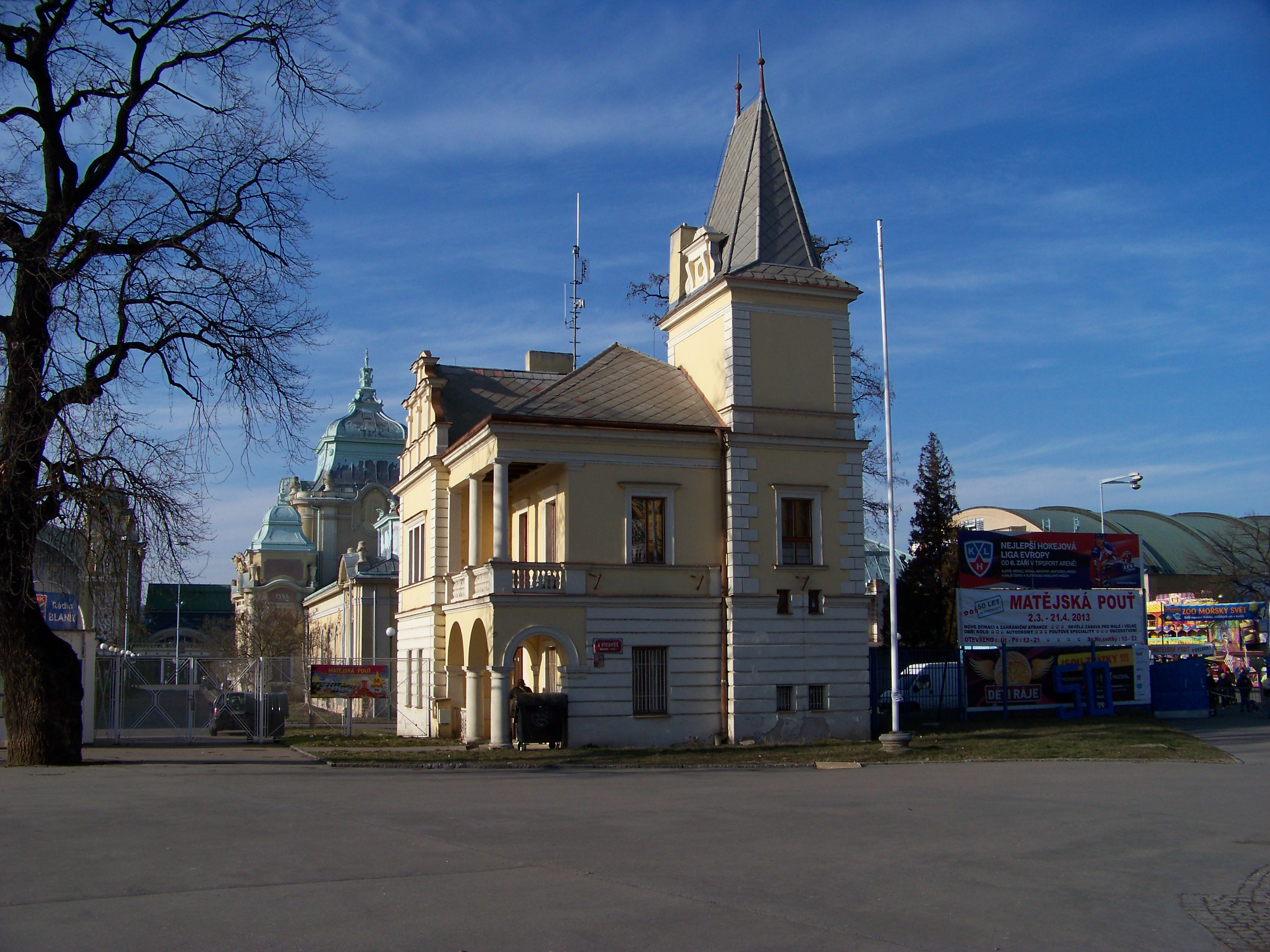
Výstaviště – budova kanceláře Výstavy 1891 (ŠJů)
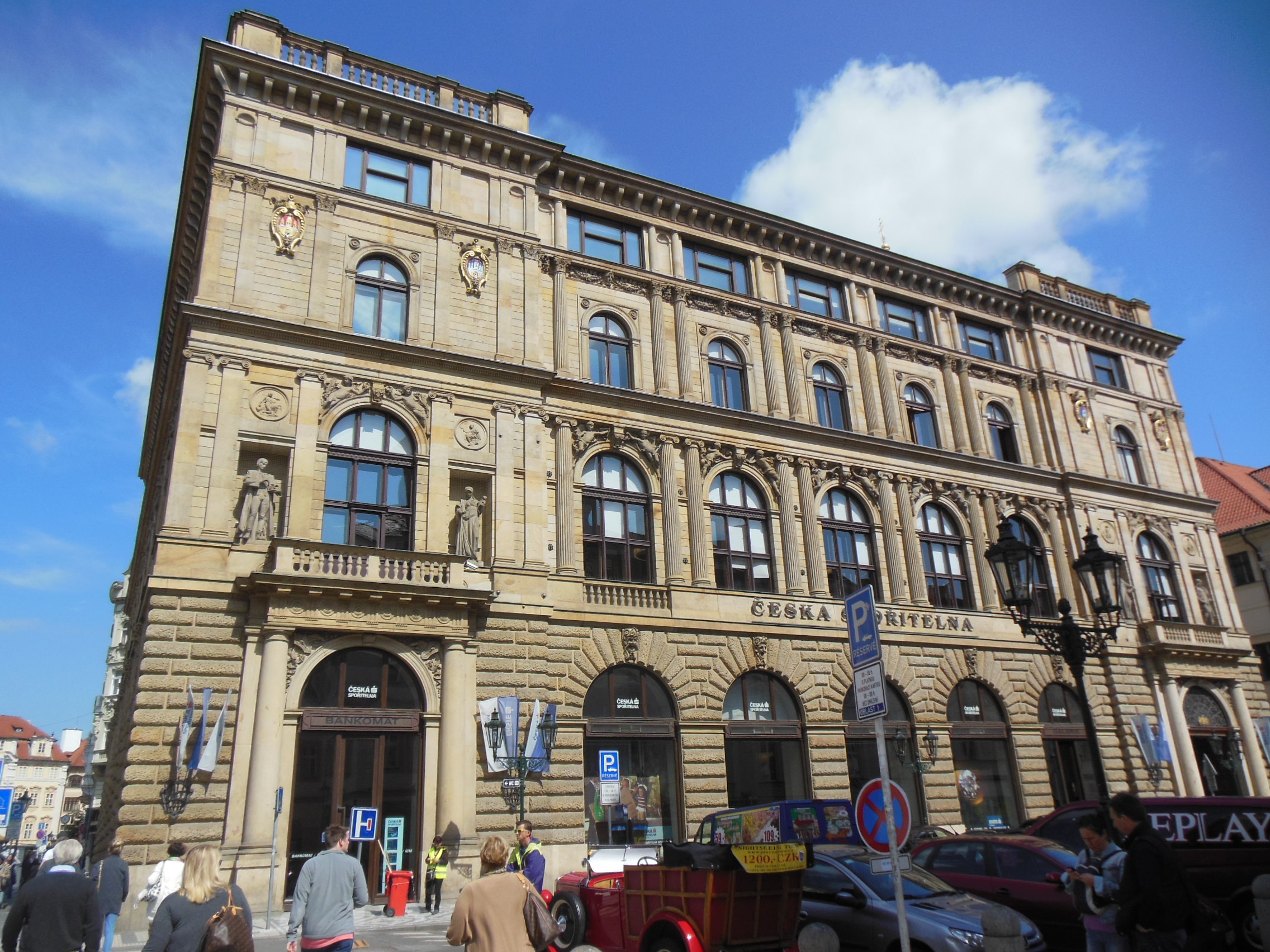
Městská spořitelna Praha, Staré Město, Rytířská 536 (PatrikPaprika)
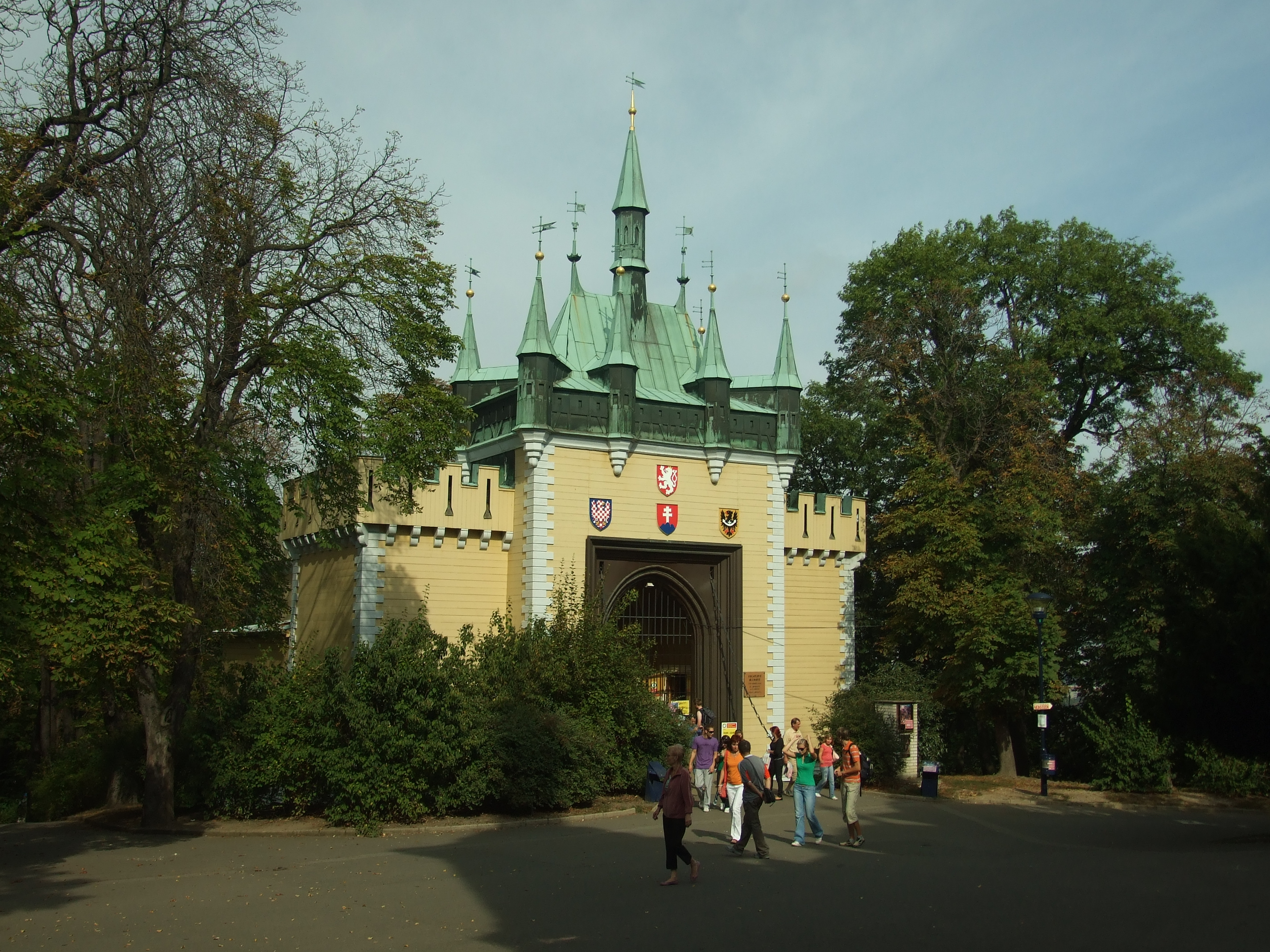
Praha, Malá Strana, Petřín, zrcadlové bludiště (Aktron / Wikimedia Commons)
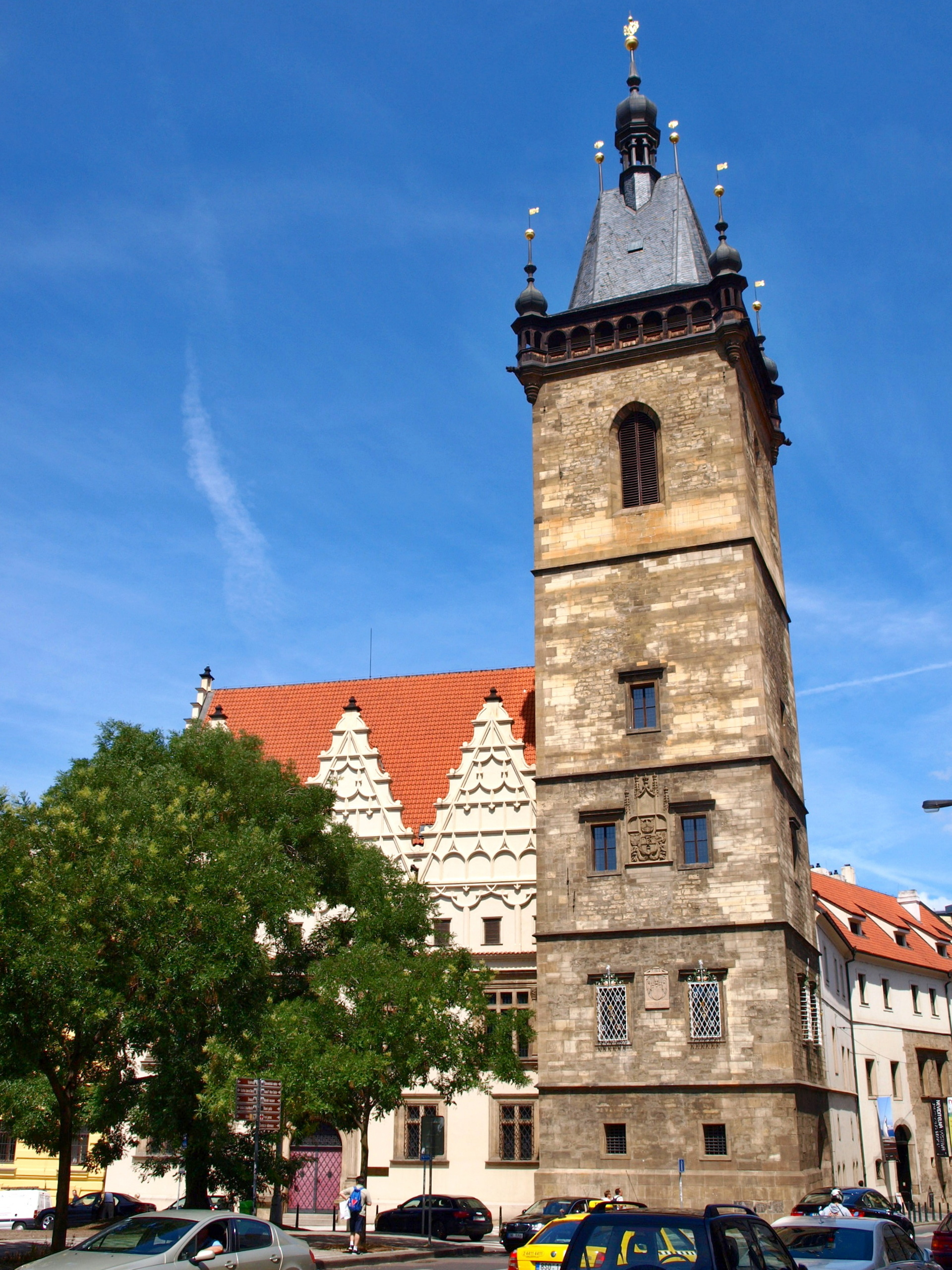
Novoměstská radnice (Nové Město), Karlovo nám. 23 (VitVit)
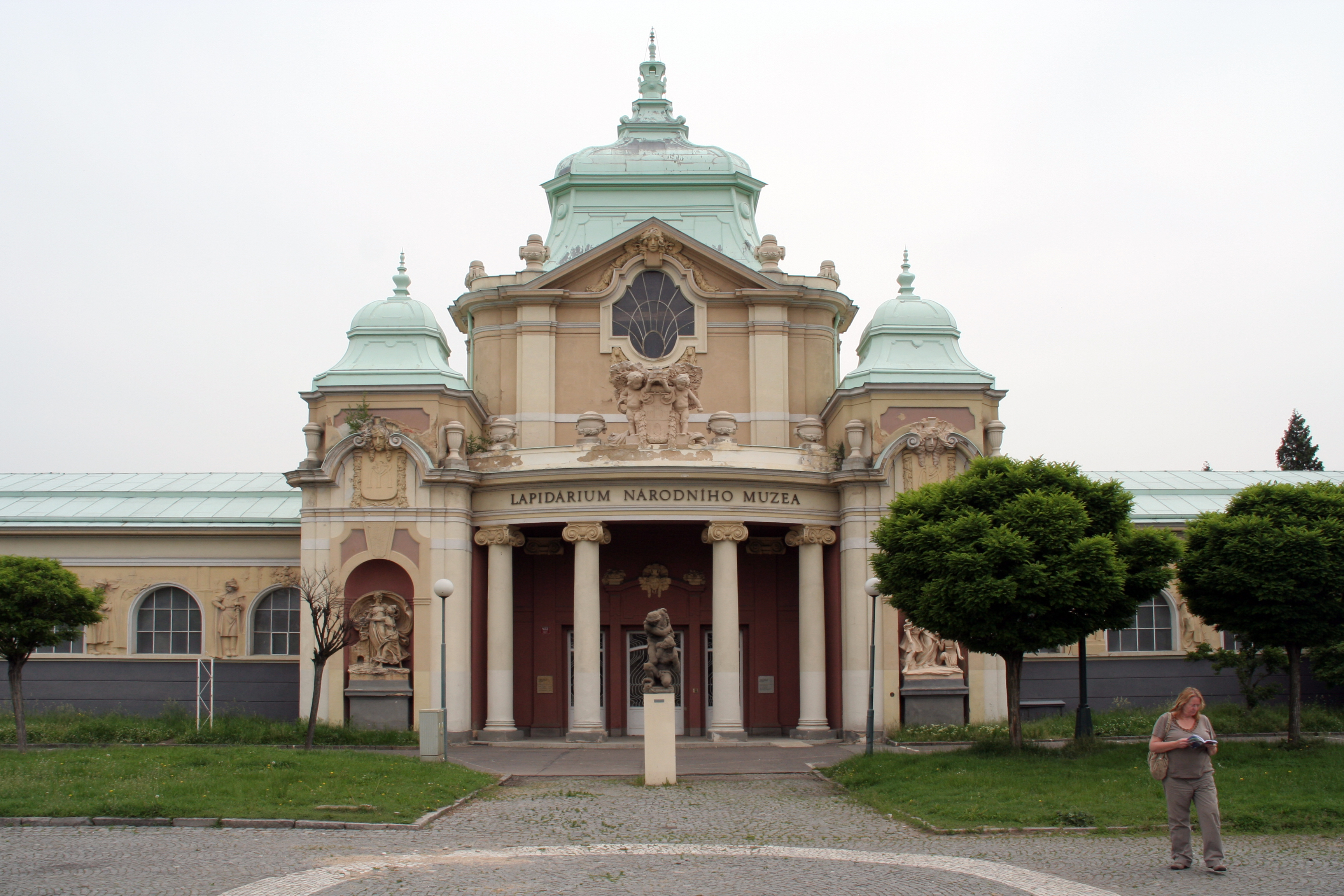
Lapidarium – výstaviště (po novobarokní úpravě) (Tony Hisgett)

### Kostely, fary, pomníky, hrobky

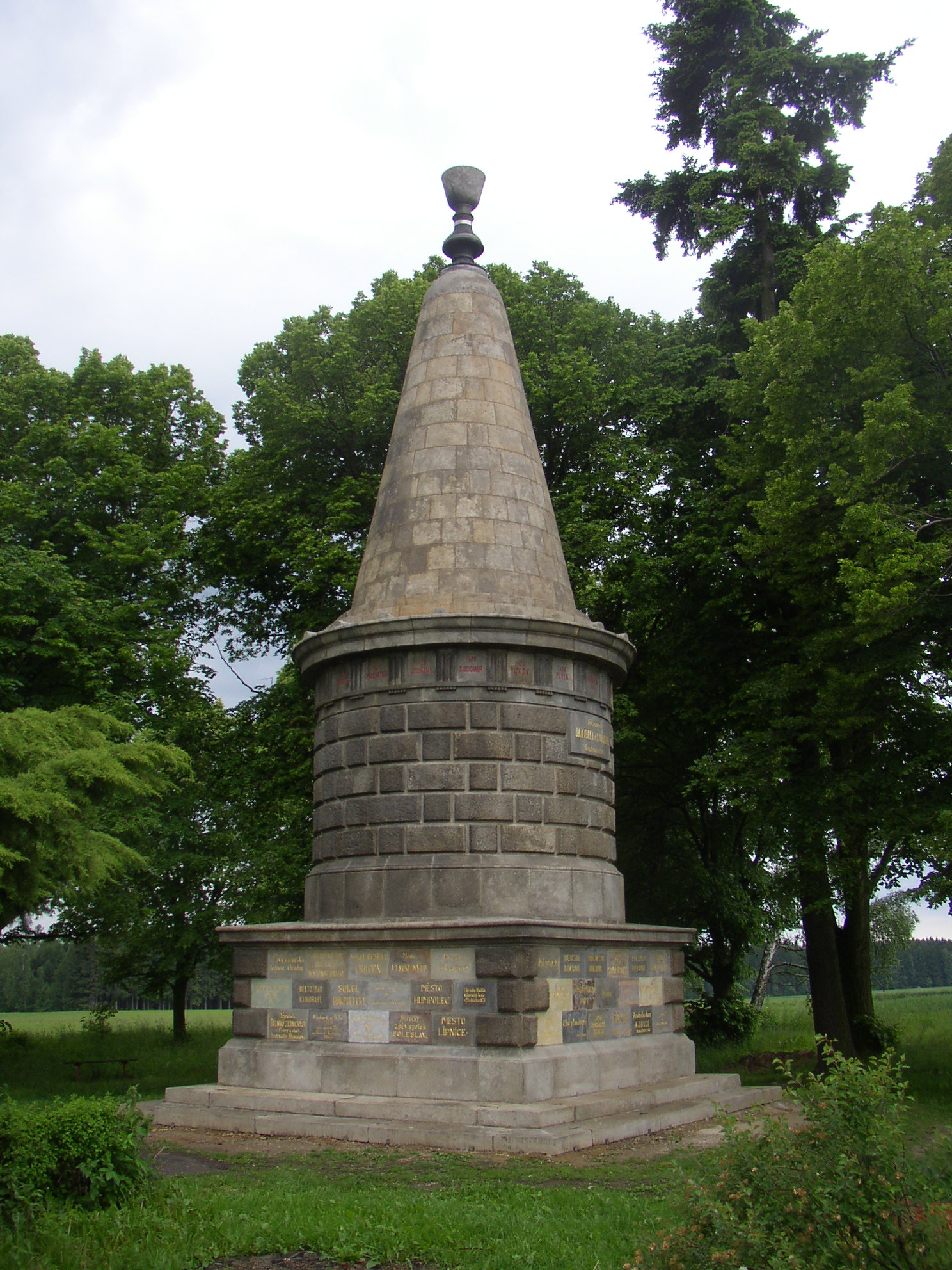
Pomník Jana Žižky - Žižkovo Pole (Miaow Miaow)
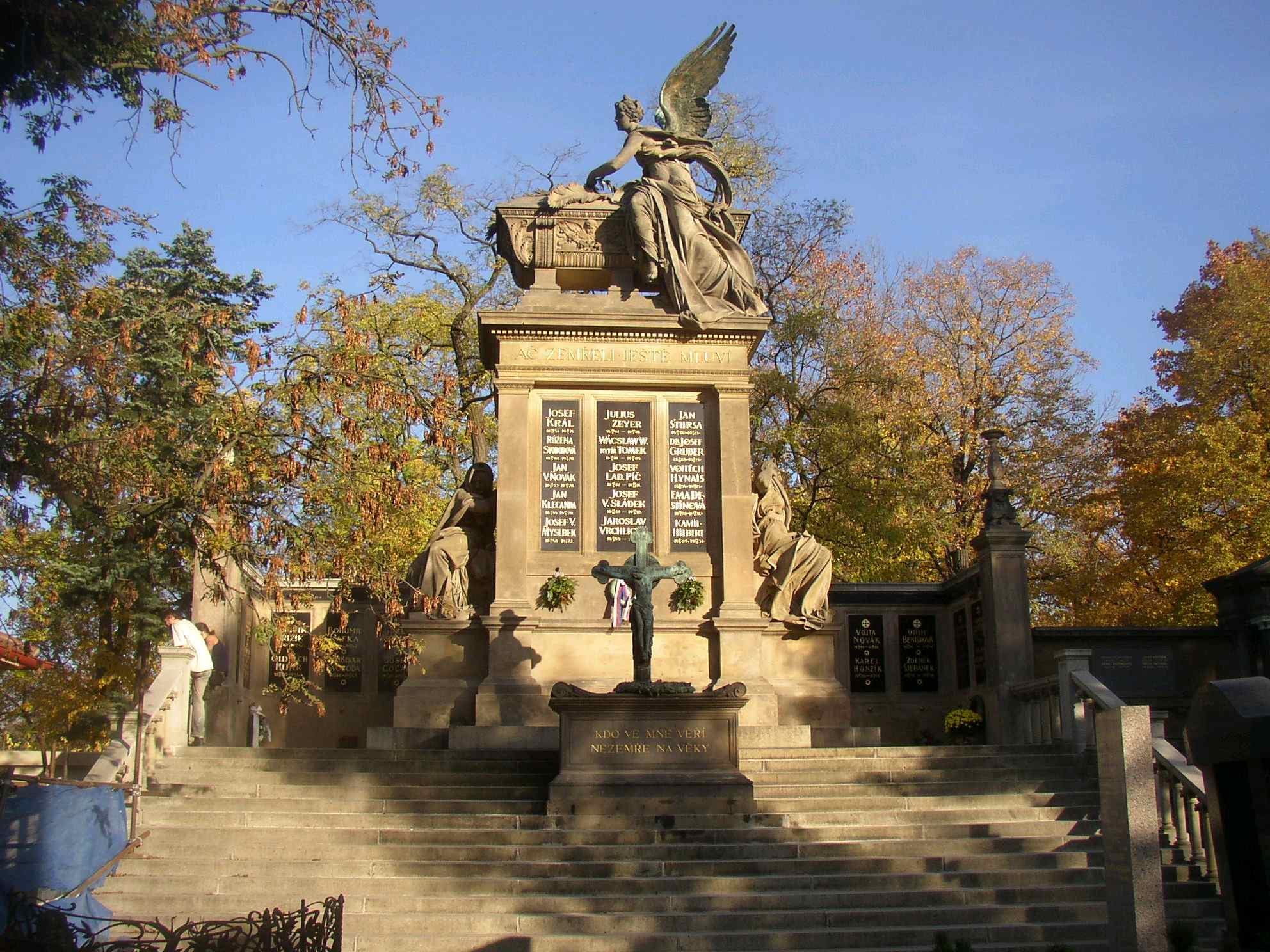
Slavín na Vyšehradském hřbitově (Miaow Miaow)
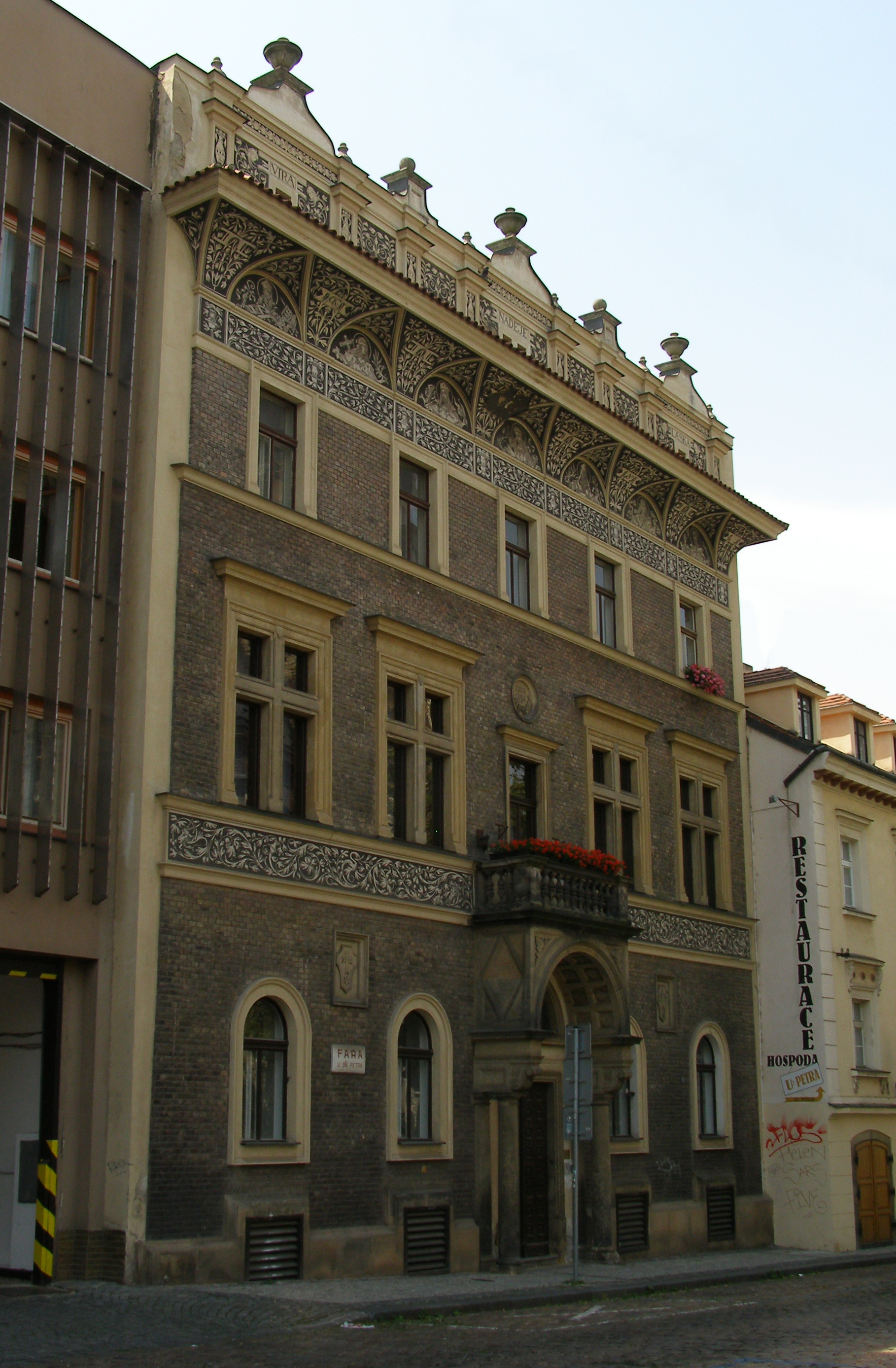
Fara u kostela sv. Petra, Biskupská 13, Praha-Nové Město (Michal Kmínek)
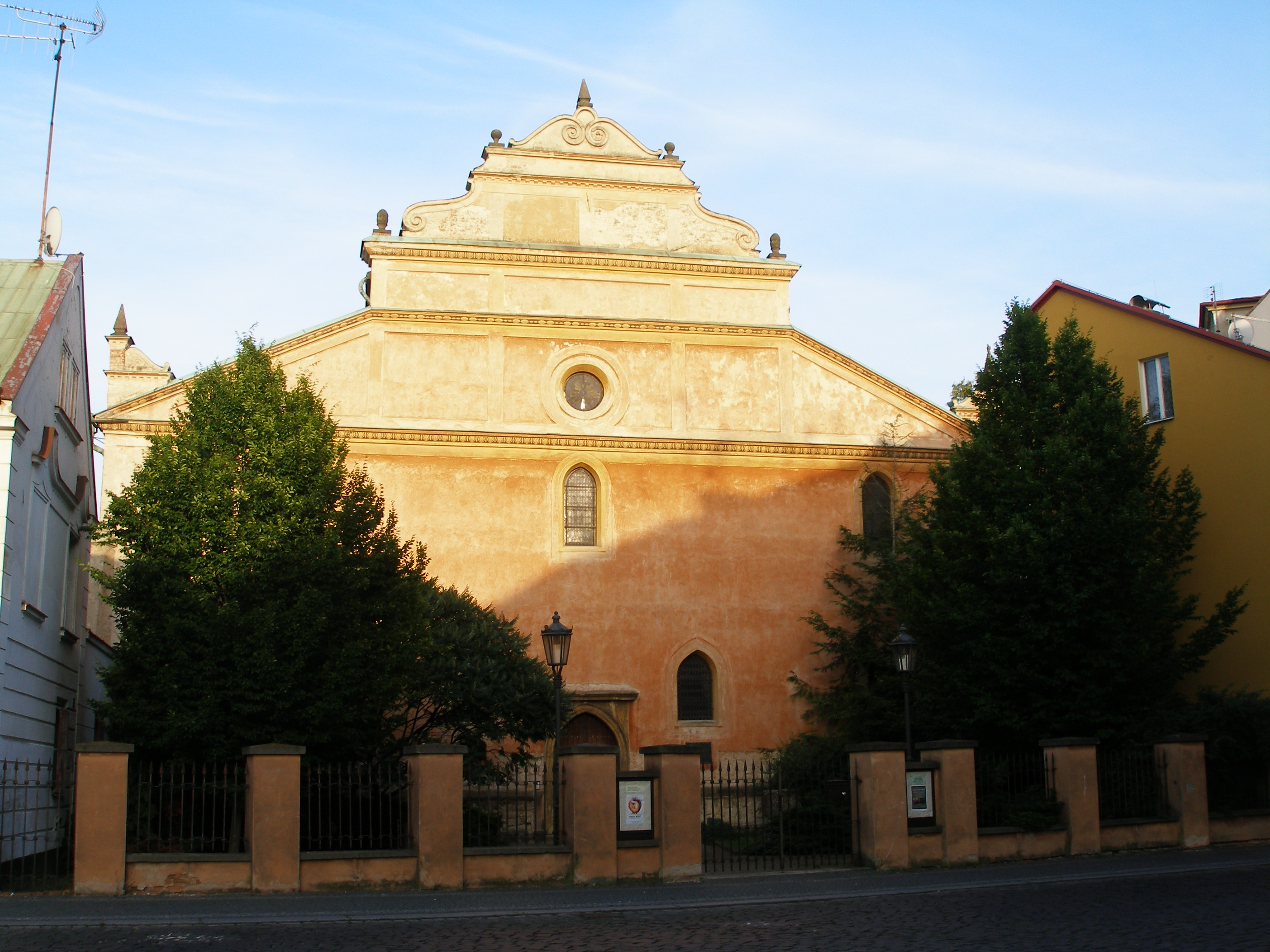
Sbor Jednoty bratrské v Mladé Boleslavi (Jan Polák)
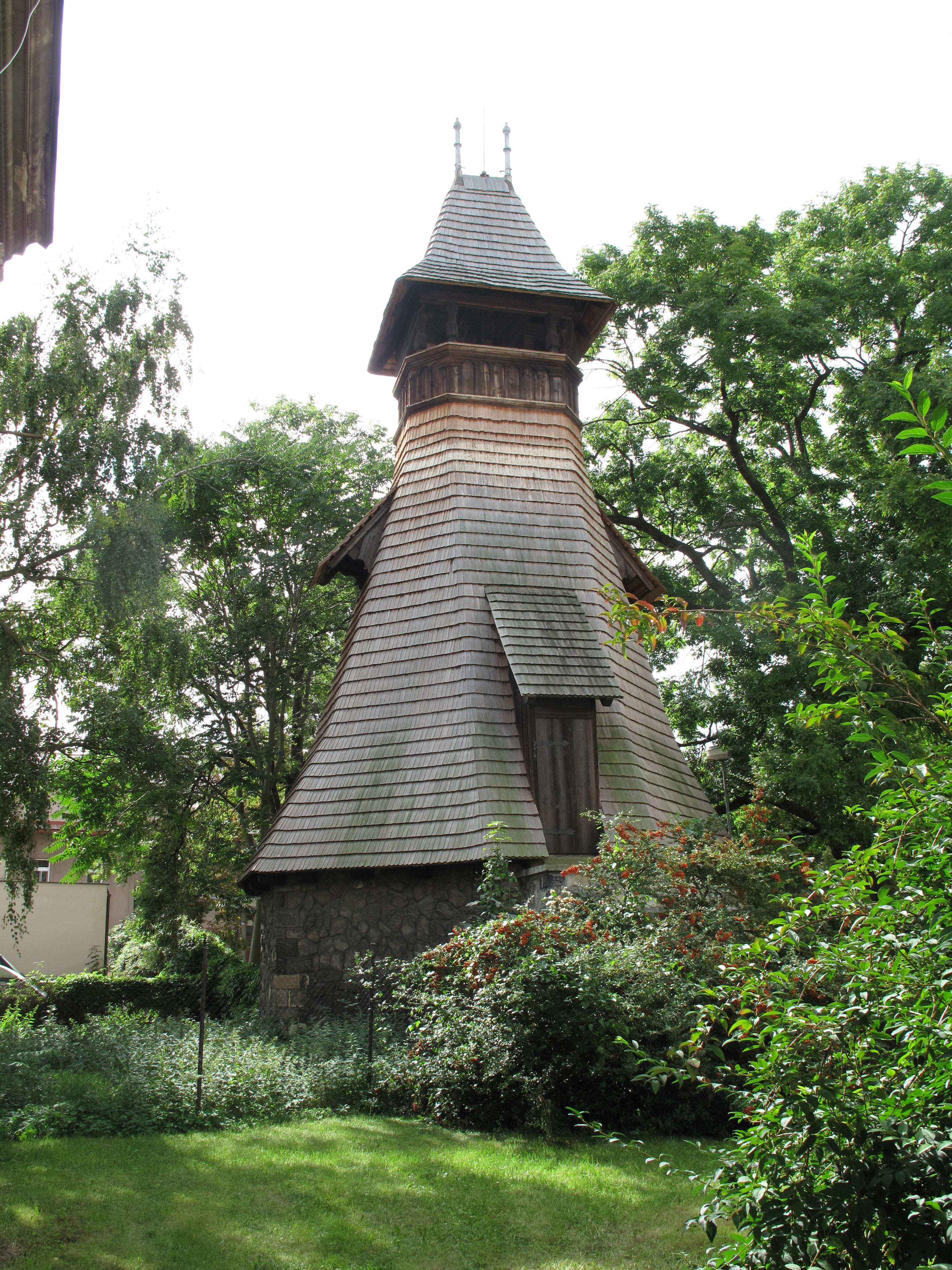
Dřevěná zvonice u kostela sv. Ludmily v Mělníku (Dezidor)
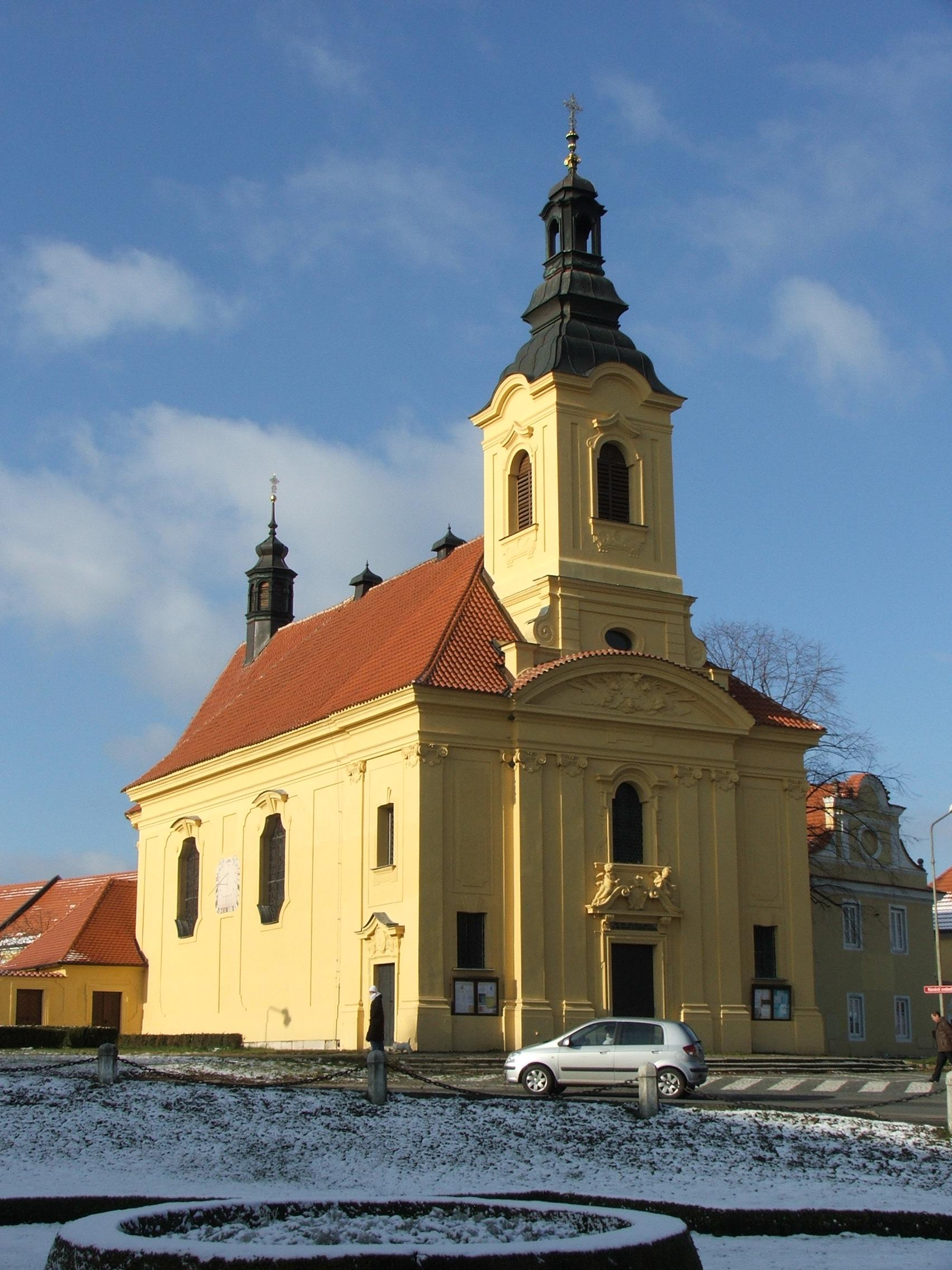
Dobříš kostel Nejsvetejsi Trojice (Hynek Moravec)
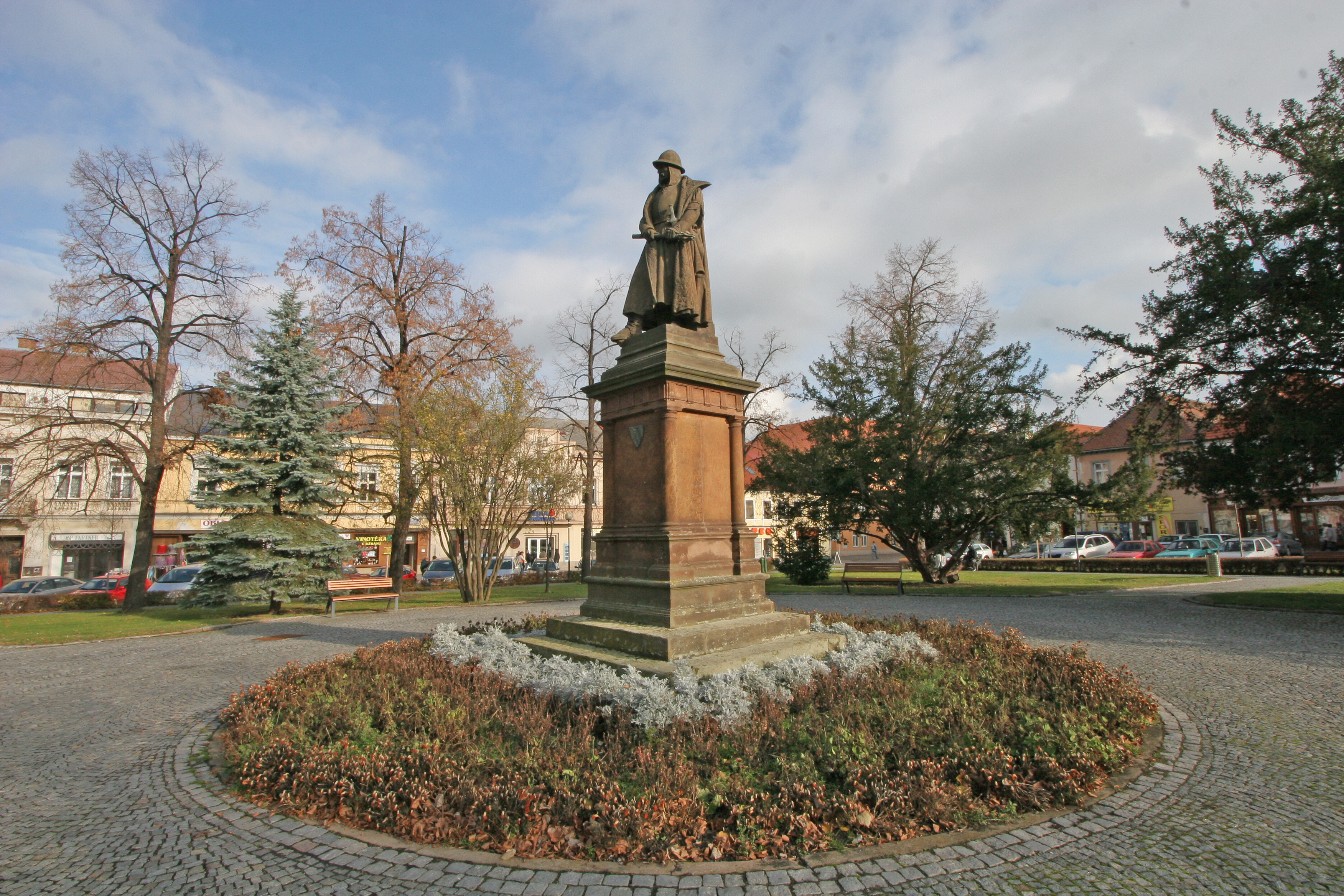
Pomník Jana Žižky z Trocnova v Čáslavi (Petr1888)

### Nájemní domy a vily

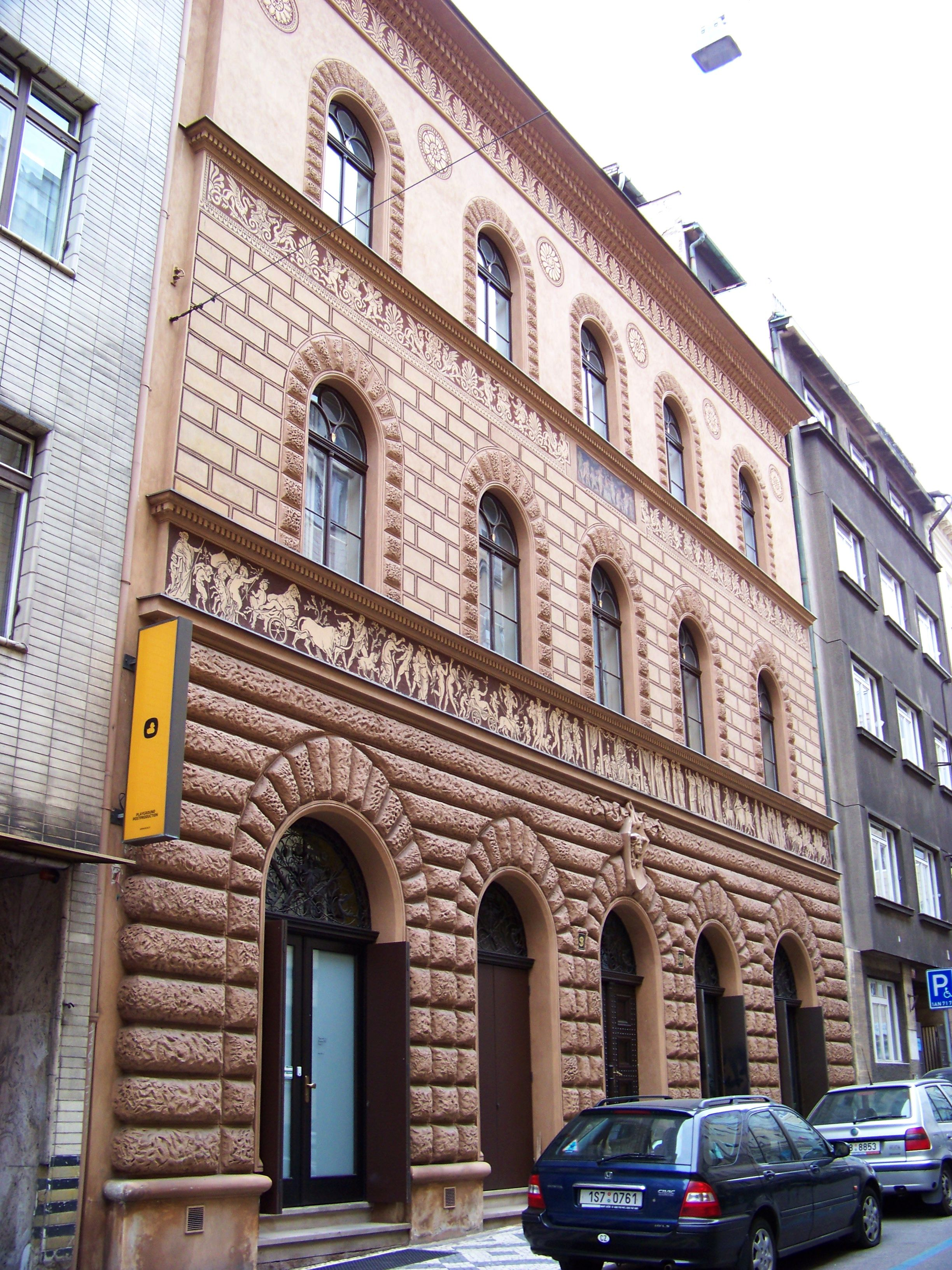
Schnirchův dům, Vinohrady, Mikovcova 5
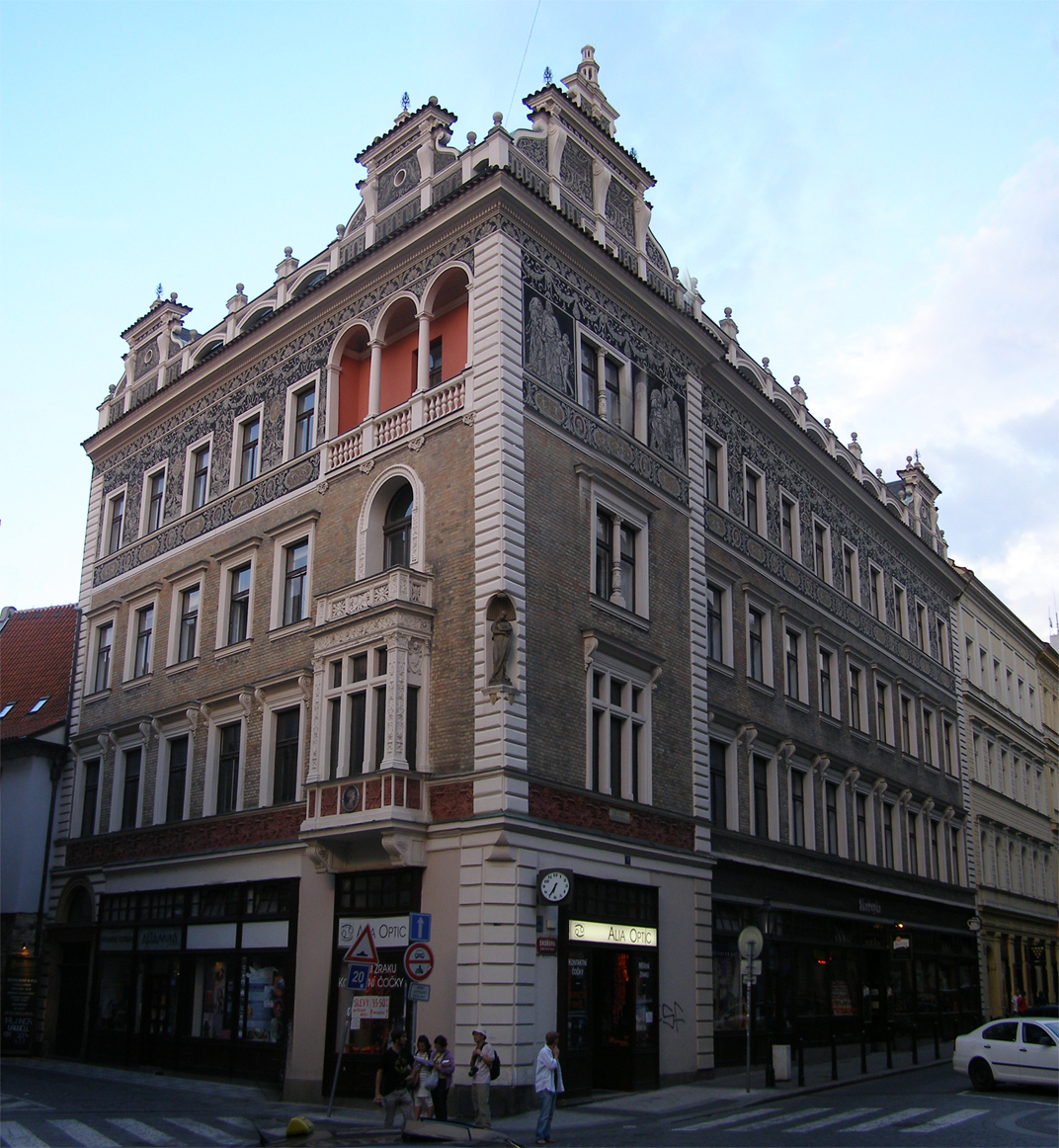
Městský dům U Bechyňů, Praha 1-Staré Město, Skořepka čp. 527
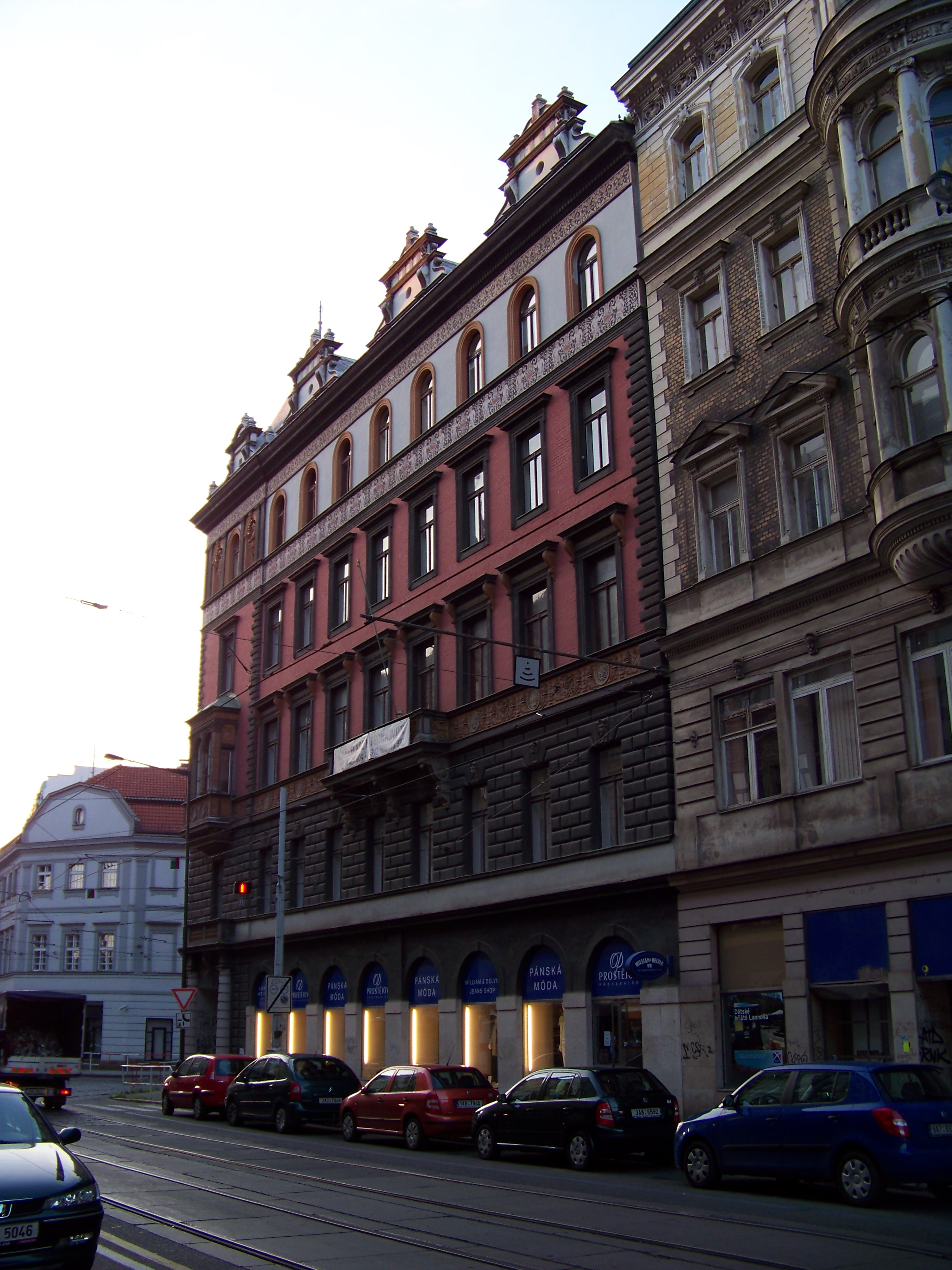
Nájemní dům Na poříčí 1682/18
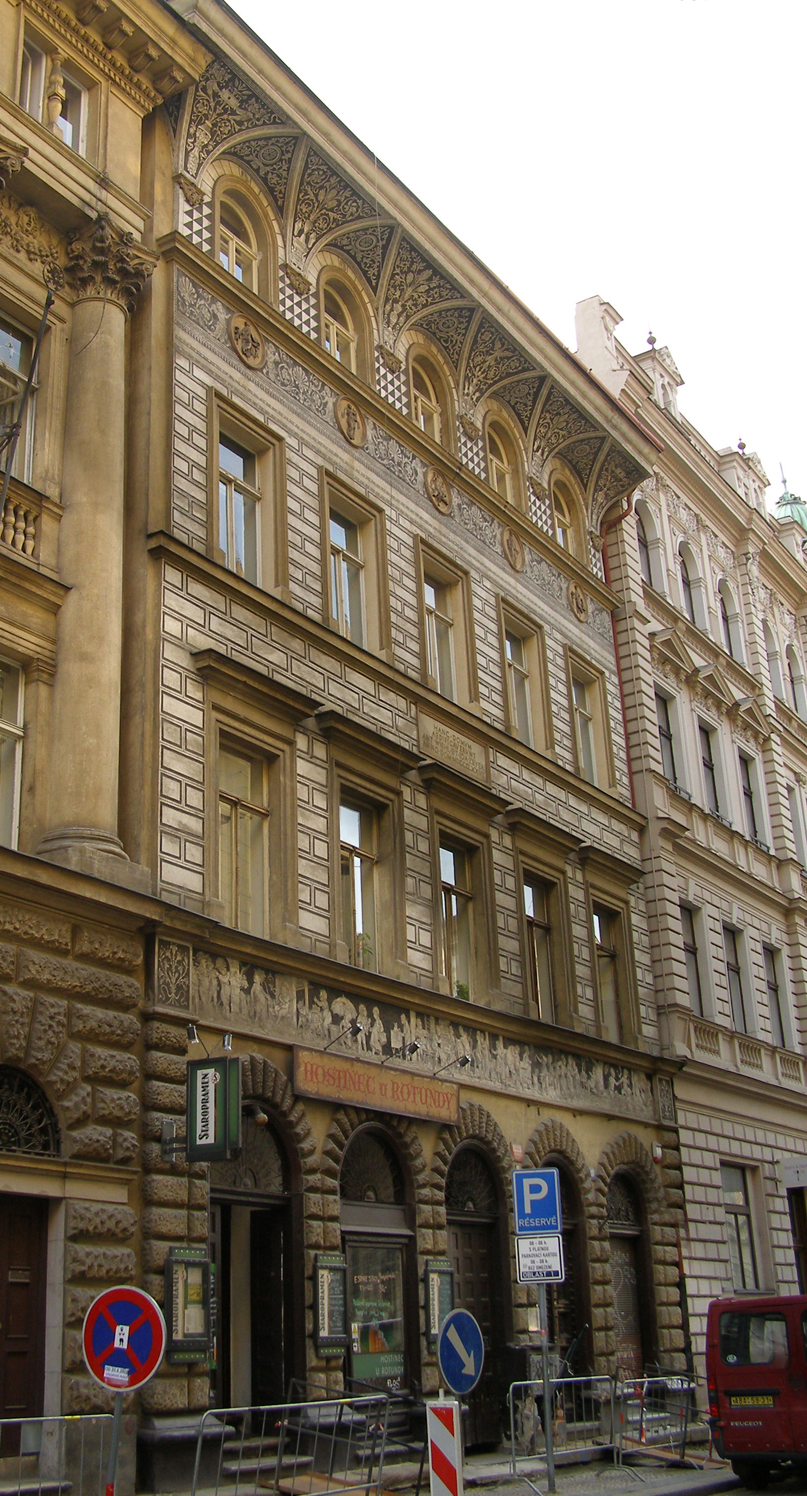
Činžovní dům (Staré Město), Praha 1, Karoliny Světlé čp. 1037/17, Staré Město
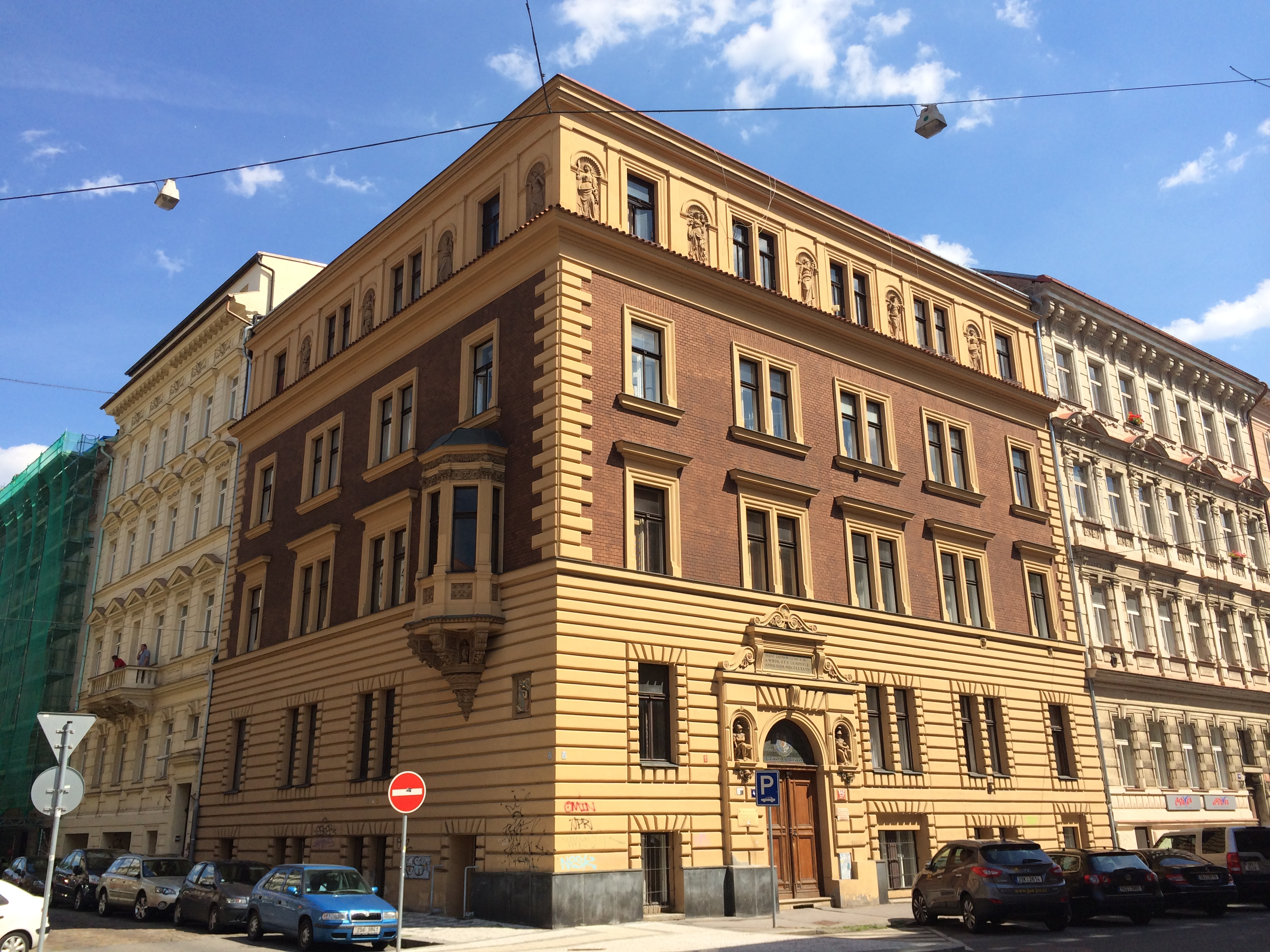
Nájemní dům Zborovská – Vodní, čp. 542
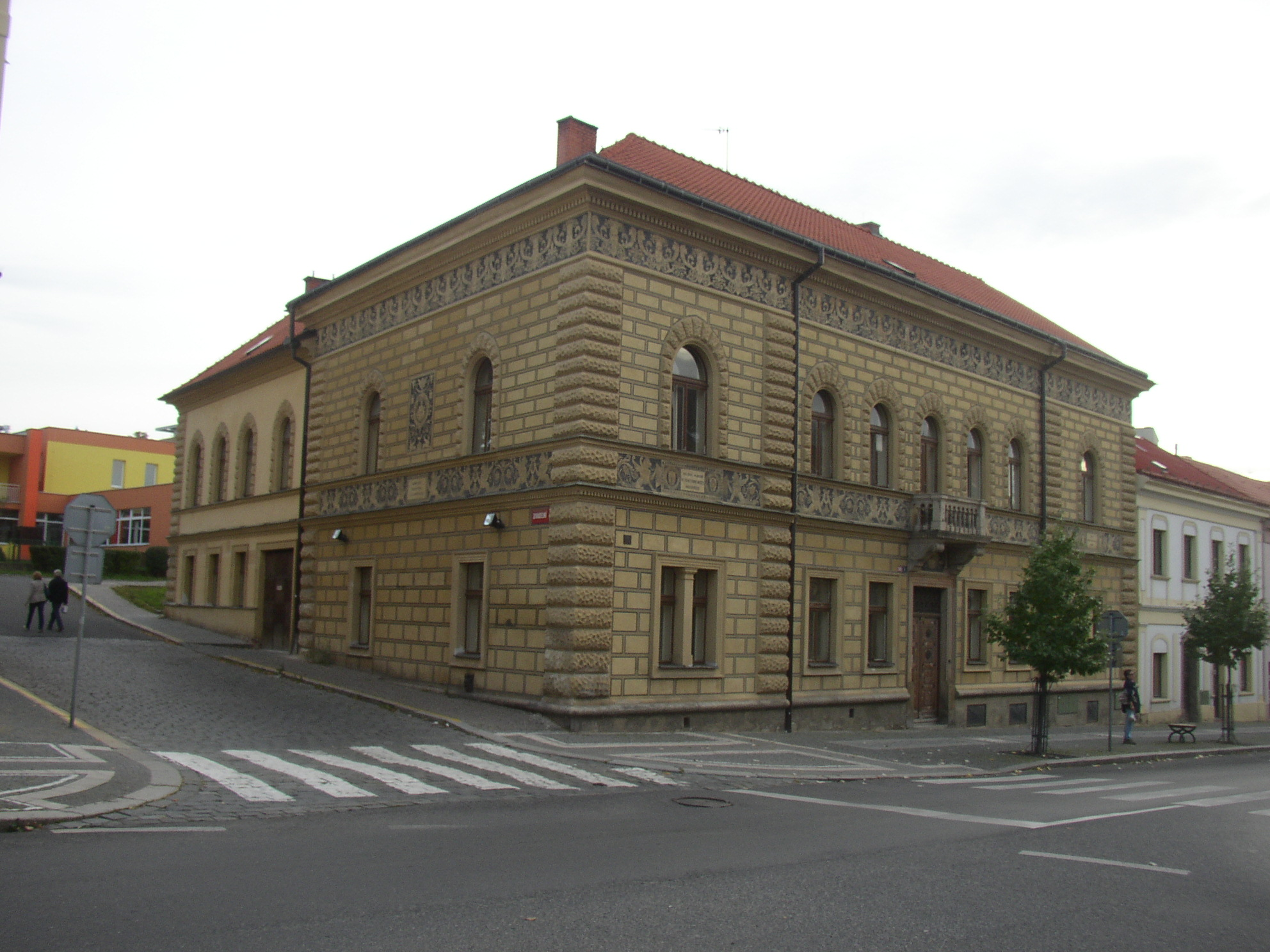
Měšťanský dům čp. 560 na Wilsonově ulici ve Slaném
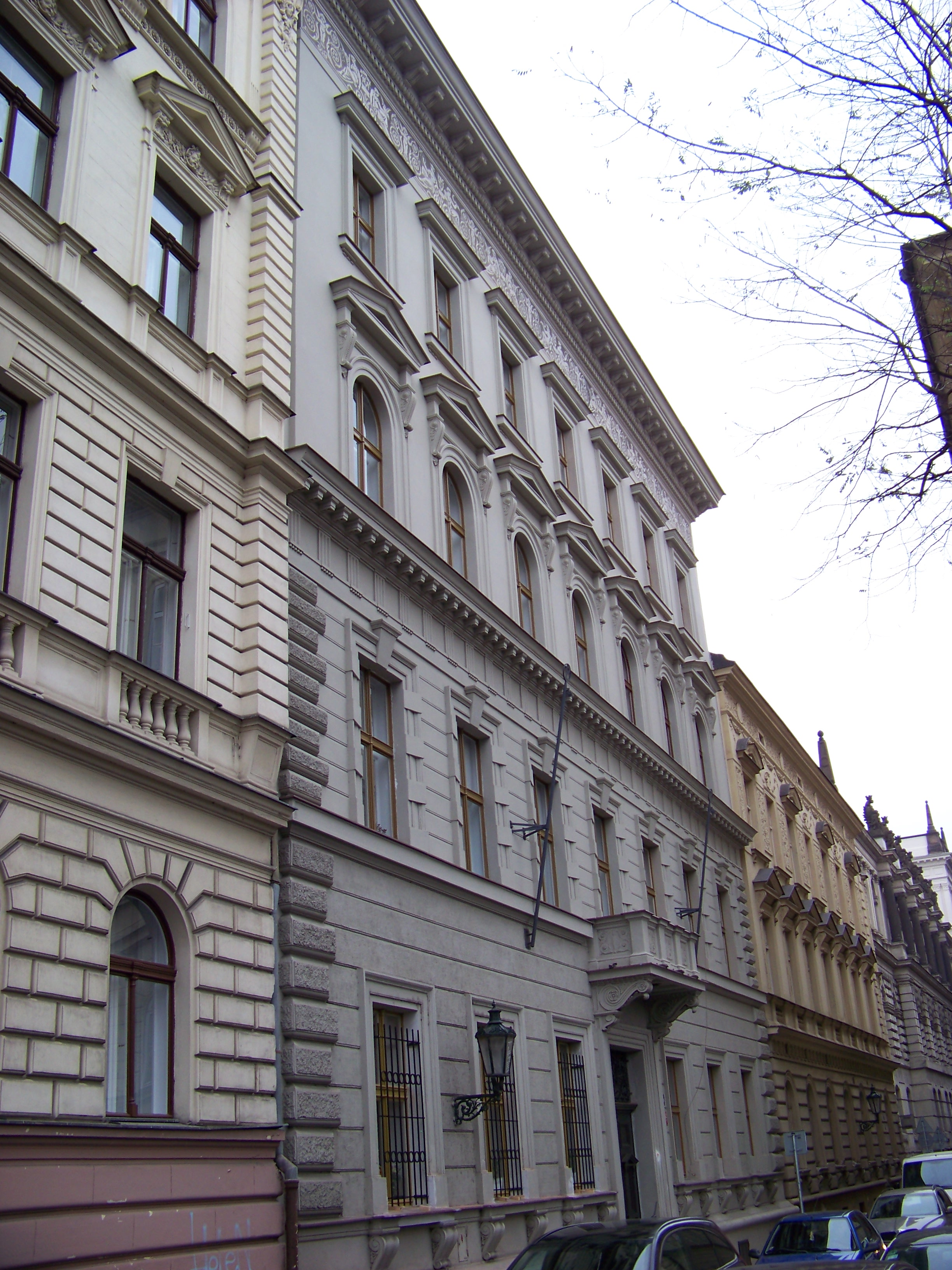
Praha-Staré Město, Divadelní 14
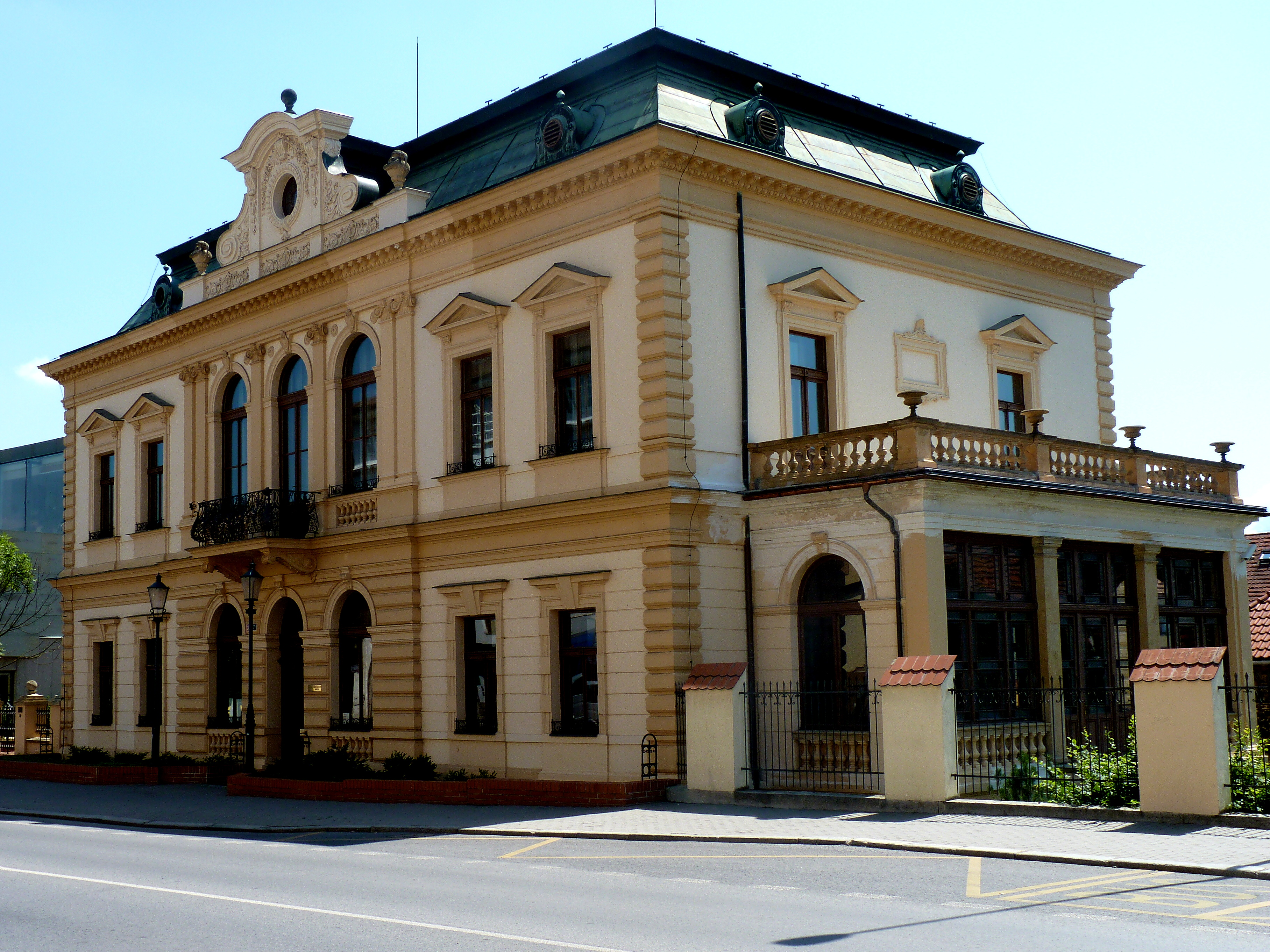
Duslova vila v Berouně
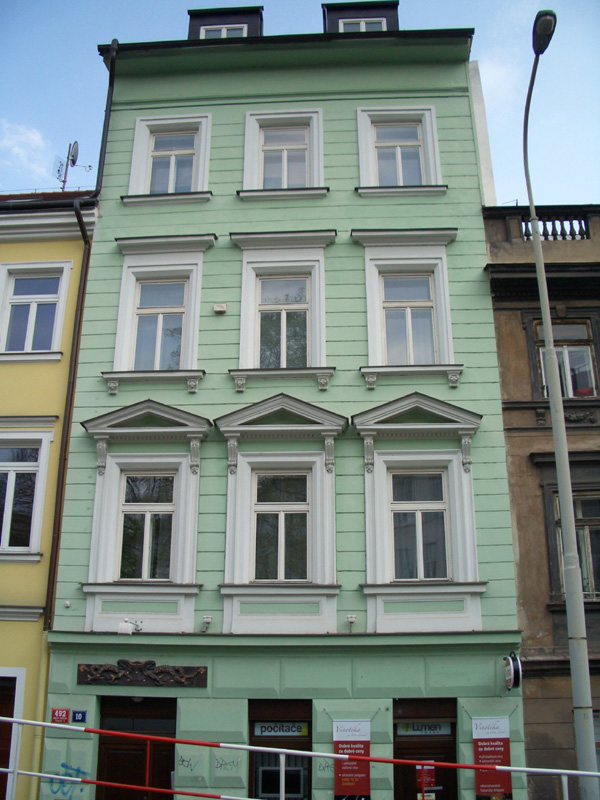
Nájemní dům U Dvou draků na Novém Městě

### Detaily fasád staveb

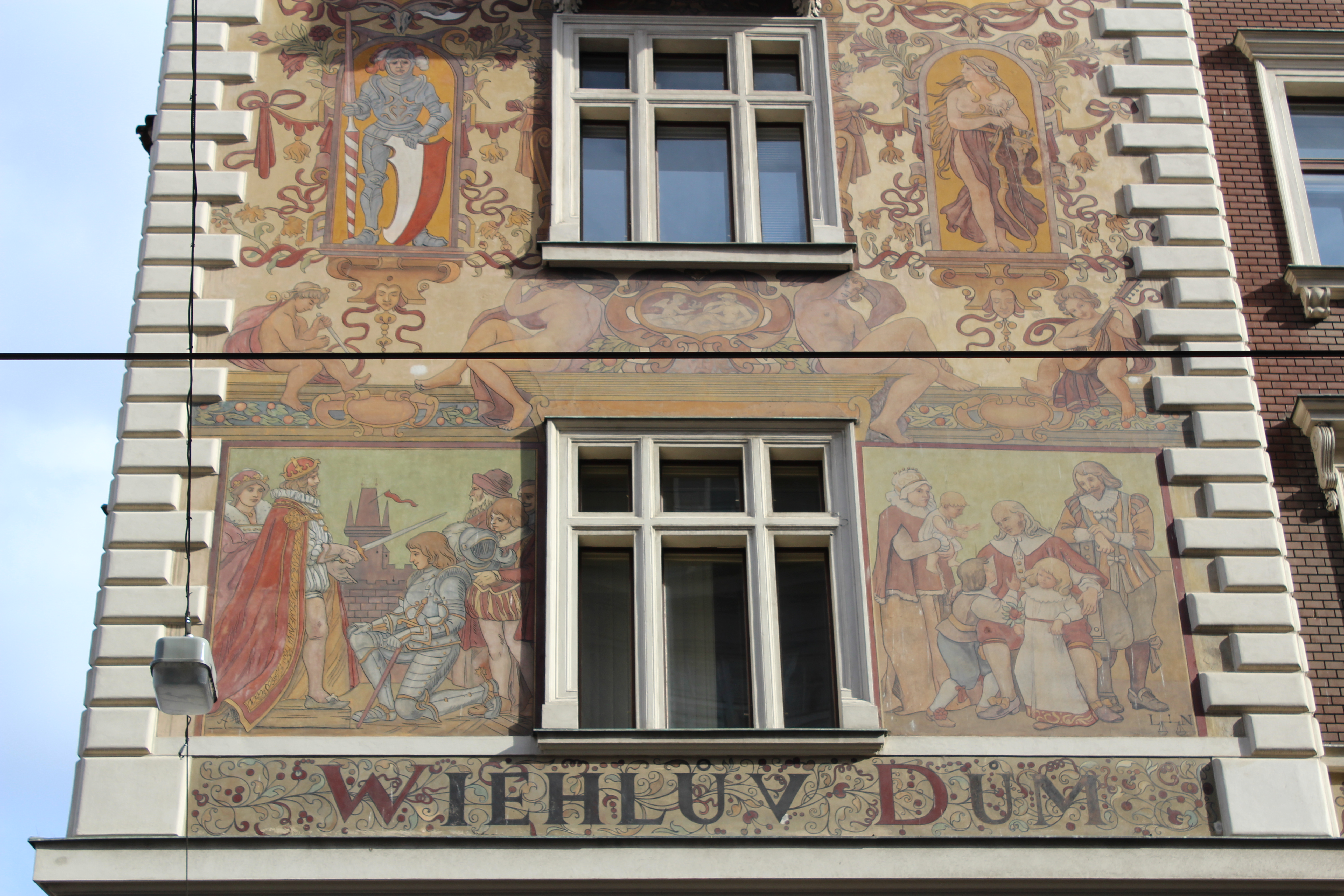
Alšova výzdoba fasády Wiehlova domu (nároží z Vodičkovy ulice)
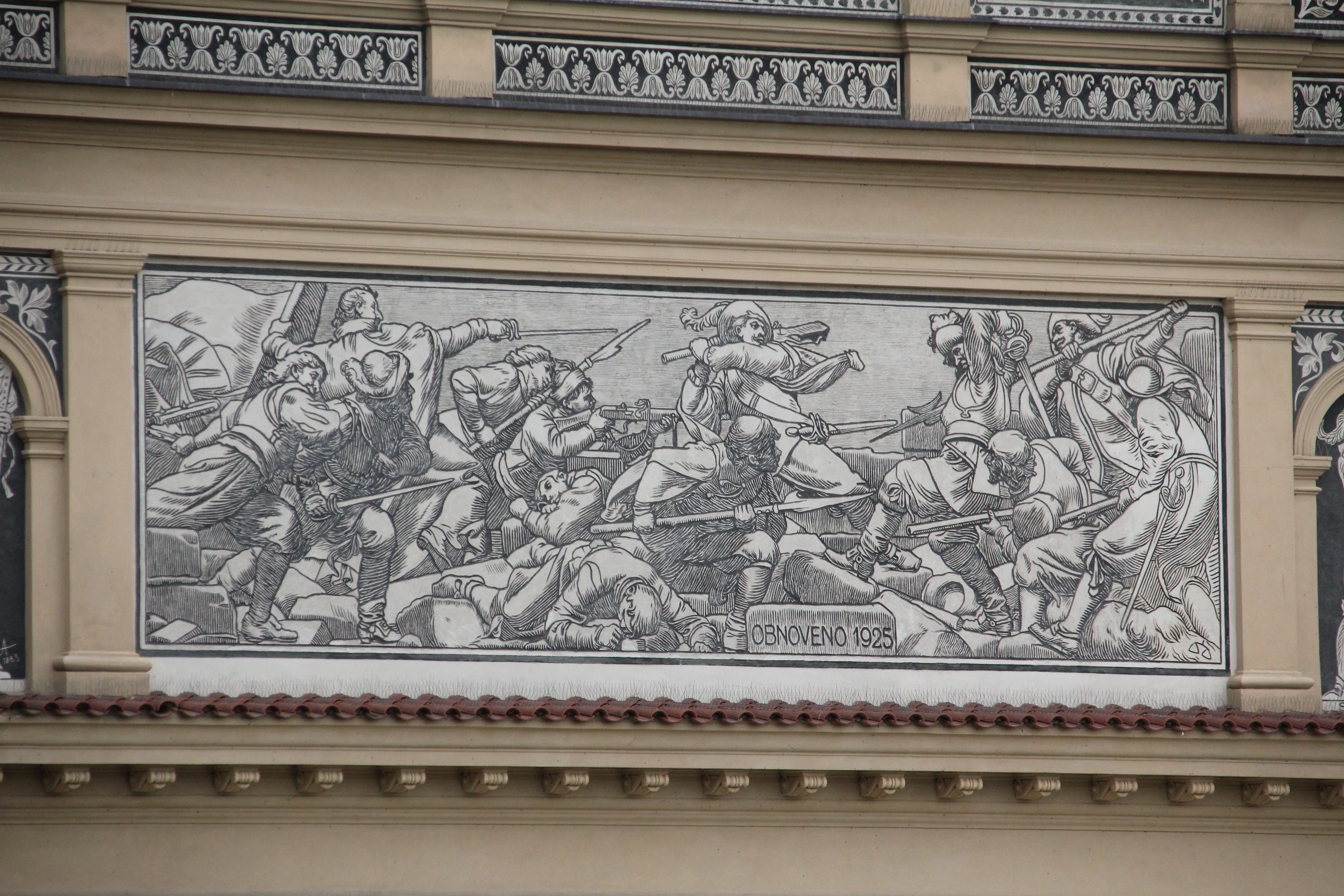
Detail fasády Smetanova muzea (Øyvind Holmstad)
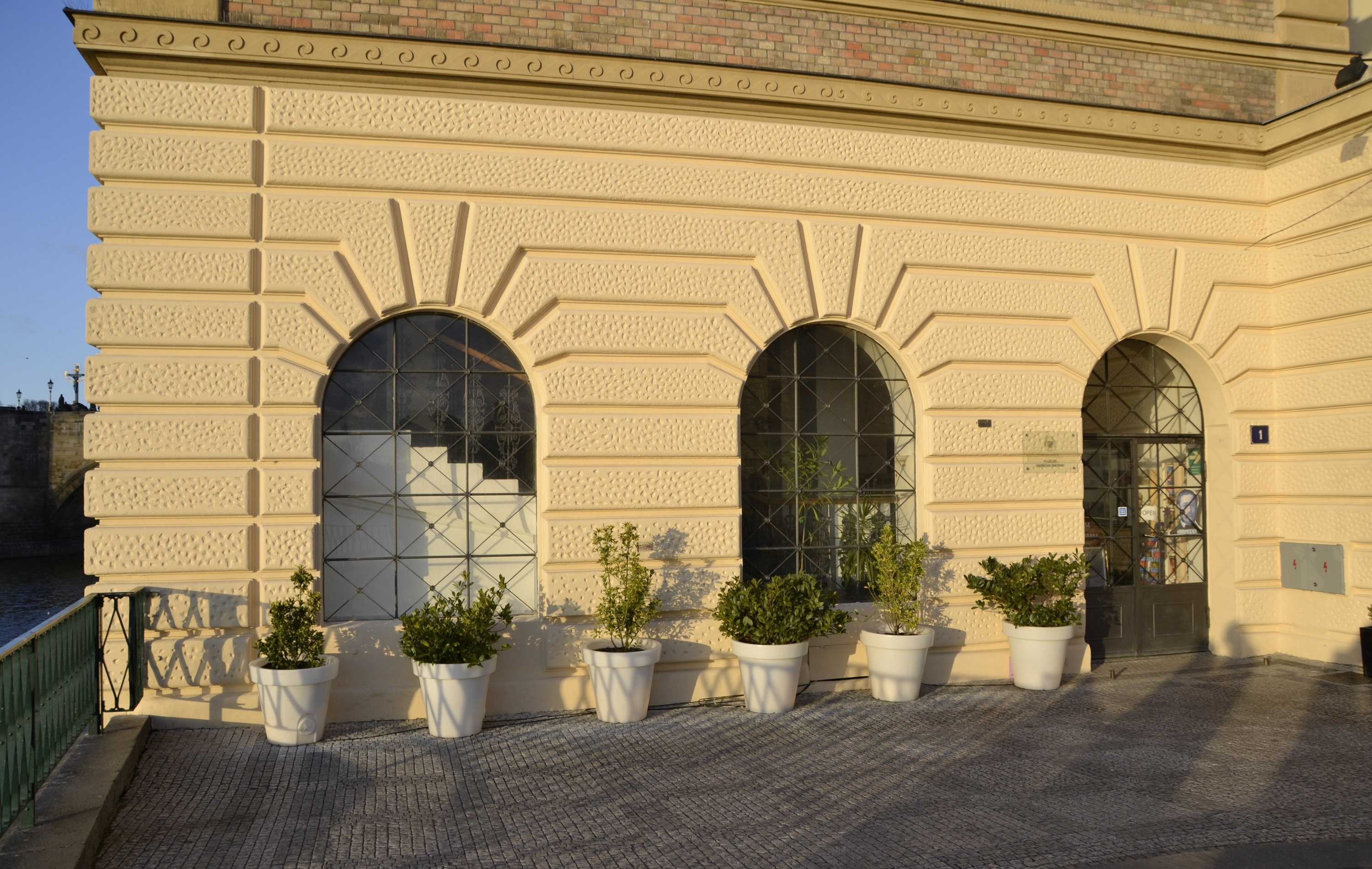
Přízemí Smetanova muzea z Novotného lávky (High Contrast)
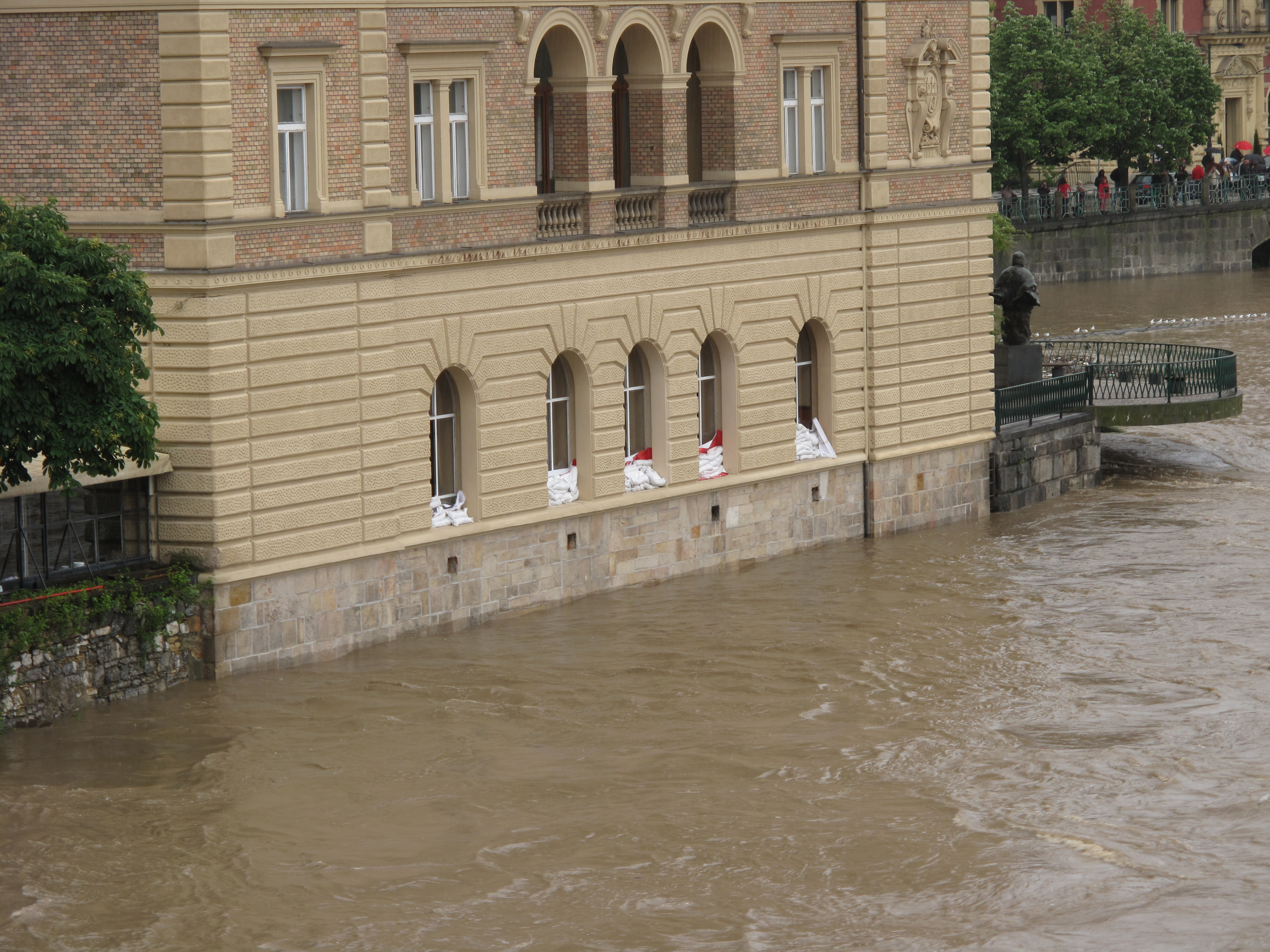
Pohled na přízemí Smetanova muzea z Karlova mostu – povodně 2013 (Juandev)
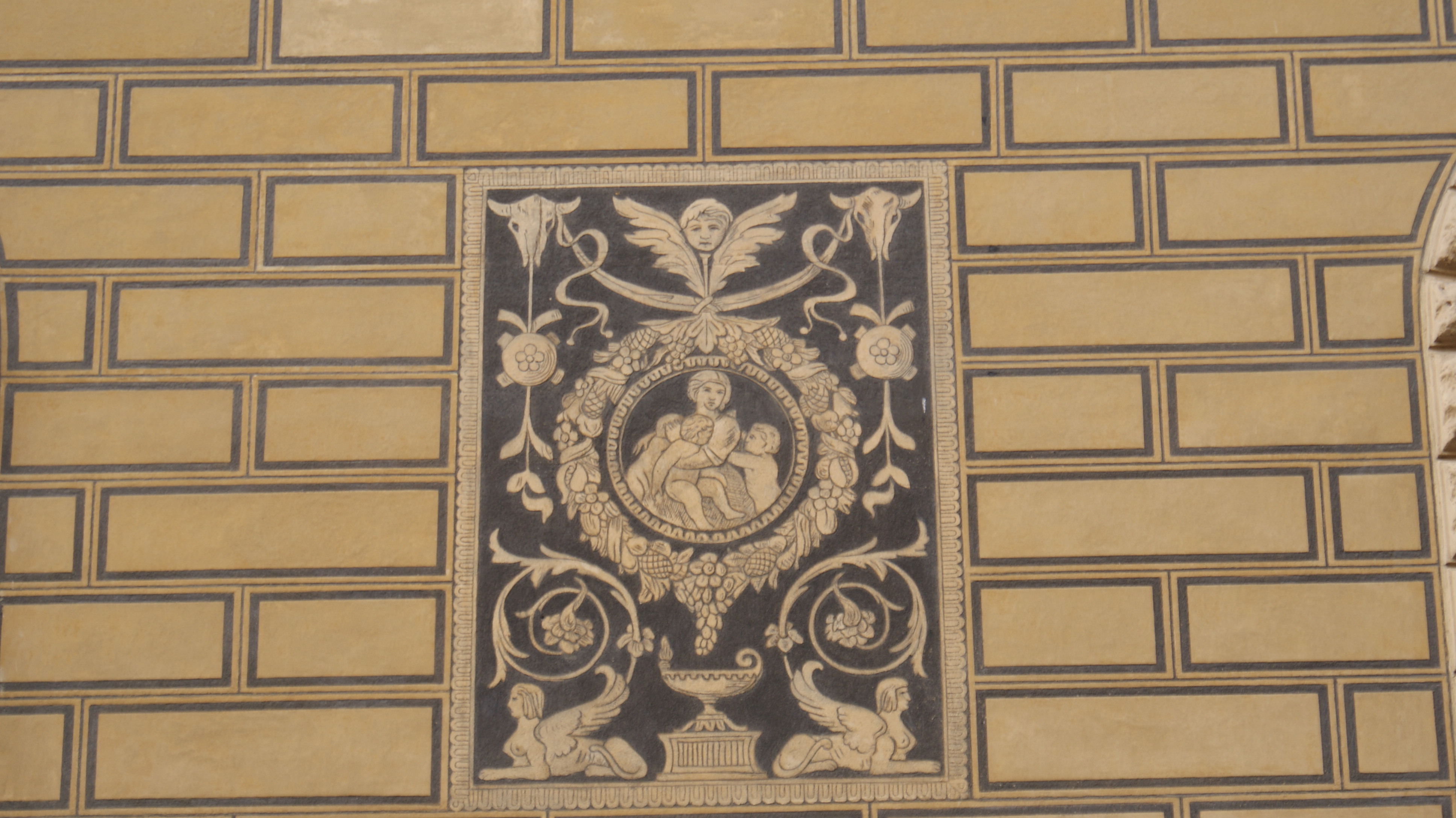
Sgrafita na Wiehlově domě ve Slaném z Divadelní ulice
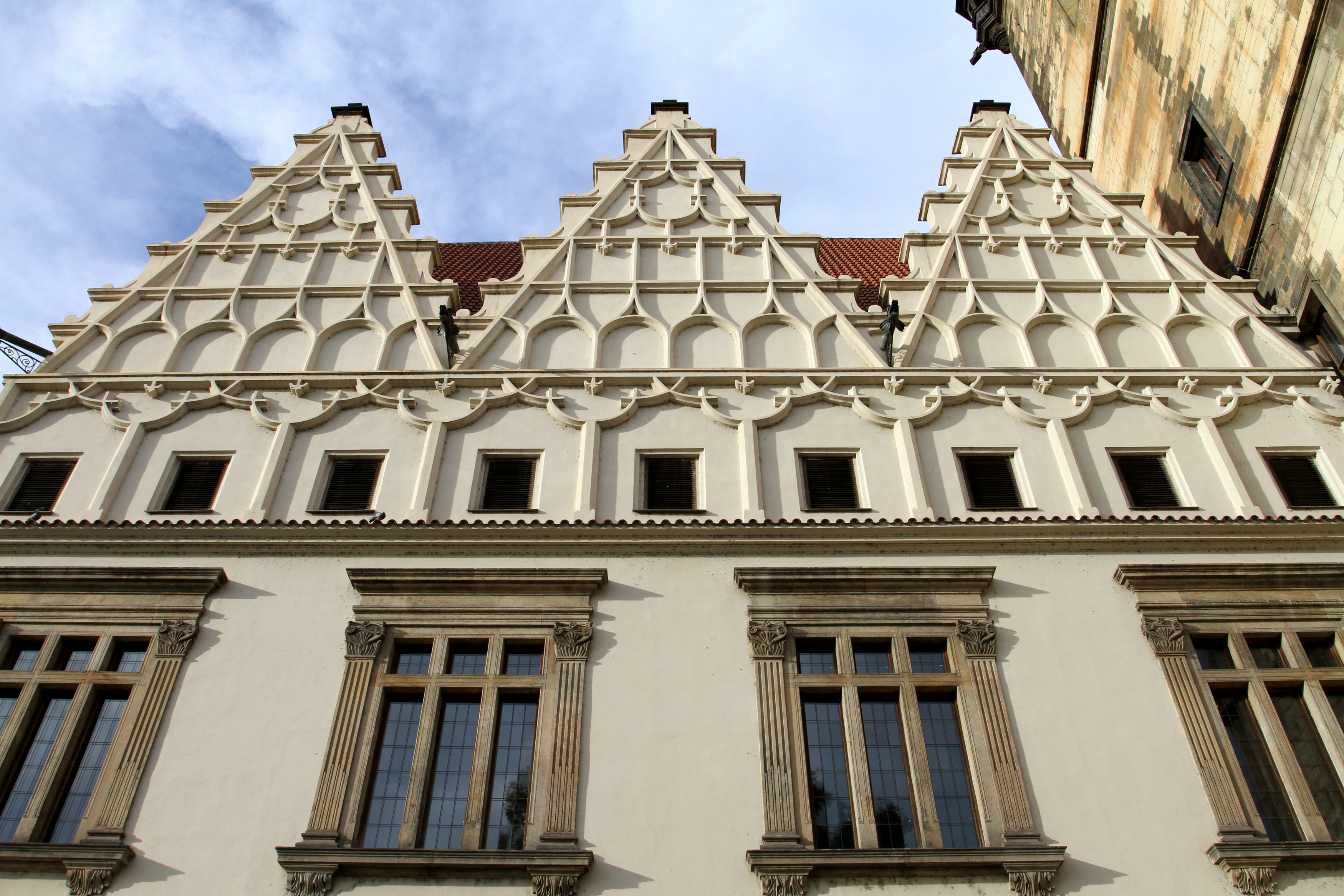
Novoměstská radnice – detail štítu (Ondřej Kořínek)
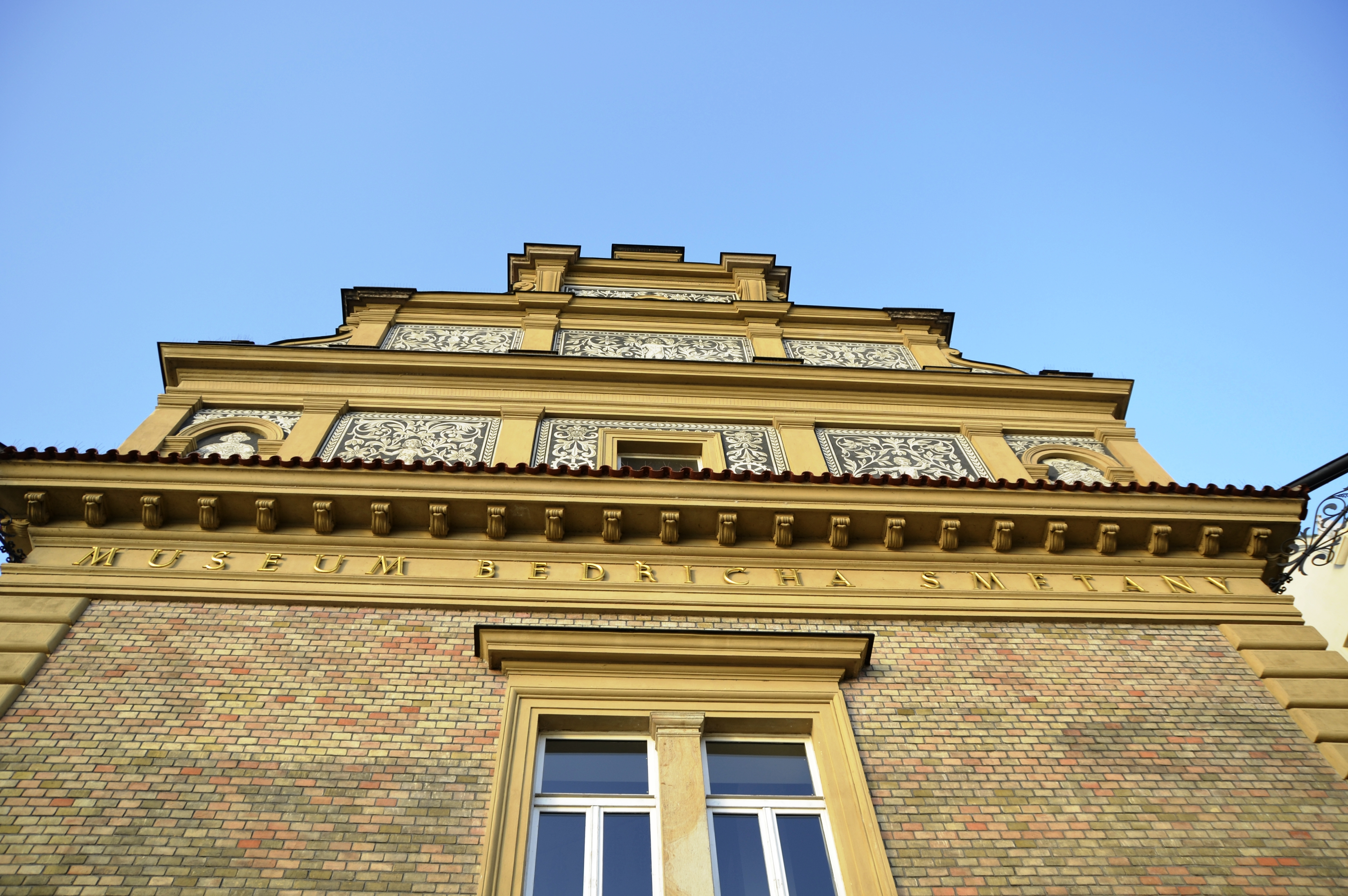
Detail štítu a režného zdiva Smetanova muzea (High Contrast)
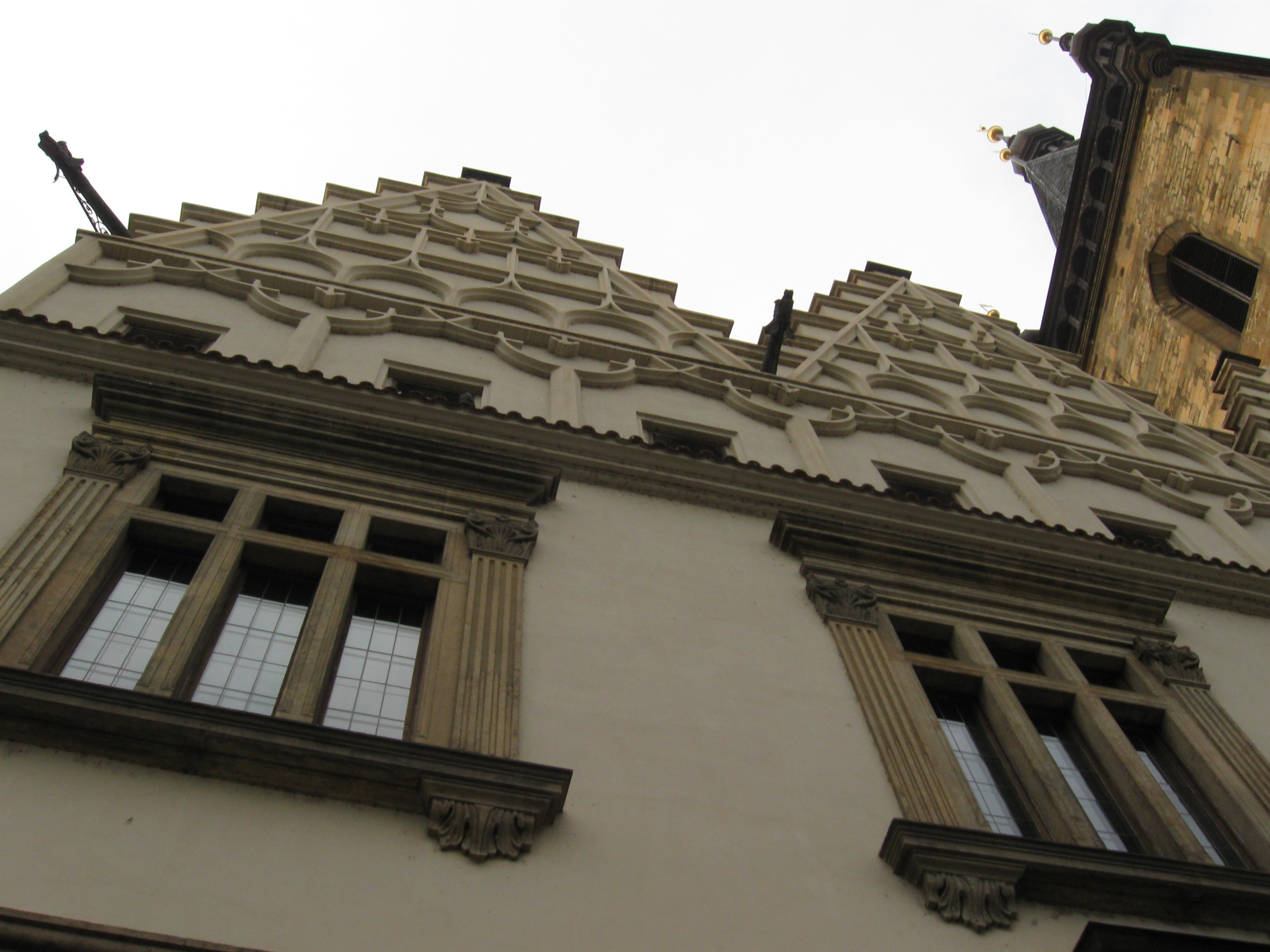
Novoměstská radnice – detail štítu z podhledu (Ergane)
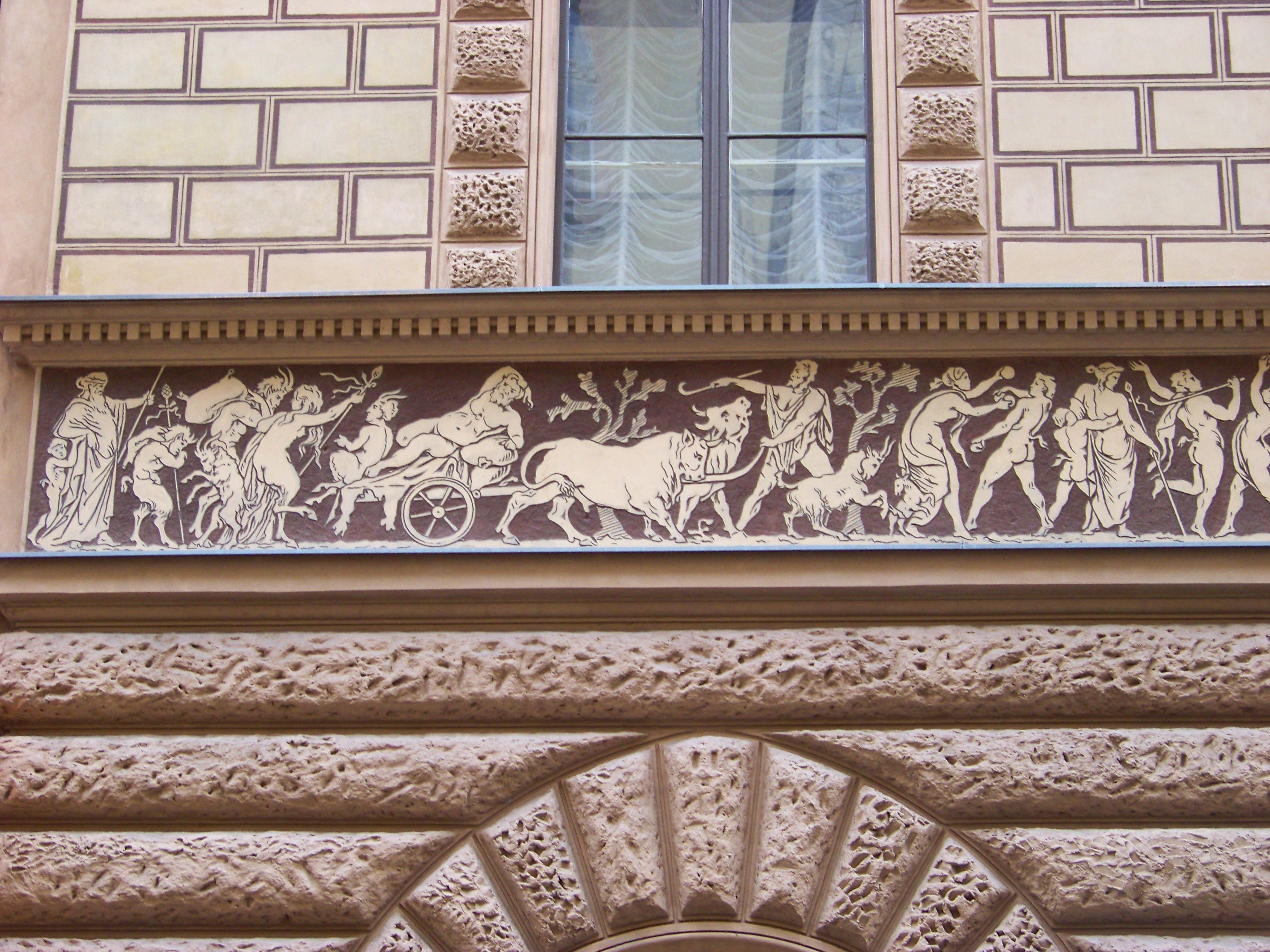
Schnirchův dům, Vinohrady, Mikovcova 5. Detail sgrafita (ŠJů)
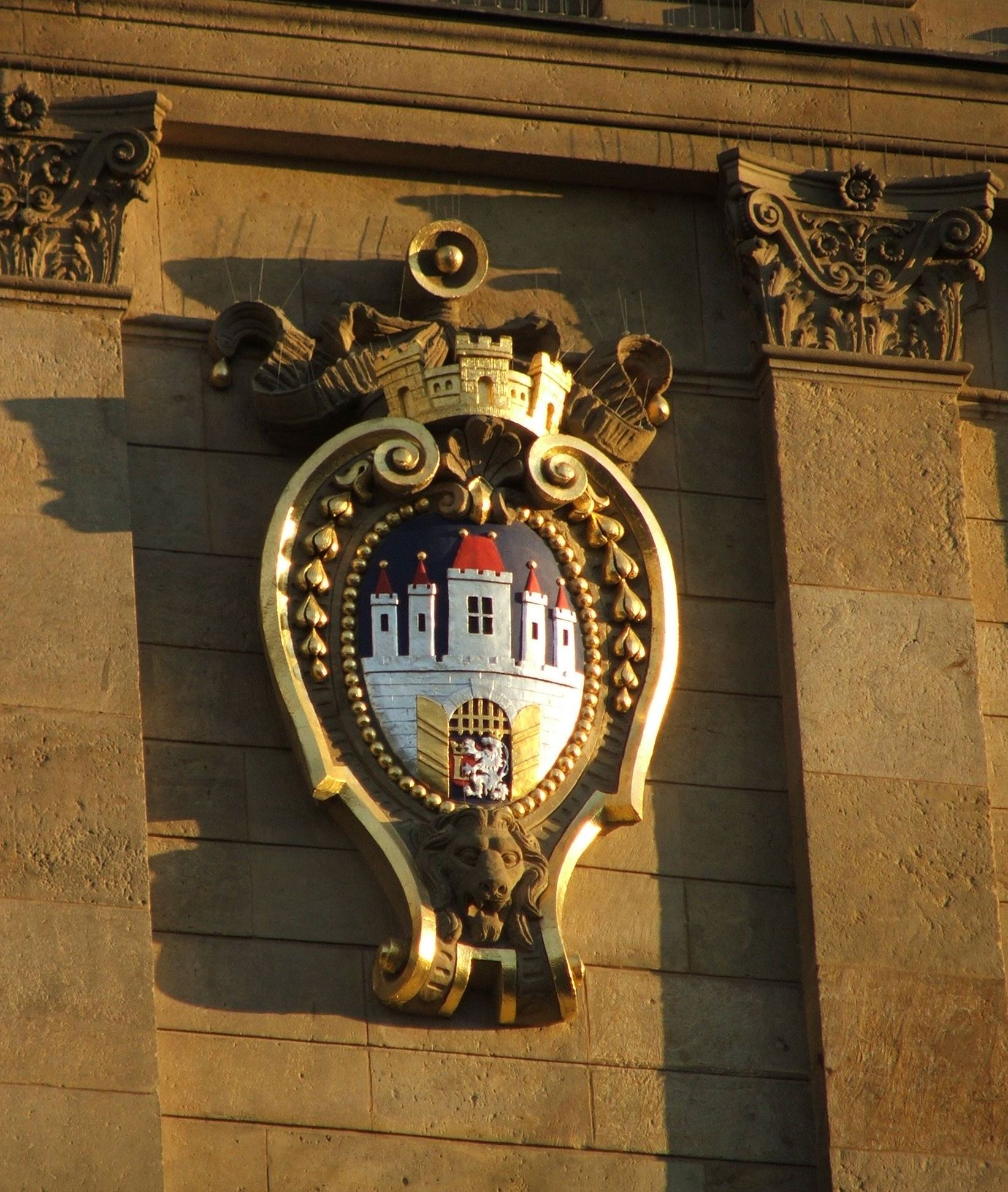
Znak Malé Strany na budově Městské spořitelny (Hynek Moravec)
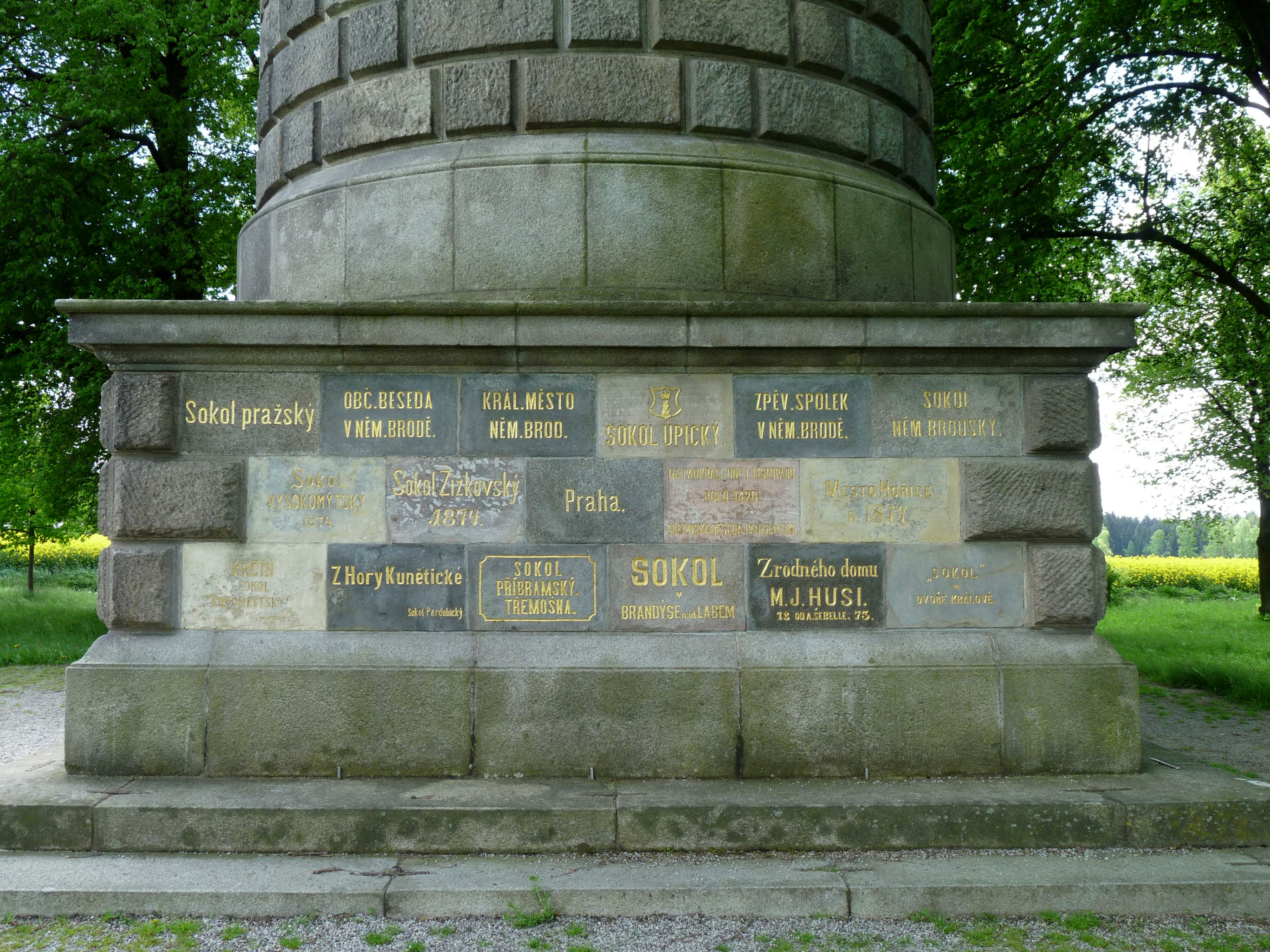
Žižkova mohyla – detail podstavce s nápisy (cheva)
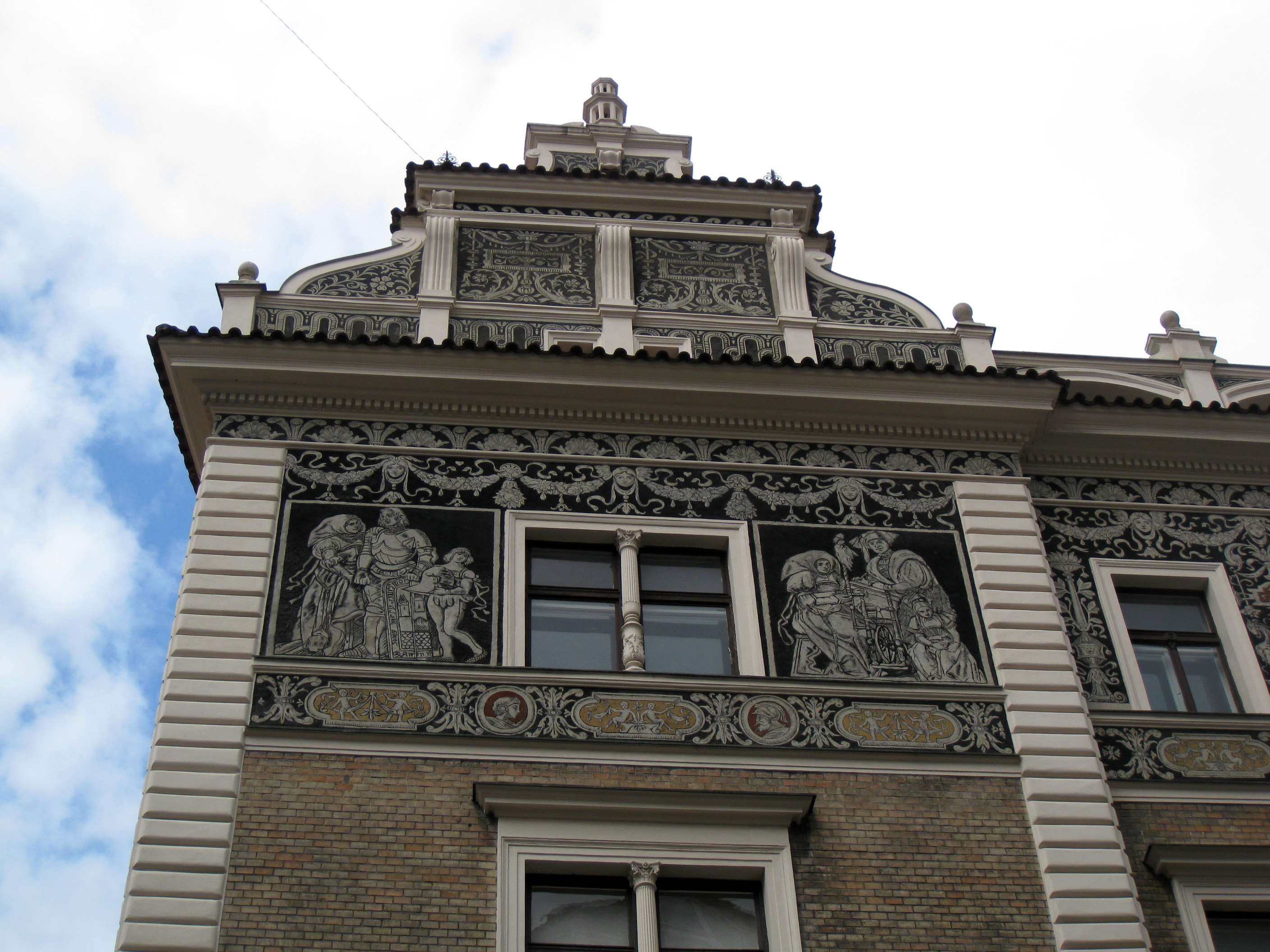
Dům U Bechyňů – detail fasády (Enfo)
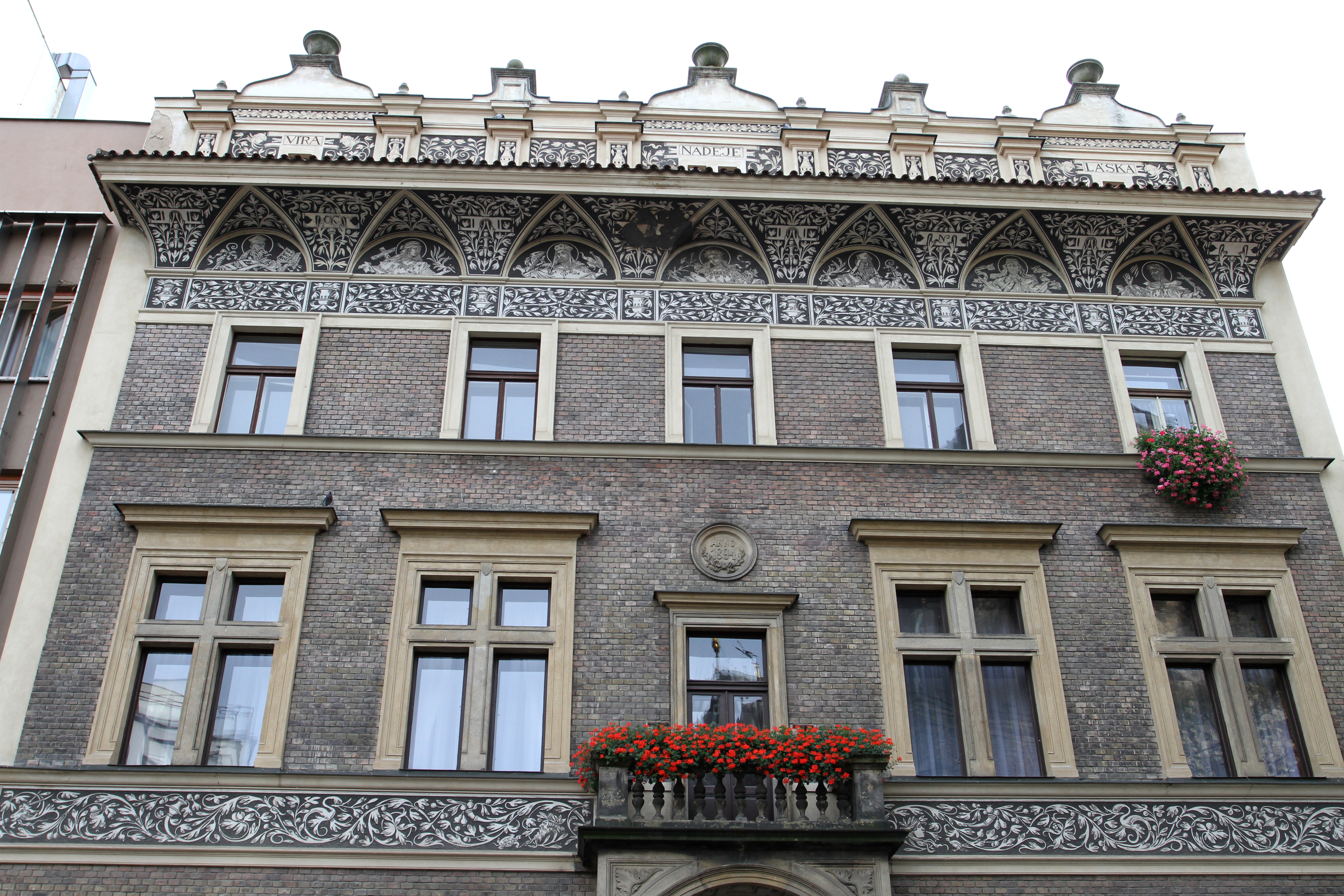
Fara (Nové Město) Biskupská 13 – detail fasády (Ondřej Kořínek)
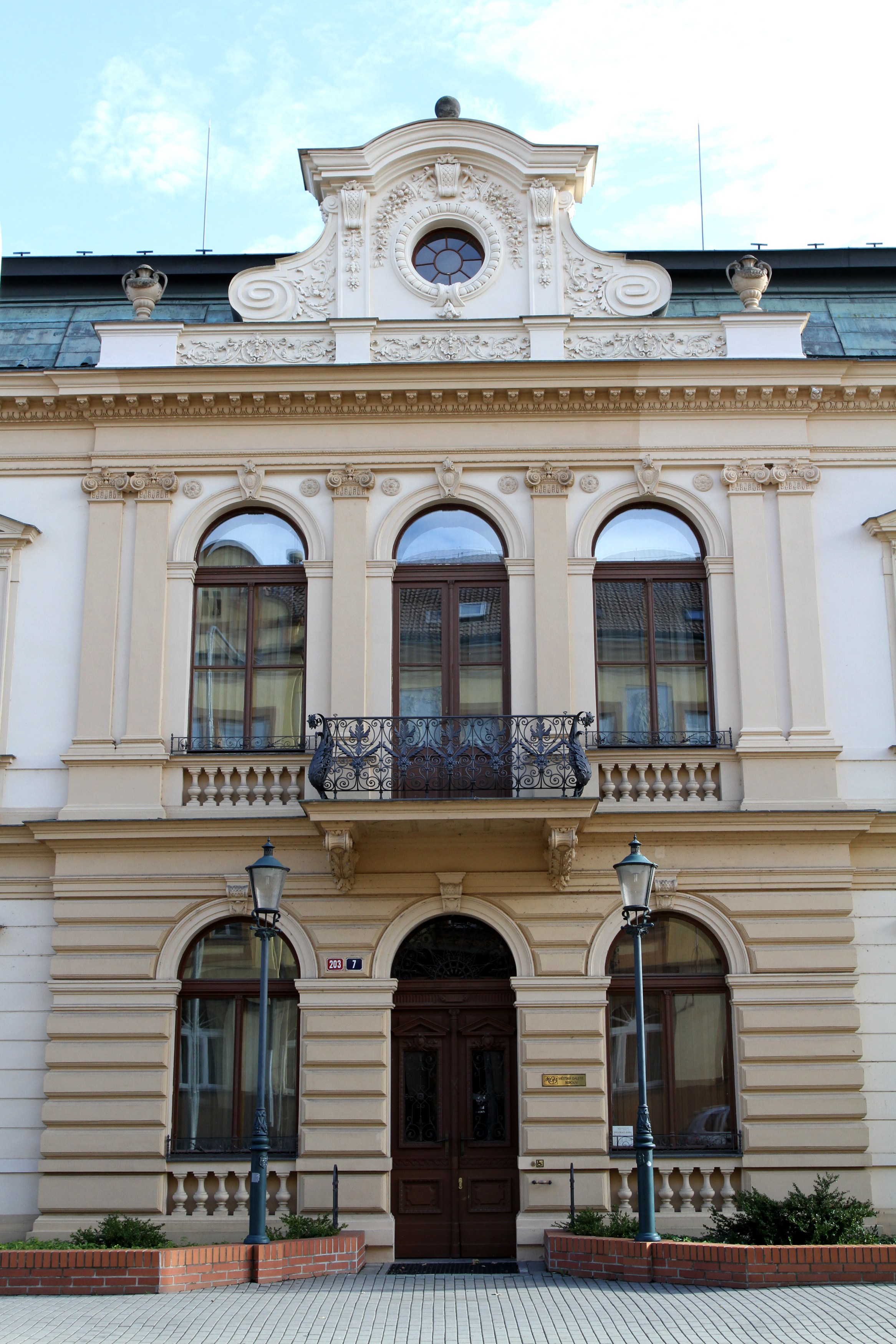
Duslova vila (Beroun) – detail průčelí (Ondřej Kořínek)
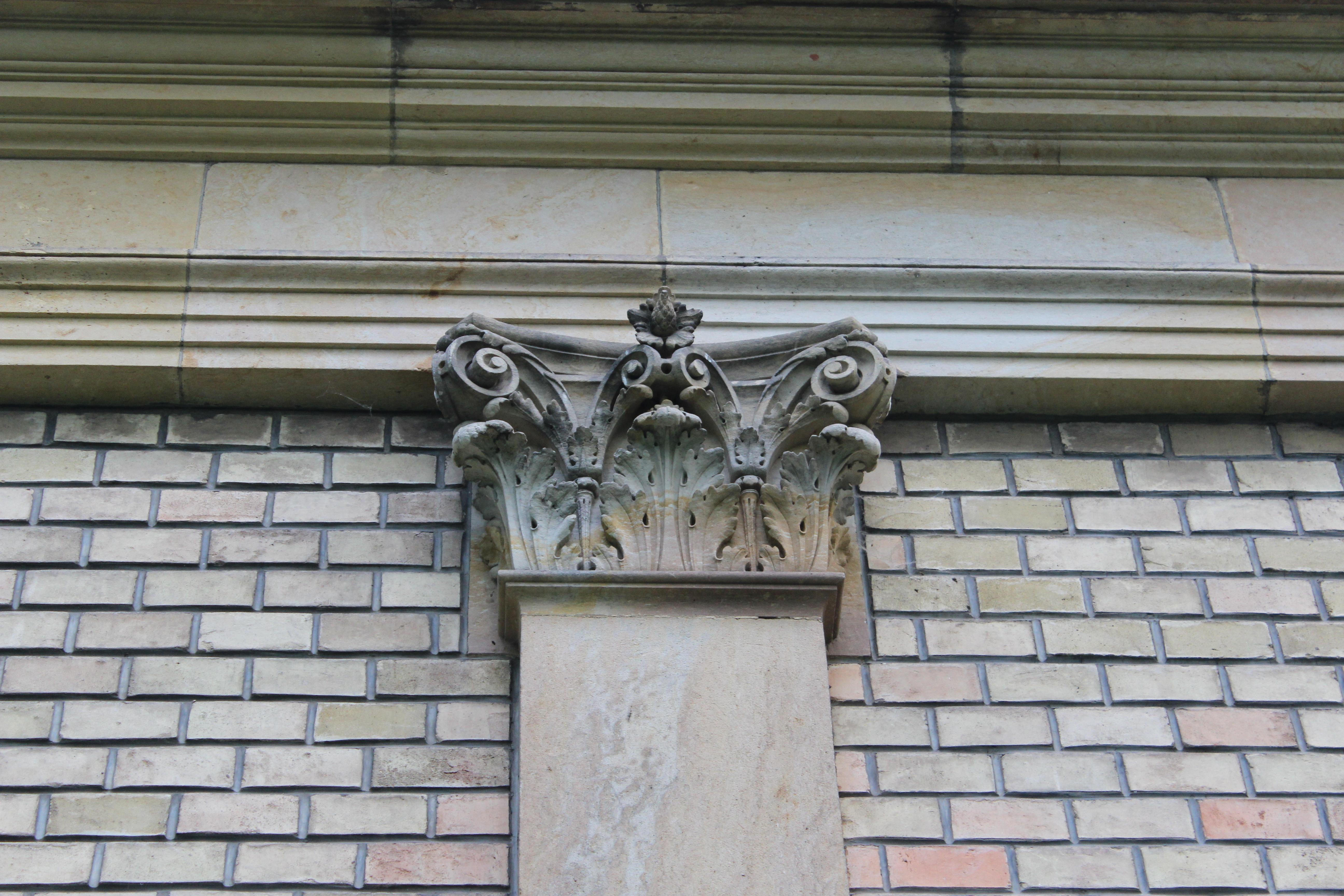
Hrobka Daubků detail režného zdiva a hlavice sloupu
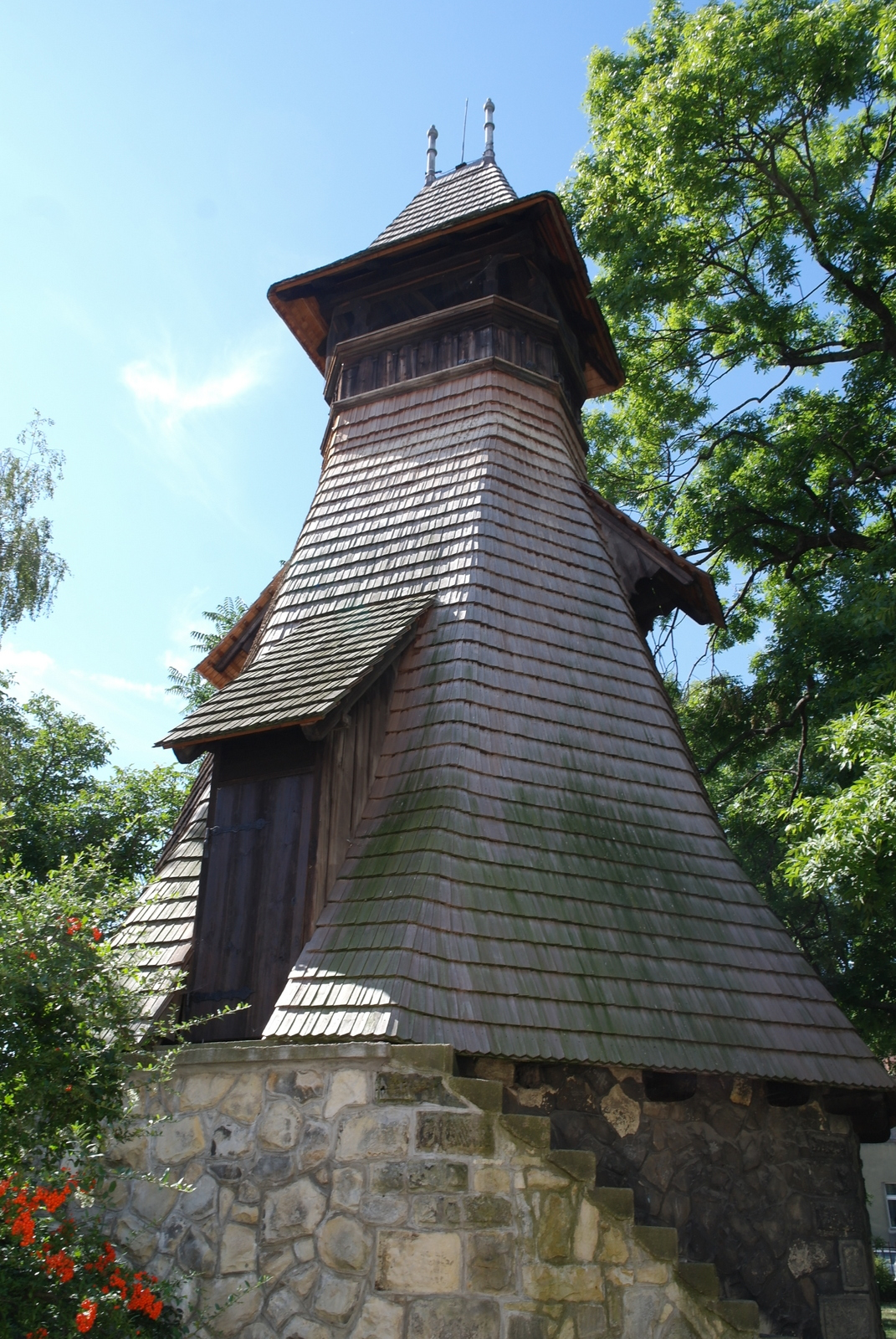
Zvonice u sv. Ludmily Mělník (VitVit)
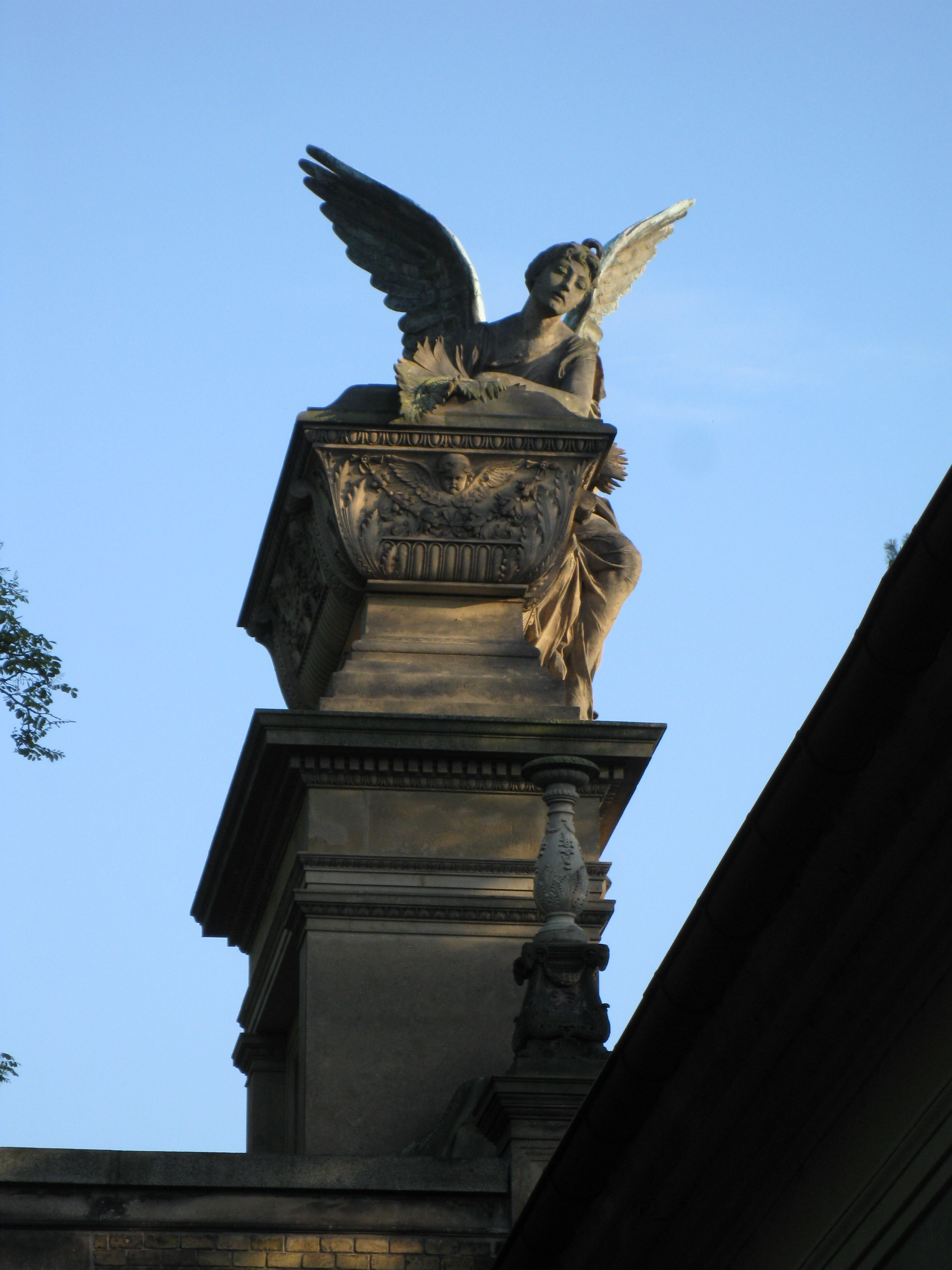
Detail Slavína (Enfo)
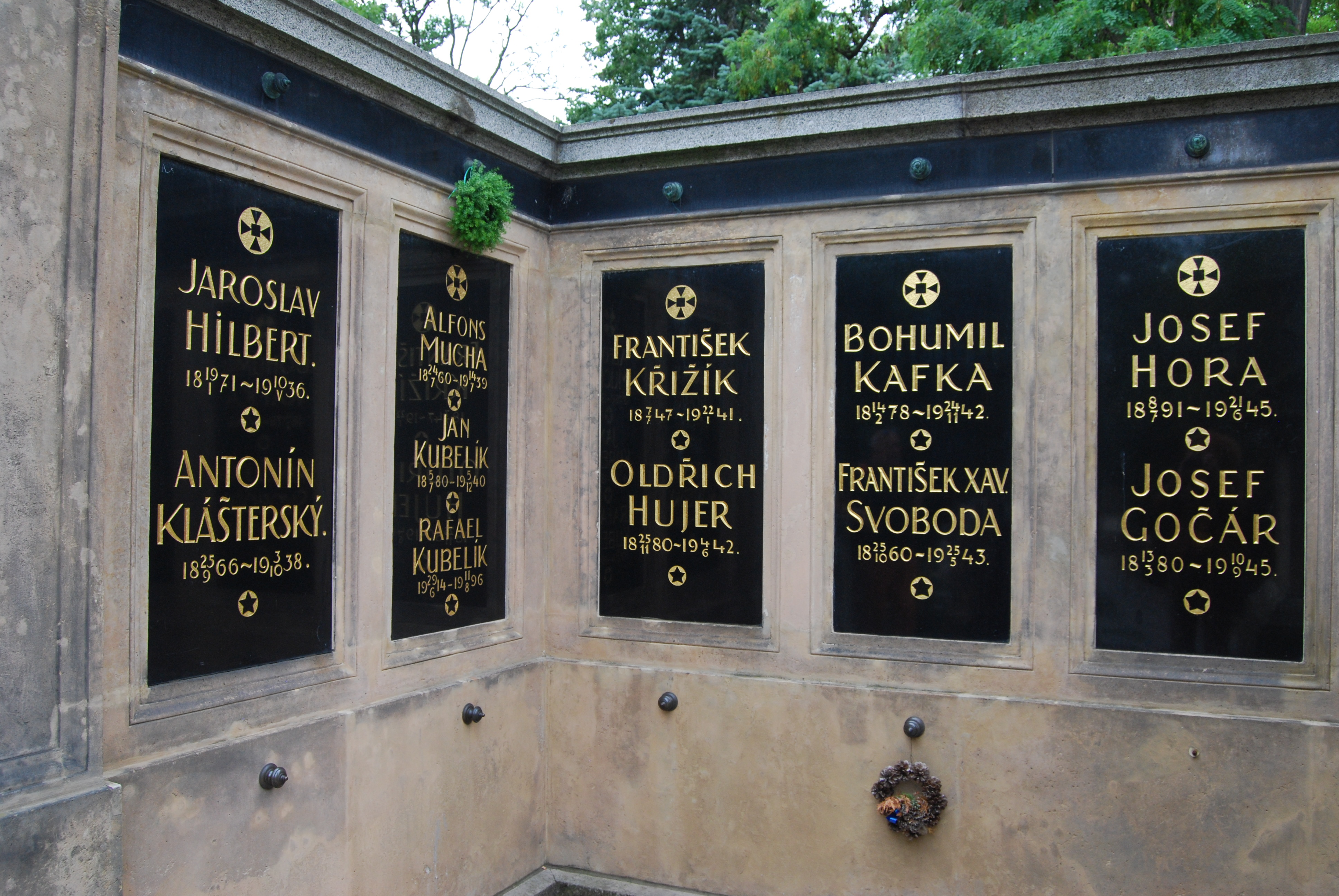
Slavín – detail desek se jmény pohřbených (Richenza)
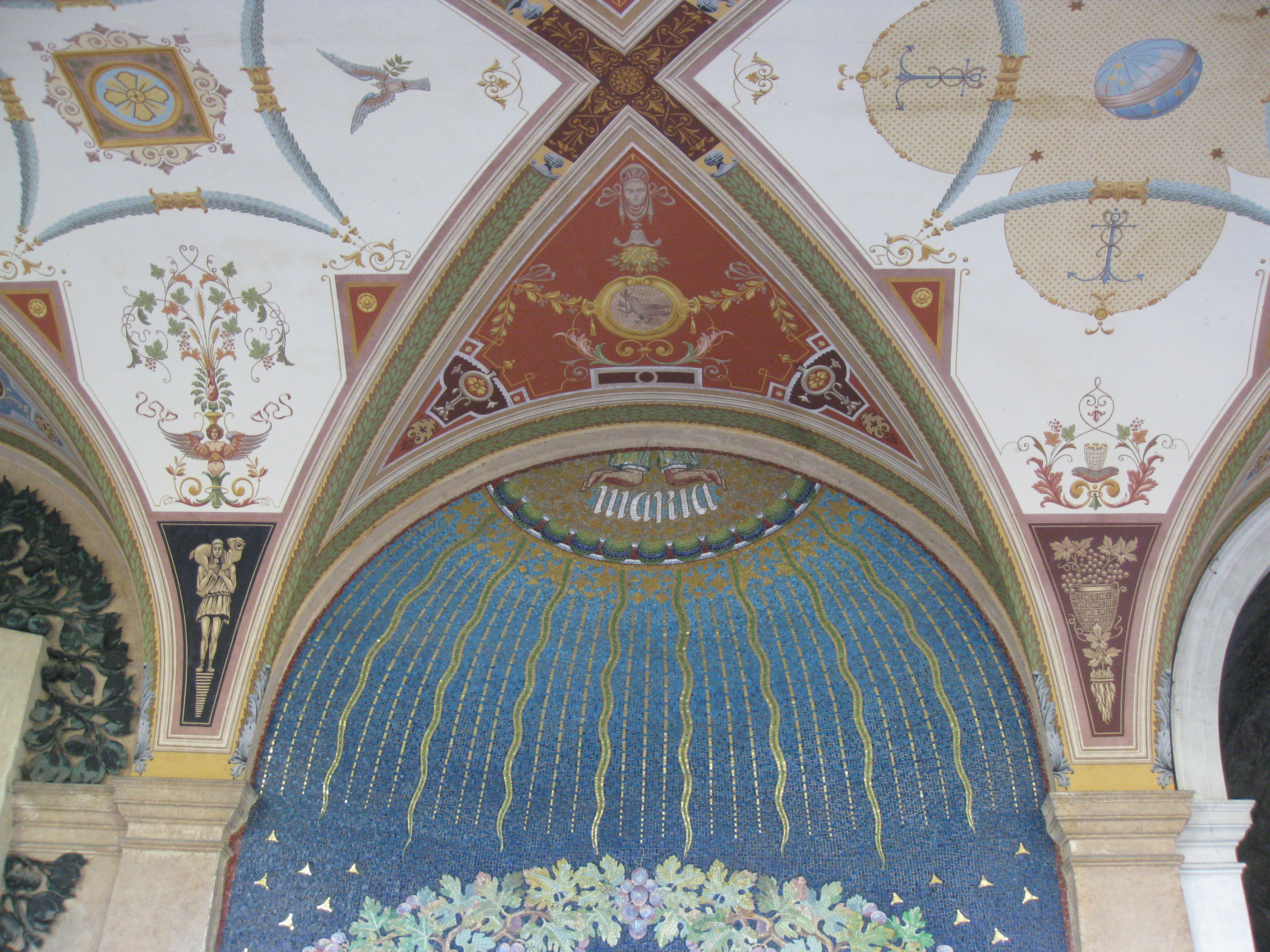
Detail klenby arkád Vyšehradského hřbitova (Enfo)